# Marine Le Pen
Pour les articles homonymes, voir Le Pen.
Marine Le Pen ([ma.ʁin lə pɛn] ), née le 5 août 1968 à Neuilly-sur-Seine (Hauts-de-Seine), est une femme politique française.
En 1986, elle s'engage au sein du Front national (FN), le principal parti d'extrême droite en France, dirigé par son père Jean-Marie Le Pen. Elle occupe plusieurs mandats locaux à partir de 1998 en Île-de-France, dans le Nord-Pas-de-Calais puis les Hauts-de-France et siège de 2004 à 2017 au Parlement européen, où elle co-préside le groupe Europe des nations et des libertés (ENL) à partir de 2015.
Elle est élue présidente du Front national lors de son congrès de 2011. Candidate à l'élection présidentielle de 2012, elle arrive en troisième position au premier tour. De nouveau candidate à l'élection présidentielle de 2017, elle se qualifie pour le second tour, qu'elle perd face à Emmanuel Macron. Lors des élections législatives qui suivent, elle est élue députée dans la onzième circonscription du Pas-de-Calais.
En 2021, elle quitte la tête du Rassemblement national (ex-FN) et lance sa campagne de candidate à l'élection présidentielle de 2022, qualifiée pour la seconde fois au premier tour, elle perd de nouveau face à Emmanuel Macron. Elle est réélue députée lors des élections législatives de 2022 qui suivent. Avec le score historique de son parti à ces élections législatives, elle est élue présidente du groupe Rassemblement national à l'Assemblée nationale. Elle est réélue au premier tour des élections législatives anticipées de 2024.
En mars 2025, Marine Le Pen est reconnue coupable de détournement de fonds publics par le tribunal de Paris dans le cadre de l'affaire des assistants parlementaires du Front national au Parlement européen. Condamnée en première instance à quatre ans de prison dont deux ferme, ainsi qu'à cinq ans d'inéligibilité avec exécution provisoire, elle décide de faire appel de la décision, ce qui lui permet de conserver son mandat de députée.

## Situation personnelle

### Origines

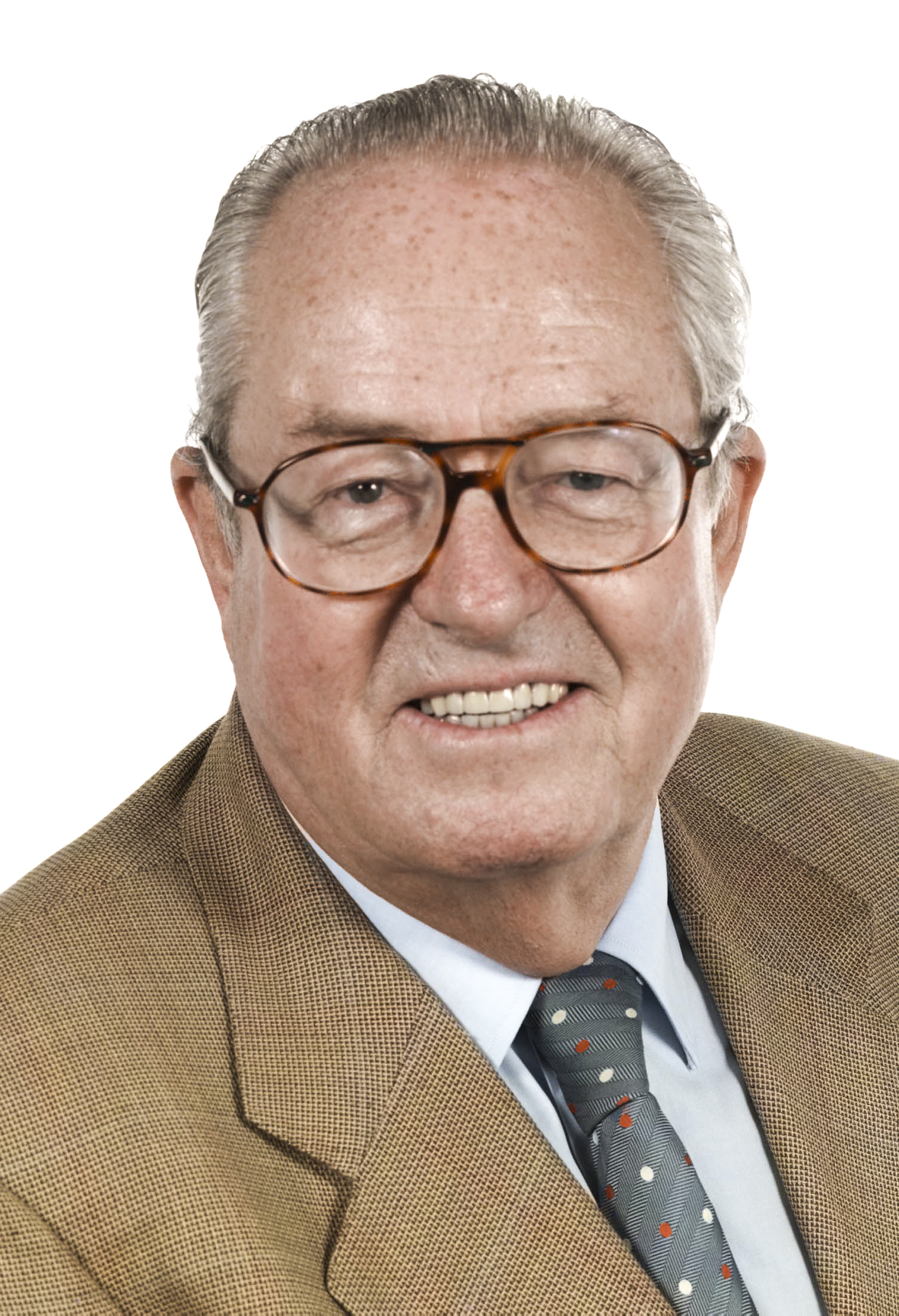
Jean-Marie Le Pen, père de Marine Le Pen.

Marion Anne Perrine Le Pen, naît le 5 août 1968 à Neuilly-sur-Seine, benjamine des trois filles de Jean-Marie Le Pen et de sa première épouse, Pierrette Lalanne. Elle est baptisée le 25 avril 1969 sous le prénom de Marine en l'église de la Madeleine, avec pour parrain Henri Botey. Elle est également la tante de Marion Maréchal, qu'elle a élevée avec sa sœur Yann entre sa naissance et la rencontre de cette dernière avec Samuel Maréchal.
Dans la nuit du 1er novembre au 2 novembre 1976, elle et sa famille sont victimes de l'attentat de la villa Poirier. La bombe vise leur domicile parisien, au 9, villa Poirier. Les vingt kilos d'explosifs, l'une des plus grosses charges qu'ait connues Paris depuis la Seconde Guerre mondiale, détruisent toute une partie de l'immeuble de cinq étages. Hormis quelques égratignures dues aux éclats de verre, Marine Le Pen est indemne, tout comme ses deux sœurs Marie-Caroline et Yann, qui dormaient auprès d'elle,.
La famille déménage ensuite dans un hôtel particulier de Montretout, légué un mois plus tôt à Jean-Marie Le Pen par Hubert Lambert.

### Vie familiale
Après que sa mère, Pierrette Lalanne, est tombée amoureuse d'un journaliste venu l'interviewer dans la maison familiale de Montretout à Saint-Cloud, ses parents se séparent en 1984, alors qu'elle a 16 ans. L'événement prend une tournure médiatique dont elle vit très mal certaines péripéties,.
La même année, elle entame une relation avec le chargé de communication de son père, Lorrain de Saint Affrique.
En juin 1997,, elle épouse Franck Chauffroy, dirigeant d'entreprise ayant travaillé pour le Front national. De ce mariage naissent trois enfants, Jehanne, née en 1998, et les jumeaux Louis et Mathilde, nés en 1999,,,, baptisés dans l'église catholique traditionaliste de Saint-Nicolas-du-Chardonnet. Divorcée en avril 2000, elle se remarie, en décembre 2002, avec Éric Lorio,,, ancien secrétaire national du FN aux élections et ancien conseiller régional du Nord-Pas-de-Calais, dont elle divorce en juin 2006. À partir de 2009, elle a pour compagnon Louis Aliot, lui-même divorcé, secrétaire général du Front national d'octobre 2005 à mai 2010 puis vice-président du parti depuis janvier 2011. Louis Aliot annonce leur séparation en septembre 2019.
Elle vit jusqu'en 2014 dans une dépendance de la propriété de Montretout, à Saint-Cloud, où la famille Le Pen s'est installée à la fin des années 1970. Elle déménage ensuite pour une résidence qu'elle acquiert à La Celle-Saint-Cloud,, dans les Yvelines. Elle a six chats du Bengale et a acquis la formation nécessaire pour faire de l'élevage.
Elle se définit comme « catholique non pratiquante ».

### Études et formation
Elle est élève au lycée Florent-Schmitt de Saint-Cloud. Avec notamment une note de 4/20 à l'épreuve de philosophie, elle obtient son baccalauréat (série B) au rattrapage en 1986,. 
Apprenant que sa note basse en philosophie était due à un travail plutôt en rapport avec le droit, elle continue ses études en s'orientant vers cette matière à l'université Paris II-Assas, où elle obtient une maîtrise en droit (mention carrières judiciaires) en 1990, puis un DEA de droit pénal en 1991,,.
En 1992, après avoir suivi l'École de formation professionnelle des barreaux de la cour d'appel de Paris (EFB), elle obtient le certificat d'aptitude à la profession d'avocat (CAPA) et devient avocate au barreau de Paris. En 2006, dans son autobiographie À contre flots, elle indique qu'elle souhaitait à l'époque entrer dans la vie active alors que son père aurait préféré qu'elle passe son doctorat.

### Carrière professionnelle
Elle s'inscrit au barreau de Paris en 1992. Elle entre alors au cabinet de Georges-Paul Wagner, intime de la famille Le Pen,. En 1994, elle s'installe à son compte dans un bureau de la rue de Logelbach qu'elle loue à Sylvain Garant, un avocat proche de la droite du RPR,.
L'Express relève que sa carrière d'avocate est très brève, son seul procès significatif reste celui du sang contaminé, en octobre 1992 puis juillet 1993, dans lequel le cabinet Wagner défend l'association des polytransfusés ; commençant sa carrière professionnelle, elle n'y plaide pas. Elle se porte volontaire aux permanences de comparutions immédiates à la 23e chambre correctionnelle du tribunal de grande instance de Paris, travail qui permet aux jeunes avocats d'acquérir une certaine expérience. Dans ce cadre, elle est amenée à défendre des étrangers en situation irrégulière,,. L'Express précise que « ses anciens confrères, de droite comme de gauche, brossent le portrait d'une avocate « bosseuse et pugnace », « indestructible et fêtarde », évitant toute forme de prosélytisme ». Elle doit faire face à l'hostilité de certains de ses confrères, dont Arnaud Montebourg et Jean-Marc Fédida, opposés à son élection à la conférence des avocats du barreau de Paris.
Elle quitte le barreau pour entrer le 1er janvier 1998 au service juridique du Front national,. Renaud Dély lie ce changement à l'échec de son activité d'avocate indépendante : « Elle n'a pas de clients, pas de dossiers, et donc pas de revenus ».

## Parcours politique

### Débuts (1983-2002)
En 1983, elle accompagne son père pendant quelques jours lors de la campagne qu'il mène pour les élections municipales dans le 20e arrondissement de Paris, afin de se rapprocher de celui-ci, qui vit souvent éloigné de ses filles. Elle décrit cet épisode comme « un choc »,.

#### Adhésion au Front national
En 1986, à l'âge de 18 ans, elle adhère au Front national, le parti dirigé par son père. La stigmatisation qu'elle éprouve dans le cadre scolaire en raison de son ascendance a, selon elle, « fabriqué un véritable ciment familial », et la notion de « regroupement dans l'adversité » aurait contribué pleinement à son engagement politique. Durant ses années à l'université, elle prend part au Cercle national des étudiants de Paris (CNEP), un mouvement étudiant proche du Front national, dont elle est un temps la présidente d'honneur. Renaud Dély indique qu'à cette époque, « la politique l'intrigue plus qu'elle ne l'intéresse. Elle y est aimantée par son nom plus que par ses convictions encore peu arrêtées ». Néanmoins, « ses véritables amis » d'alors sont des membres du Groupe union défense — un groupuscule d'extrême droite radicale —, Frédéric Chatillon en particulier, qui demeureront parmi ses plus proches comme présidente du FN.

#### Élections municipales de 1989
Elle figure en dernière position sur la liste du FN lors des élections municipales de 1989 à Saint-Cloud, puis se voit proposer par Carl Lang la deuxième place sur la liste du FN dans le Nord-Pas-de-Calais aux élections régionales de 1992 ; mais venant de prêter serment comme avocate, elle décide de décliner. Elle se présente pour la première fois à une élection lors des législatives de 1993. Âgée de 24 ans, elle est la candidate du Front national dans la 16e circonscription de Paris qui se trouve dans le 17e arrondissement. Elle recueille 11,1 % des voix, arrivant derrière le député sortant, Bernard Pons, qui est réélu dès le premier tour avec 63,1 % des votes, et le candidat socialiste, Jean-Luc Gonneau (11,8 %).
En septembre 1996, aux côtés de Bruno Gollnisch, elle assiste au procès intenté à Éric Delcroix, connu comme avocat des négationnistes français, à l'issue duquel il est condamné pour contestation de crimes contre l'humanité.

#### Conseillère régionale du Nord-Pas-de-Calais

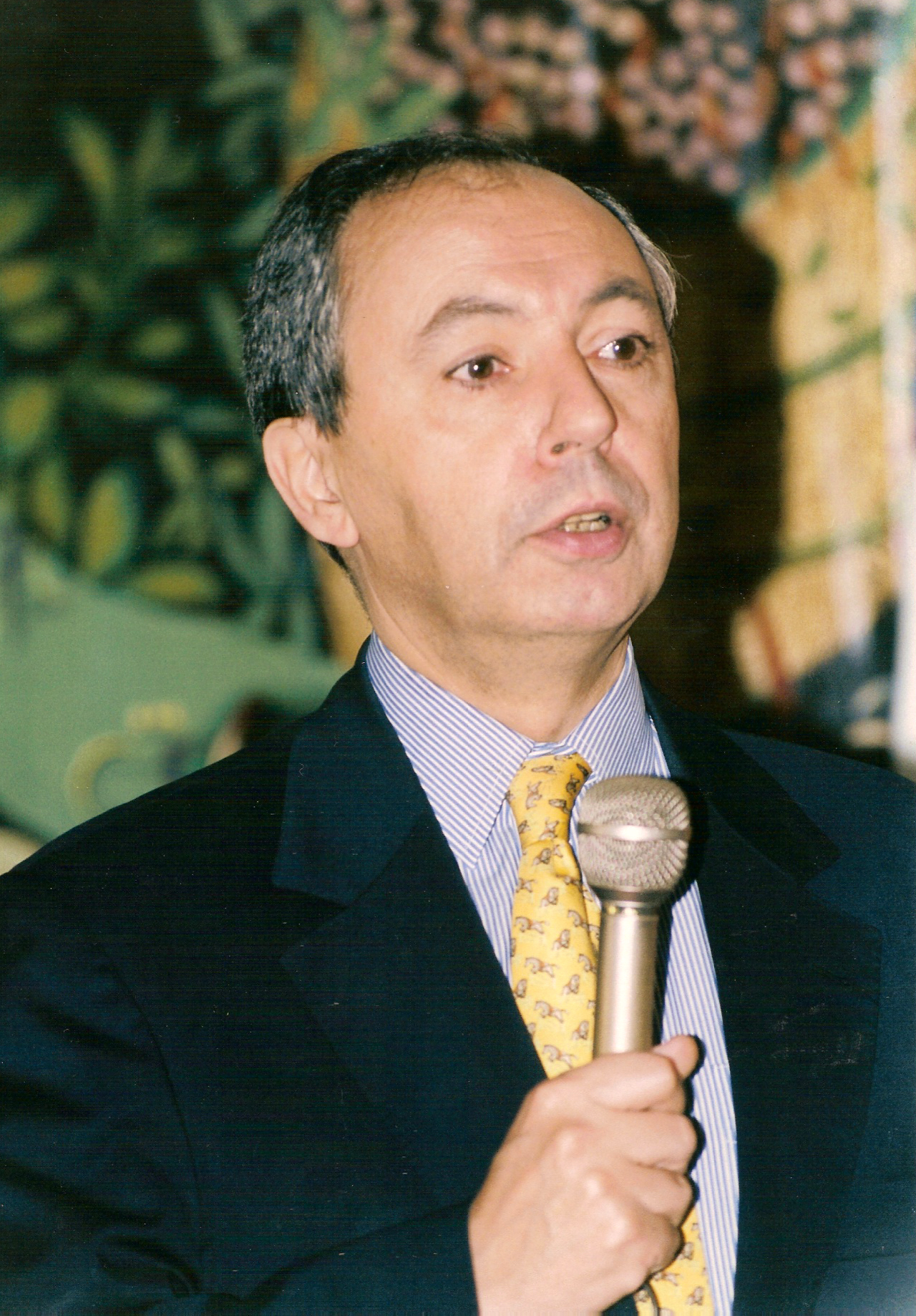
Marine Le Pen commence à s'investir au FN en tentant de contrer Bruno Mégret (ici en 2004) avant la scission du parti de 1998-1999.

C'est en 1998 qu'elle obtient son premier mandat politique en tant que conseillère régionale du Nord-Pas-de-Calais, élue dans le Nord sur la liste conduite par Carl Lang. En 1998, elle pilote également la création du service juridique du Front national, qu'elle dirige jusqu'en 2003. Ce service est créé par Jean-Marie Le Pen, sa fille lui en ayant fait la suggestion à l'automne 1997, ; dans le même temps, le président du FN « relègue l'avocat du parti, Marcel Ceccaldi, à un rang secondaire, et donne à sa fille la haute main sur tous les litiges en cours du parti. De fait, c'est Ceccaldi qui règle tout au FN, c'est lui qui abat tout le boulot juridique, mais c'est Marine Le Pen qui empoche les bénéfices grâce au coup de pouce de son père ». D'abord peu assidue à ce poste, elle s'y investit lorsque la scission du parti s'annonce ; elle est notamment chargée par son père de réaliser un audit des différentes associations créées par Bruno Mégret afin de réduire son influence. À partir de 2000, elle siège au sein du bureau politique, l'instance dirigeante du mouvement.

#### Conflits internes au sein du parti
Lors de la crise que traverse le parti à la fin des années 1990, elle adopte la ligne « TSM » (« Tout sauf Mégret »), aux côtés de Jean-Claude Martinez, Roger Holeindre et Bruno Gollnisch. En 1997, lors du Xe congrès du parti, sur les conseils de son beau-frère Samuel Maréchal, elle se présente aux élections du comité central du FN pour contrer Bruno Mégret (dont l'épouse Catherine vient tout juste d'être élue maire de Vitrolles), mais échoue à se faire élire, en raison du barrage des mégrétistes, qui voient dans cette candidature une illustration des velléités de Jean-Marie Le Pen de contrôler le parti ; alors que cet incident accroît les tensions entre ce dernier et Bruno Mégret, elle est finalement repêchée sur la liste complémentaire de vingt membres cooptés par son père. À la même période, elle prend en charge la section des libertés au sein du « pré-gouvernement » formé par le FN, décrit par Valérie Igounet comme une « sorte de cabinet fantôme qui œuvre à la démégrétisation ». D'après Marine Turchi de Mediapart, « elle joue alors un rôle crucial dans la contre-offensive, gagnant ses surnoms de « garde rouge », « policière » et « capo » dans les couloirs du FN. Aidée par les avocats Marcel Ceccaldi et Wallerand de Saint-Just, la jeune diplômée monte alors des dossiers contre les « traîtres », et organise la purge. Elle diligente notamment un audit scrupuleux des activités des mégrétistes ». Elle soulignera à plusieurs reprises l'opposition entre la vision politique de Bruno Mégret, qui désire s'allier avec le RPR, à la ligne « ni droite ni gauche », impulsée par Samuel Maréchal et dont elle est partisane, en lien avec sa stratégie de « dédiabolisation du Front national ».
En parallèle, elle participe aux sessions de formation du FN, « enseignant aux militants les règles de la garde à vue, de la détention préventive et du droit de réponse ».

### Ascension au sein du Front national (2002-2007)

#### Émergence électorale et médiatique en 2002
Lors de la campagne présidentielle de 2002, elle intègre dans l'équipe de son père la cellule « idées-images », menée par Jean-François Touzé et qui comprend également Olivier Martinelli ainsi qu'Éric Iorio et Louis Aliot ; Joseph Beauregard et Nicolas Lebourg précisent que cette cellule « travaille à policer l'image du candidat, par exemple avec une affiche en noir et blanc où il sourit largement, appuyé sur un poing qui ne figure pas l'agressivité mais le point d'appui d'un homme expérimenté ». Elle est également chargée de relancer les maires qui ont signé un engagement de parrainage mais n'ont pas donné suite. Durant l'entre-deux-tours, elle suggère à son père, qui doit affronter Jacques Chirac, de changer le nom du FN. Libération relève « son influence et son omniprésence au sein de l'appareil du Front ».

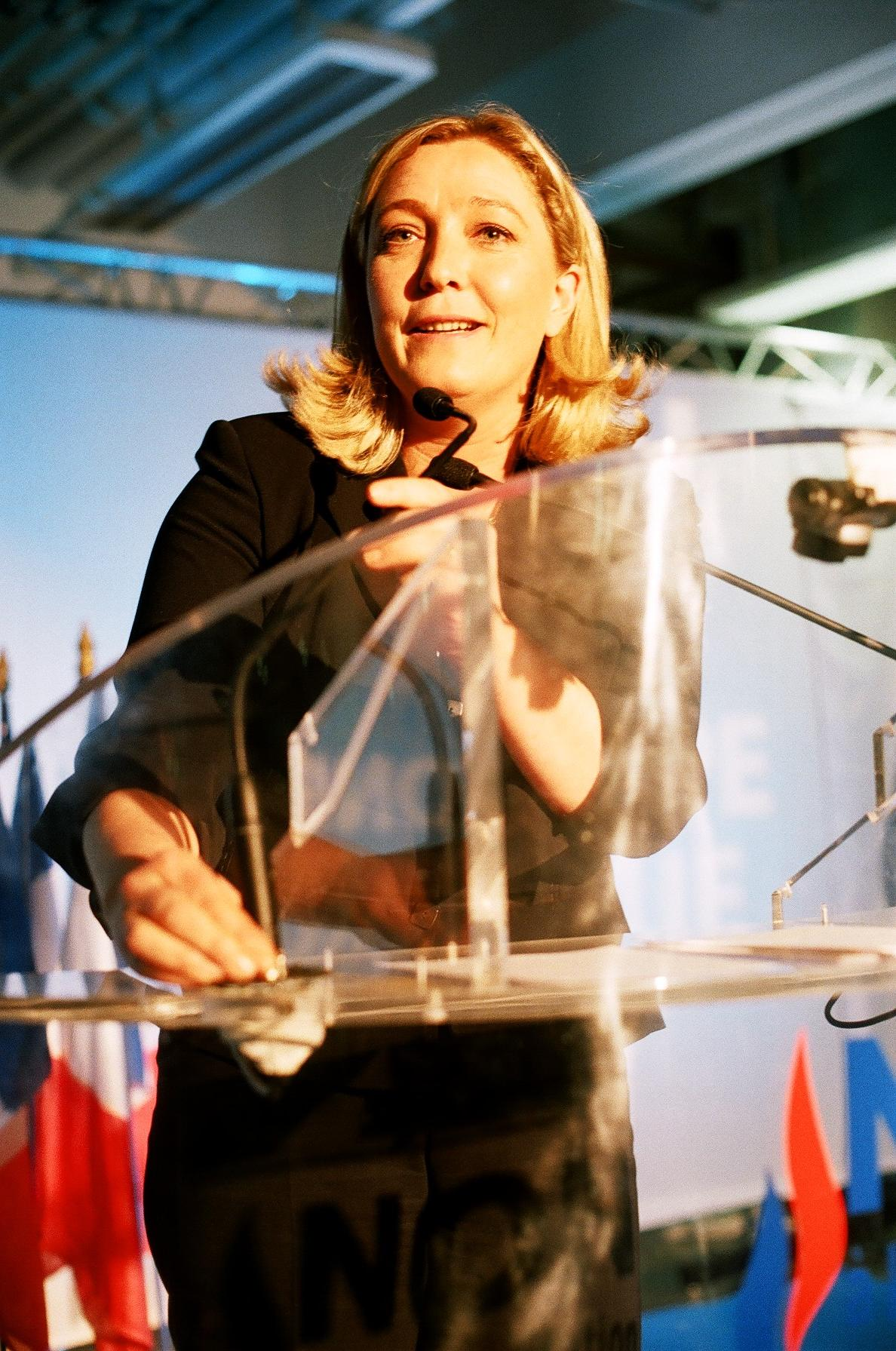
Marine Le Pen en 2005.

Le 5 mai 2002, au soir du second tour, elle apparaît pour la première fois sur la scène médiatique. Alain Vizier, le directeur de la communication du Front national, est alors chargé d'envoyer les cadres du parti sur différents plateaux de télévision, et l'un des intervenants qui devait représenter le FN sur France 3 s'étant désisté au dernier moment, il fait appel à elle. Réalisant une prestation remarquée à cette occasion, celle-ci va continuer d'apparaître régulièrement dans les médias pendant les mois qui suivent, et gagner rapidement en notoriété, y compris dans les médias européens,,. Jean-Marie Le Pen, qui lui avait demandé d'« aller à toutes les émissions » à la fin des années 1990, déclare en 2004 : « Marine, ce sont les médias qui l'ont faite. Elle est comme un cheval de course. Les amateurs et les professionnels du turf ont jugé qu'elle avait des qualités et ce sont eux qui l'ont promue ».
Après l'élection présidentielle, elle réactive l'association Génération Le Pen, fondée après les élections régionales de 1998 par Samuel Maréchal afin de regrouper les nouveaux élus FN. Elle la renomme Générations Le Pen, avec pour objectif « la dédiabolisation de l'image du président du FN », selon Louis Aliot, qui en prend le secrétariat général. Elle se défend de vouloir transformer cette structure « en un outil de promotion personnelle », Louis Aliot assurant qu'elle n'est « pas candidate à la succession de son père », alors que ce dernier a désigné plusieurs fois Bruno Gollnisch comme son futur successeur. L'initiative inquiète notamment Carl Lang, qui évoque le risque d'implosion du parti. Joseph Beauregard et Nicolas Lebourg indiquent : « L'objectif est de faire permuter le parti d'un Le Pen à l'autre. […] Les choses commencent en réalité à se superposer, comme en témoigne le fait que Jean-Marie Le Pen coécrive avec sa fille et Louis Aliot son discours de la rentrée politique de 2002 »,.
En juin 2002, elle se présente aux élections législatives dans la treizième circonscription du Pas-de-Calais (Lens), suivant les conseils d'Éric Iorio, lui-même candidat FN dans une circonscription voisine. D'après Bruno Bilde, « il a proposé Lens à Marine, parce que le bassin minier était en plein essor électoral. Et puis le physique « flamand » et la gouaille de Marine s'accordaient bien au lieu ». Contre toute attente, elle obtient 24,2 % des voix au premier tour, ce qui lui permet de se qualifier pour le second tour, lors duquel elle recueille 32,3 % des suffrages face au candidat socialiste, Jean-Claude Bois. L'historienne Valérie Igounet souligne que « si elle perd l'élection en termes de voix, elle l'emporte sur un autre plan, celui de la notoriété » : « ces élections de 2002 marquent le début de sa carrière politique ». Évoquant le « début d'un phénomène de starisation qui culminera quelques années plus tard à Hénin-Beaumont », Libération considère également que « par son exposition et son résultat, cette campagne marque un tournant dans la trajectoire nordiste de Marine Le Pen ».

#### Débuts de la rivalité avec Bruno Gollnisch
Sa stratégie de « dédiabolisation » du Front national commence à déranger au sein du parti. C'est dans cette optique qu'elle déclare par exemple : « Il faut faire émerger un islam français, parce que l'islam de France, on a l'impression que c'est une notion territoriale »[source insuffisante]. Sur la question de l'avortement, elle affiche une position beaucoup plus souple que la ligne traditionnelle du FN, ce qui est également source de critiques en interne. Lors du XIIe congrès du Front national, qui se tient à Nice en avril 2003, elle est reléguée à la 34e place du comité central par les votes des délégués départementaux. Malgré ce désaveu, Jean-Marie Le Pen, qui considère l'affront à sa fille comme un manquement au parti, la nomme vice-présidente du parti le lendemain,.

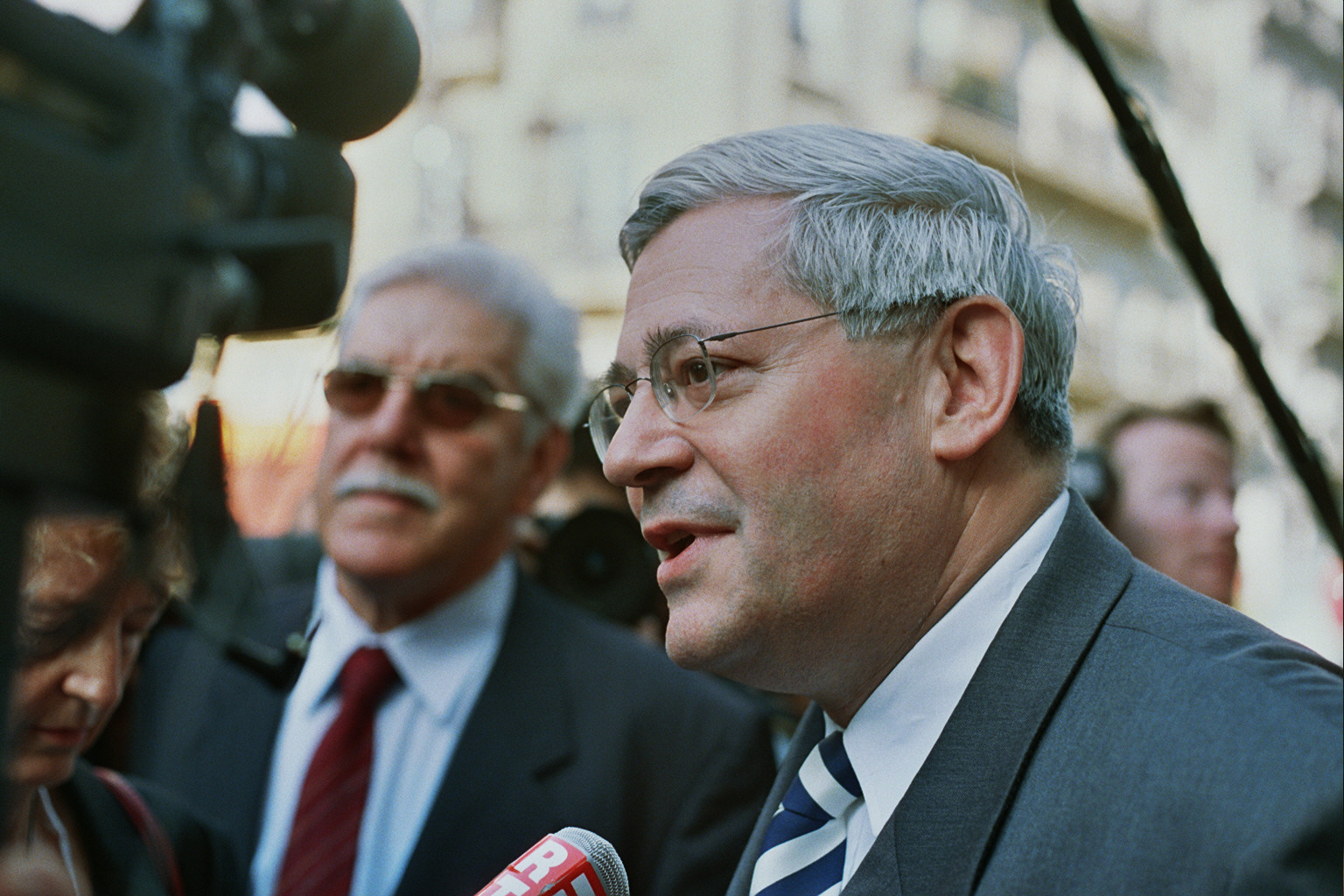
Annoncé comme le successeur de Jean-Marie Le Pen dès les années 1990, Bruno Gollnisch entre en rivalité avec Marine Le Pen au cours des années 2000.

À l'automne 2003, elle effectue une visite à New York et Washington en compagnie de Louis Aliot, Pierre Ceyrac, Éric Iorio (qui est alors son époux et cadre du FN) et Guido Lombardi, ancien représentant de la Ligue du Nord, pour y rencontrer de hauts responsables américains. Pour Carl Lang, il s'agit d'un « voyage clé, quasi secret » pendant lequel elle « déverrouille des portes, des feux rouges qui vont devenir des feux verts, vis-à-vis de la communauté juive, par exemple ». Selon l'historienne Valérie Igounet, « ce voyage doit être considéré comme un remake de la tournée de son père, en 1987. Il reste méconnu et, en même temps, essentiel pour comprendre l'ouverture médiatique des années 2010 ».
En 2004, elle est choisie comme tête de liste du Front national pour les élections européennes dans la circonscription Île-de-France, au regret de Steeve Briois et Bruno Bilde qui souhaitaient sa candidature dans la circonscription Nord-Ouest afin d'y poursuivre son implantation. Jean-Marie Le Pen salue publiquement le succès de son parti dans la circonscription Île-de-France alors que le FN baisse de quatre points par rapport au précédent scrutin. Élue au Parlement européen, elle assiste à 58 % des sessions à Strasbourg (173 jours sur 298) et vote près de 42 % des lois en accord avec la majorité des autres eurodéputés français.
Elle se met en congé des instances du FN en 2005, après la déclaration de son père sur l'occupation allemande. D'après Romain Rosso, journaliste à L'Express, « il semble qu'elle eût d'abord remis sa démission à son père, puis qu'elle se soit enfin pleinement décidée à se porter candidate à la succession pour trancher définitivement le débat ». Sa décision pousse Jean-Marie Le Pen à désigner de nouveau Bruno Gollnisch comme son futur successeur dans les médias. Elle mène également campagne pour le « non » au référendum sur le projet de traité établissant une constitution pour l'Europe. À la fin de la même année, Marie-France Stirbois et Jacques Bompard, qui dénoncent sa trop grande influence au Front national, sont exclus du bureau politique. Le rythme de ses apparitions dans les médias est accéléré par la sortie en 2006 de son livre autobiographique, À contre flots.
Le XIIIe congrès du Front national, qui se tient en novembre 2007 à Bordeaux, voit pour la première fois les militants voter directement pour le comité central : selon Sylvain Crépon et Nicolas Lebourg, « l'opération visait alors à renforcer Marine Le Pen contre Bruno Gollnisch, ce dernier comptant plus de soutiens parmi l'encadrement, la fille du chef étant plus populaire parmi les militants ». Marine Le Pen arrive cependant en deuxième position (75,8 %), derrière Bruno Gollnisch (85,1 %). Ce même congrès est marqué par une grève de nombreux opposants à Marine Le Pen qui décident de ne pas se présenter au comité central. Jean-Marie Le Pen la nomme vice-présidente exécutive du FN chargée des « affaires intérieures », ce qui implique, entre autres, la formation des cadres et des militants, la communication interne et externe du parti et la « propagande ». Pour le journaliste Romain Rosso, ce poste équivaut à celui de « présidente bis. Pour tous, il est entendu que ce mandat est le dernier [de Jean-Marie Le Pen], celui de la « transition », même si l'on ne trouve trace d'aucune déclaration du chef en ce sens ».

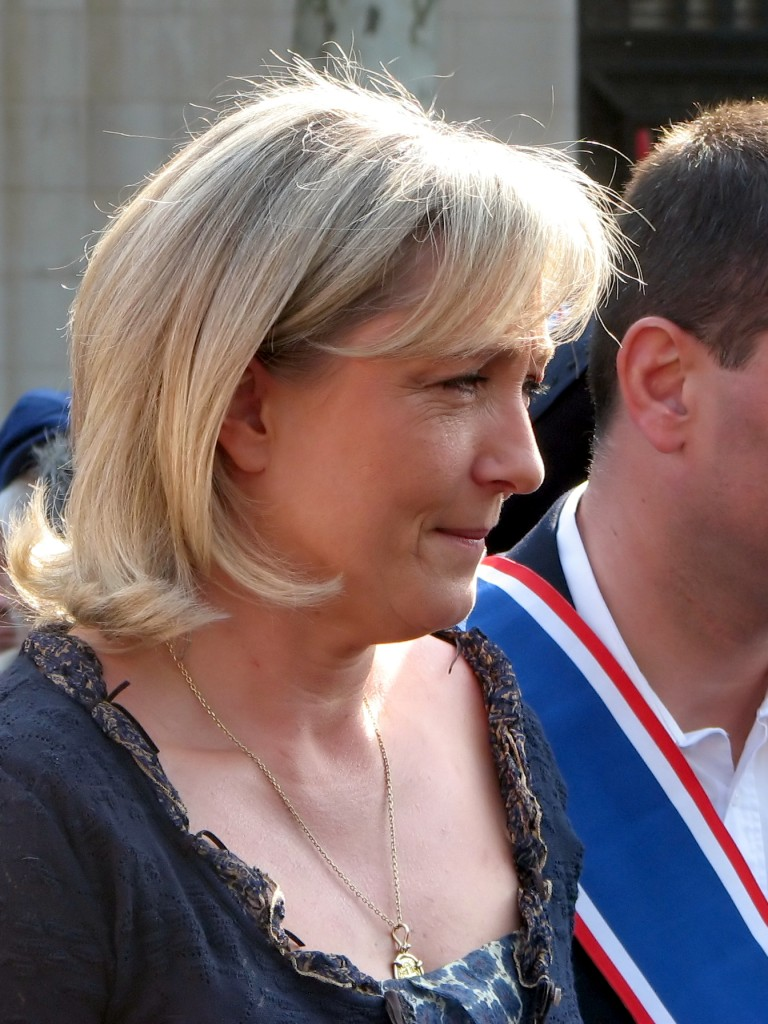
Marine Le Pen au défilé du Front national en l'honneur de Jeanne d'Arc, le 1 mai 2007.

Désignée directrice stratégique de la campagne de son père, elle présente, le 11 décembre 2006, la nouvelle campagne d'affichage du Front national. Celle-ci se compose de six affiches au total représentant chacune un Français avec le même pouce vers le bas pour illustrer l'« échec » de la droite et de la gauche dans chacun de ces domaines. Parmi toutes ces affiches, l'une, qui met en scène une jeune femme maghrébine, est peu appréciée en interne, notamment parmi les catholiques traditionalistes, qui lui reprochent son passé de « night-clubbeuse ». Marine Le Pen défend ce choix destiné à moderniser l'image de son père : « Sur cette affiche, on évoque la nationalité, l'assimilation, l'ascenseur social, la laïcité, qui sont des domaines dans lesquels la droite et la gauche ont absolument échoué. Un certain nombre de Français d'origine immigrée sont conscients de cet échec et entendent obtenir des réponses. Beaucoup d'entre eux se tournent vers le candidat Jean-Marie Le Pen pour en obtenir », explique-t-elle. En 2015, Gaël Sliman, directeur de l'institut de sondages Odoxa, estime que « cette affiche était une rupture trop brutale, l'image renvoyée était trop éloignée de la réalité du FN de l'époque. Cela a contribué, alors qu'il était déjà en perte de vitesse, à le décrédibiliser ». D'après Valérie Igounet, Frédéric Chatillon, Alain Soral et Philippe Péninque sont « les vrais instigateurs de la campagne « à contre flots » menée par Marine Le Pen pour son père en 2007, d'après le titre qu'elle a donné à son livre publié en 2006. De la ligne portée lors de cette campagne, Marine Le Pen « garde le « ni droite, ni gauche », mais gomme les appels du pied « aux Français d'origine étrangère ».
L'échec de Jean-Marie Le Pen à l'élection présidentielle (10,44 %) provoque des dissensions au sein du parti. Marine Le Pen est accusée par ses concurrents d'avoir éloigné le parti de sa tradition en l'ouvrant aux influences externes et en adoptant une stratégie de « dédiabolisation » finalement vaine. Elle semble toutefois devoir être la seule rescapée de ce que la presse appelle un « effondrement » du FN, puisqu'elle est le seul membre du parti à se qualifier au second tour des élections législatives le 17 juin 2007, où elle réalise dans la 14e circonscription du Pas-de-Calais un résultat de 41,7 % face au socialiste Albert Facon,.

### Implantation dans le Nord-Pas-de-Calais (2007-2011)

#### Candidatures à Hénin-Beaumont

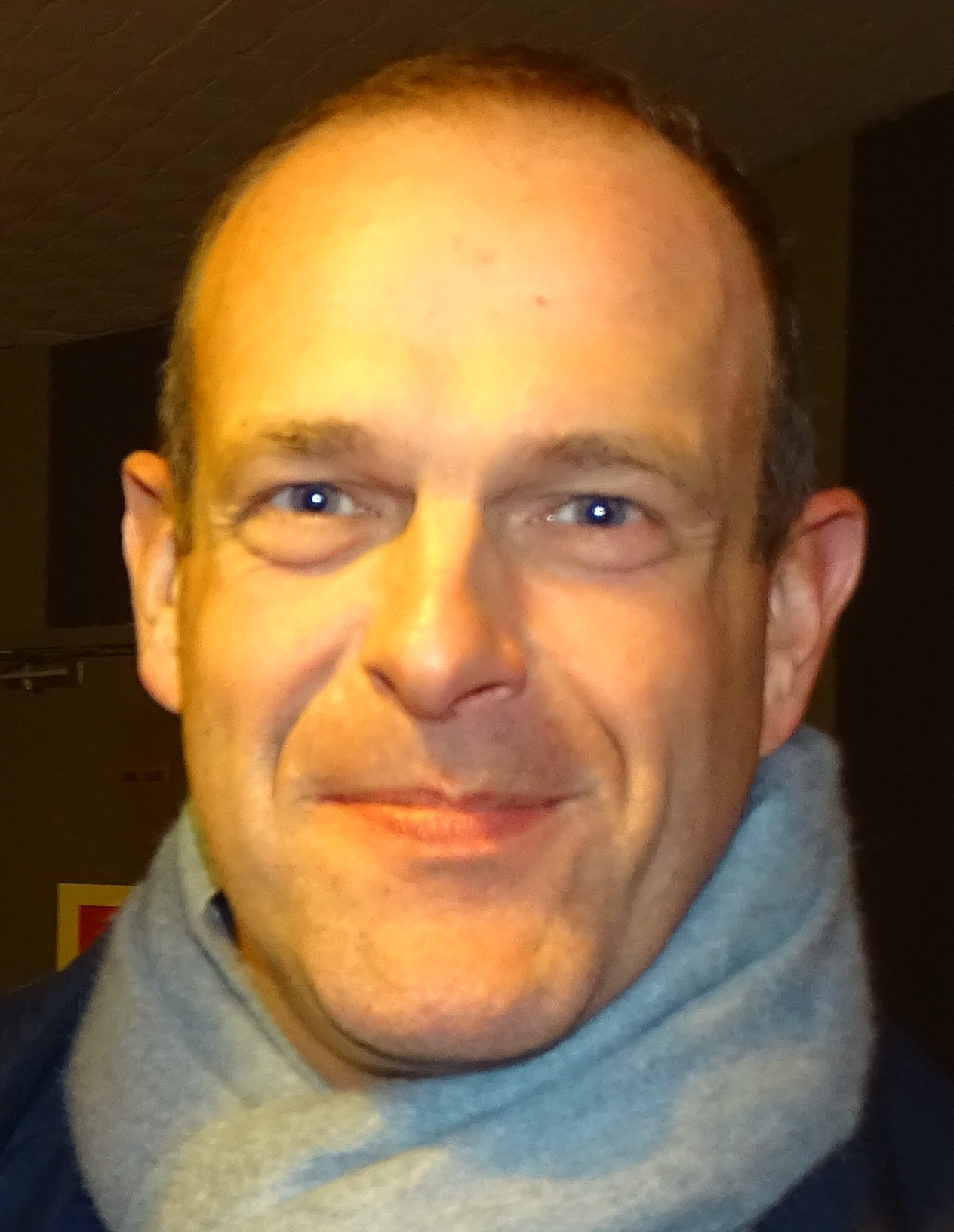
Steeve Briois (ici en 2015) incite et aide Marine Le Pen à s'implanter à Hénin-Beaumont.

C'est en 2007 que Marine Le Pen décide de s'installer à Hénin-Beaumont, une commune ouvrière de 26 000 habitants située dans l'ancien bassin minier du Pas-de-Calais, et en difficulté économique à la suite de nombreuses fermetures d'usines. Aux élections législatives de juin 2007, elle se présente ainsi dans la quatorzième circonscription du département comme le lui avaient demandé Bruno Bilde et Steeve Briois, figures de proue locales du FN. Ce dernier, conseiller municipal d'Hénin-Beaumont, mène depuis près de quinze ans un important travail d'implantation dans cette ville, avec des résultats électoraux en progression à chaque élection. Accusée par ses adversaires d'être « parachutée », Marine Le Pen explique le choix de cette circonscription par le fait qu'elle serait « symbolique des problèmes majeurs de la France : chômage, délocalisation, insécurité ». Libération relève que ce choix lui permet aussi de « s'appuyer sur un fief, comme son rival Bruno Gollnisch, bien implanté en Rhône-Alpes. Plus prometteur électoralement que l'Île-de-France, le Nord-Pas-de-Calais se prête mieux au récit politique que Marine Le Pen veut construire autour d'elle ».
Lors de la campagne, un ancien élu local socialiste, Daniel Janssens, prend la tête du comité de soutien à Marine Le Pen. Il fut pendant dix-sept ans secrétaire de la section du PS à Leforest et pendant vingt-quatre ans premier adjoint au maire de Leforest. S'affirmant déçu par le député sortant socialiste Albert Facon, Daniel Janssens déclare vouloir « donner un coup de pied dans la fourmilière ». Marine Le Pen reçoit également le soutien, durant l'entre-deux tours, des gaullistes Alain Griotteray, Michel Caldaguès et Paul-Marie Coûteaux.
Au premier tour, Marine Le Pen améliore sensiblement le résultat du FN des législatives de 2002 lors desquelles s'était présenté Steeve Briois,, alors qu'au niveau national le FN subit un fort revers (4,3 %). Elle obtient 10 593 voix, soit 24,5 % des suffrages exprimés (contre 20,1 % en 2002) ; elle est la seule candidate du Front national à même de se maintenir au second tour, alors qu'ils étaient 37 en 2002. Un « front républicain » se constitue alors, rassemblant tous les candidats du premier tour à l'exception de celui du MPF. Au second tour, le 17 juin 2007, la progression par rapport à 2002 est plus importante qu'au premier : Marine Le Pen recueille 17 107 voix, soit 41,65 % des suffrages exprimés (au lieu de 32,1 %). Le député sortant socialiste Albert Facon, est donc réélu, mais perd environ 1 700 voix et près de 10 points par rapport à 2002. Marine Le Pen a gagné dix-sept points et près de 6 500 voix par rapport au premier tour. Certains analystes politiques relèvent que Marine Le Pen a bénéficié du travail de l'implantation locale de Steeve Briois et du report de voix au second tour d'un nombre important d'électeurs qui avaient voté pour des notables locaux centristes et communistes. De plus, il semble que ce soient les thématiques économiques et sociales (désindustrialisation, chômage, sentiment d'abandon, etc.) qui permettent à Marine Le Pen de réaliser un tel résultat, plus que le discours sur l'immigration et l'insécurité.

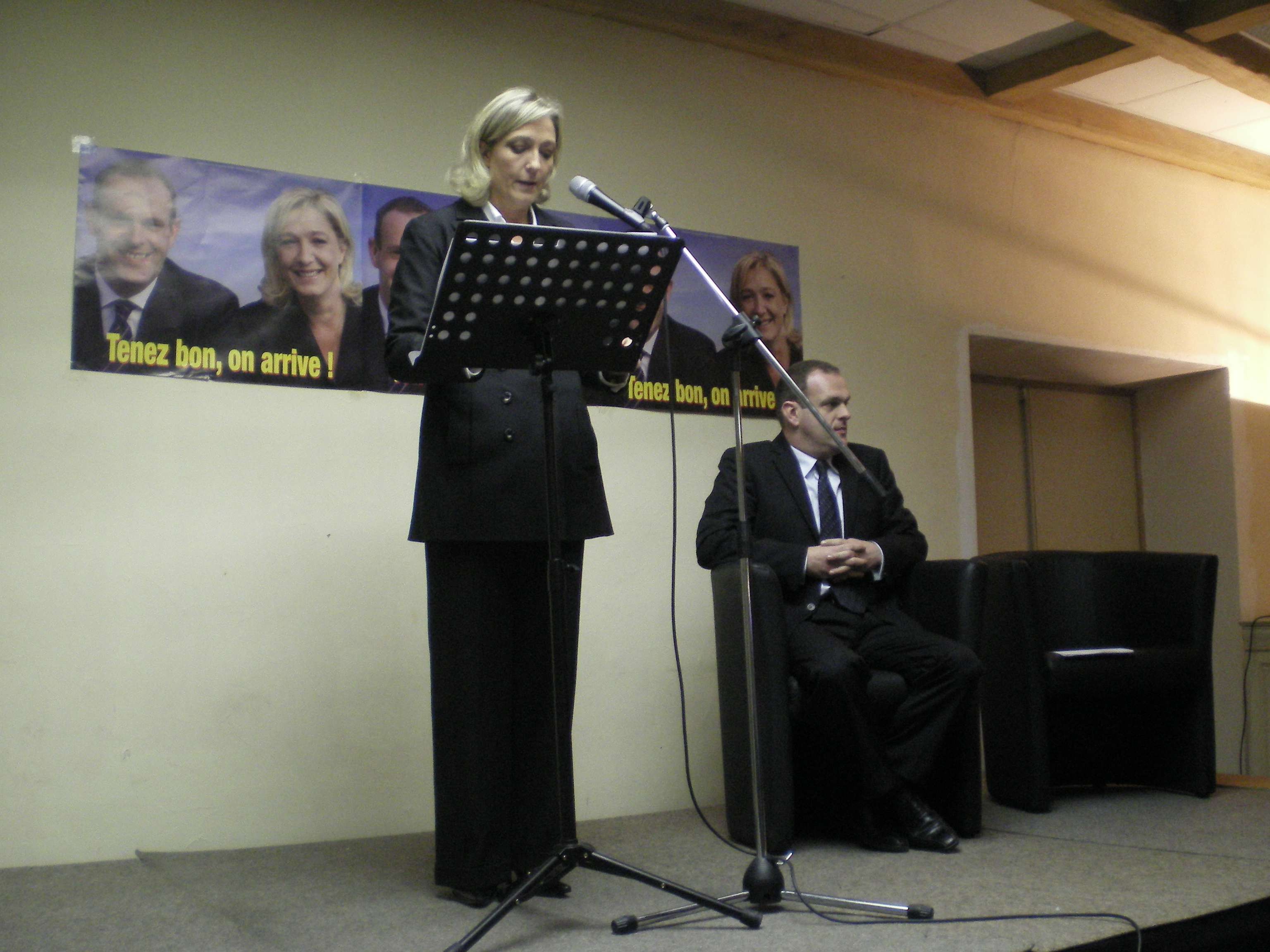
Marine Le Pen et Steeve Briois lors du lancement de la campagne des municipales de 2008 à Hénin-Beaumont.

Cette élection permet à la vice-présidente du Front national de s'imposer un peu plus au sein du parti après les critiques dont elle avait été l'objet à la suite des résultats de l'élection présidentielle. Elle l'aura incitée à poursuivre son implantation à Hénin-Beaumont après une première expérience positive et le constat que son discours semble bien passer auprès de la population. Fin juin 2007, elle loue un appartement dans cette ville et s'inscrit sur les listes électorales de la commune. Pour l'historienne Valérie Igounet, le score qu'elle a obtenu au second tour « la confort[e] sur, au moins, deux aspects inhérents : sa légitimité politique — en train de s'affirmer — et son avenir de présidente du FN ».
À l'occasion du congrès du FN qui se tient à Bordeaux en novembre 2007, Valérie Igounet relève que « le poste de délégué général est supprimé, selon le souhait de Marine Le Pen et de Louis Aliot, confirmé au poste de secrétaire général. À la place, deux vice-présidences sont créées. La première est confiée à Marine Le Pen qui s'occupe de la formation, de la propagande et de l'information. Bruno Gollnisch, second vice-président, est chargé de l'international. S'il sort vainqueur des urnes – il devance Marine Le Pen au Bureau politique –, Bruno Gollnisch apparaît pourtant comme le grand perdant de cette manifestation. Ses nouvelles attributions ne font guère le poids face à celles de sa concurrente. Bruno Gollnisch visait, depuis longtemps, la place du père. Bordeaux signe la fin de ses espoirs ».
Aux élections municipales de mars 2008, elle figure en deuxième position sur la liste du Front national à Hénin-Beaumont conduite par Steeve Briois. La campagne est marquée par l'agression de Marine Le Pen, insultée par deux individus, dont l'un brandit un pistolet et, selon certains témoins, tire un coup de feu. Le principal coupable sera condamné à dix mois de prison dont deux ferme. Avec un résultat de 28,83 %, Steeve Briois et Marine Le Pen échouent dans leur tentative de remporter la mairie, mais font élire cinq conseillers municipaux, dont Marine Le Pen elle-même. Le groupe FN dépose un recours en annulation contre l'élection de la liste du Parti socialiste[source insuffisante], mais celui-ci est rejeté par le tribunal administratif de Lille ; Steeve Briois porte l'affaire devant le Conseil d'État, qui rejette à son tour la demande[réf. nécessaire].
Le maire d'Hénin-Beaumont, Gérard Dalongeville, est finalement révoqué de ses fonctions pour « détournement de fonds publics, corruption, faux en écriture privée et usage de faux, favoritisme et recel de favoritisme ». Des élections municipales partielles sont organisées les 28 juin et 5 juillet 2009. Lors de ce scrutin, et alors que le Front national paraît affaibli au niveau national, la liste du FN dirigée par Steeve Briois et Marine Le Pen profite de la division de la gauche et arrive largement en tête du premier tour, avec 39,34 % des suffrages. Mais entre les deux tours se met en place un « front républicain », qui va de l'extrême gauche à l'UMP, visant à empêcher la victoire du Front national. Lors du second tour qui a lieu le 5 juillet 2009, le FN échoue face à la liste divers gauche menée par Daniel Duquenne, qui obtient 52,38 % des voix. Le FN obtient cependant un résultat historique avec 47,62 % des voix, pour une participation de 62,38 %. Marine Le Pen, fraîchement réélue conseillère municipale, parle de « défaite qui a tout de même un petit goût de victoire », précisant qu'il ne lui a manqué que 265 voix pour gagner la mairie d'Hénin-Beaumont.
Elle choisit de démissionner de son mandat de conseillère municipale le 24 février 2011, en raison de la loi sur le non-cumul des mandats, mais affirme conserver un ancrage local en soutenant son fidèle lieutenant Steeve Briois et en figurant en position non éligible aux élections municipales suivantes, en mars 2014. Steeve Briois est finalement élu maire d'Hénin-Baumont le 30 mars 2014.

#### Élections européennes de 2009
Lors des élections européennes de 2009, Marine Le Pen, élue députée européenne en 2004 dans la circonscription Île-de-France, est choisie par la commission d'investiture de son parti pour mener la liste du Front national dans la circonscription Nord-Ouest (Basse-Normandie, Haute-Normandie, Nord-Pas-de-Calais, Picardie). Le député européen sortant, Carl Lang, élu dans cette même circonscription, n'accepte pas cette décision et décide de mener une liste dissidente, sans démissionner du Front national pour autant. Il est, par conséquent, suspendu du parti. Le 7 juin 2009, avec 10,18 % des voix, Marine Le Pen réalise le meilleur résultat de ces élections pour le Front national ; elle est réélue députée européenne. En juillet 2011, elle recrute son conjoint, Louis Aliot, comme assistant parlementaire européen, touchant 5 006 euros par mois pour un mi-temps, alors que le Parlement européen interdit de salarier des conjoints de députés ou de leurs partenaires stables non matrimoniaux,,.

#### Scrutin régional de 2010
Lors des élections régionales françaises de 2010, Marine Le Pen est tête de liste dans la région Nord-Pas-de-Calais et tête de liste départementale dans le Pas-de-Calais,. Elle arrive en troisième position au premier tour, avec 18,3 % des voix, juste derrière la candidate de la majorité présidentielle, Valérie Létard (19,0 %). Elle arrive par ailleurs en deuxième position dans le Pas-de-Calais (19,8 %), confirmant ainsi son ancrage dans son fief d'Hénin-Beaumont, où sa liste arrive largement en tête,. Au second tour, elle améliore son résultat en obtenant 22,2 % des suffrages exprimés, ce qui permet au Front national d'obtenir 18 élus au conseil régional du Nord-Pas-de-Calais. Marine Le Pen réalise le deuxième meilleur résultat du Front national, derrière celui de son père, Jean-Marie Le Pen, en Provence-Alpes-Côte d'Azur,.

### Présidente du FN puis du RN (2011-2021)

#### Élection au congrès de Tours
Marine Le Pen annonce à plusieurs reprises son intention de briguer la succession de Jean-Marie Le Pen à la présidence du Front national. À la suite d'une réunion du bureau politique du FN, le 12 avril 2010, son père annonce qu'il quittera ses fonctions au prochain congrès. Marine Le Pen confirme son intention de se porter candidate, contre Bruno Gollnisch. Dans cette perspective, elle ne bénéficie pas du soutien des journaux d'extrême droite français que sont Minute, Rivarol et Présent.

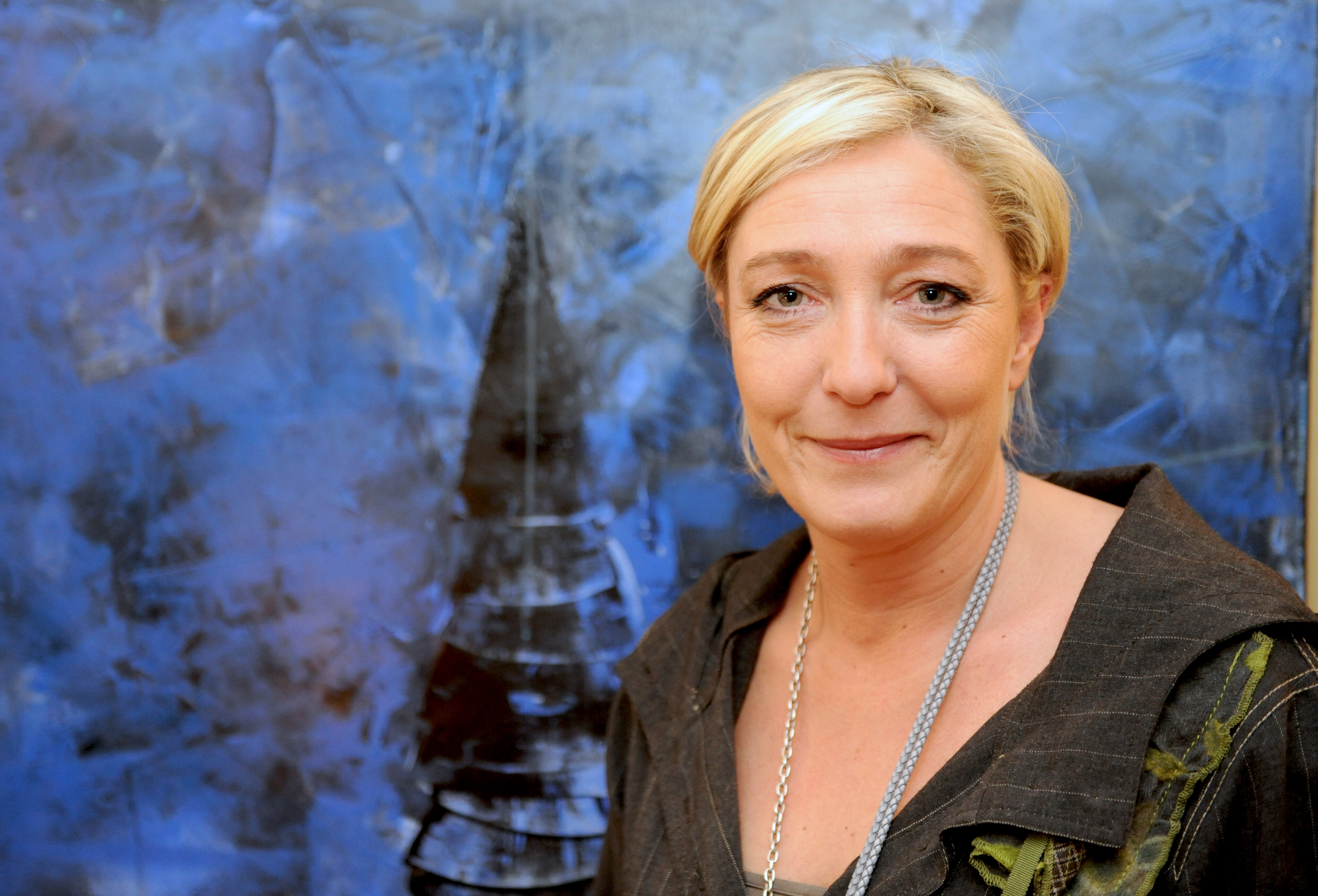
Marine Le Pen, le 11 janvier 2011 à Paris.

Les membres du Front national sont alors appelés à voter pour leur nouveau président et les cent membres du comité central. Sa campagne est dirigée par Dominique Martin. Le congrès du parti, organisé à Tours les 15 et 16 janvier 2011, voit son élection à la présidence du parti avec 67,65 % des voix des militants.
Dès les premiers mois qui suivent son accession à la présidence du FN, certains de ses passages à la télévision enregistrent des succès d'audience. Le politologue Alexandre Dézé relève que Marine Le Pen « est incontestablement dotée de qualités télégéniques, ce qui n'est pas le moindre de ses atouts lorsqu'on sait que l'évaluation des acteurs politiques tend de plus en plus à s'aligner sur l'évaluation de leurs performances médiatiques ».
Elle est classée parmi les 100 personnes les plus influentes au monde par le magazine américain Time en 2011 et 2015,.
Le Front national change de nom et devient le « Rassemblement national » le 1er juin 2018.

#### Candidature à la présidentielle de 2012
Le 5 mars 2011, un sondage Harris Interactive crédite Marine Le Pen de 23 % des intentions de vote en vue de l'élection présidentielle de 2012, devançant Nicolas Sarkozy et Martine Aubry (chacun crédité de 21 %). Le 8 mars, selon le même institut, si Dominique Strauss-Kahn ou François Hollande étaient les candidats socialistes, elle est créditée de 24 % dans les deux hypothèses. Ces sondages, suivis par d'autres qui confirment cette tendance, provoquent de nombreuses réactions, puisque c'est la première fois sous la Cinquième République qu'un candidat d'extrême droite est donné en tête du premier tour de l'élection présidentielle,.
Sa candidature à l'élection présidentielle est validée à l'unanimité par le bureau politique du FN le 16 mai 2011. Dans le même temps, les intentions de vote en sa faveur diminuent et elle est à nouveau donnée troisième dans l'optique du premier tour.
Les mesures phares de son programme économique sont la sortie de l'euro et le retour à une monnaie nationale, l'instauration de taxes sur les marchandises et les services importés, la baisse de la contribution française au budget de l'Union européenne, une réduction importante de l'immigration et le rapatriement de tous les clandestins, la lutte contre la fraude fiscale et sociale. Du côté des dépenses, elle propose une augmentation des budgets de la fonction publique de l'État (justice, police, défense nationale, recherche fondamentale), de la formation professionnelle, des budgets d'investissements d'infrastructures (SNCF) et de recherche pour les énergies alternatives, une aide au financement et à l'installation des TPE et des PME, l'augmentation de 200 euros net de tous les salaires inférieurs à 1,4 fois le SMIC par une exonération des cotisations sociales, l'augmentation de la prise en charge de santé pour les plus pauvres (régime de base), pour les zones rurales (soins de proximité), pour la lutte contre les maladies de Parkinson et d'Alzheimer (recherche), et une réévaluation de l'allocation aux adultes handicapés (AAH).
Selon son directeur de campagne, Marine Le Pen peine à obtenir les 500 signatures d'élus nécessaires pour être candidate à l'élection présidentielle. Elle considère le système de parrainages comme « inconstitutionnel » et saisit, en décembre 2011, le Conseil d'État, afin d'obtenir l'anonymat des parrainages, car les élus seraient soumis à des pressions de partis politiques. Mais le Conseil constitutionnel, saisi, dans le cadre de cette procédure, d'une question prioritaire de constitutionnalité, déclare conforme à la Constitution la disposition législative qu'elle contestait. Certaines personnes mettent cependant en doute l'importance des difficultés que rencontrerait la candidate pour obtenir les signatures, ses déclarations étant parfois présentées comme un « bluff » qui aurait pour objectif de faire parler d'elle dans les médias,,. Le 13 mars 2012, Marine Le Pen annonce finalement disposer des 500 signatures nécessaires. Christophe Barbier affirme de son côté que Marine Le Pen n'a franchi le cap des 500 signatures que « parce que l'UMP en a décidé ainsi ».
Durant sa campagne présidentielle, Marine Le Pen adopte un rythme hebdomadaire de rassemblements qui s'accélère après l'entrée en campagne officielle du président sortant Nicolas Sarkozy. La candidate FN y est écoutée par un public de 1 200  à   6 500 personnes selon ses déplacements, ce qui est moins important que l'auditoire de ses concurrents. Des difficultés de financement de sa campagne, notamment en raison de la recherche des parrainages d'élus nécessaires à sa candidature, l'empêchent par ailleurs de tenir des rassemblements comme prévu en Outre-Mer, à Auxerre et Clermont-Ferrand.
Totalisant 17,90 % des voix (6 421 426 voix) au premier tour, Marine Le Pen termine troisième de cette élection présidentielle. Elle réalise le meilleur résultat du Front national à une élection présidentielle, son père Jean-Marie Le Pen, ayant obtenu son meilleur résultat (16,86 %) en 2002. Marine Le Pen annonce qu'elle votera blanc lors du second tour alors qu'un sondage Ipsos indique que 50 % de ses électeurs ont l'intention de voter pour Nicolas Sarkozy, 13 % pour François Hollande.

#### Élections législatives de 2012

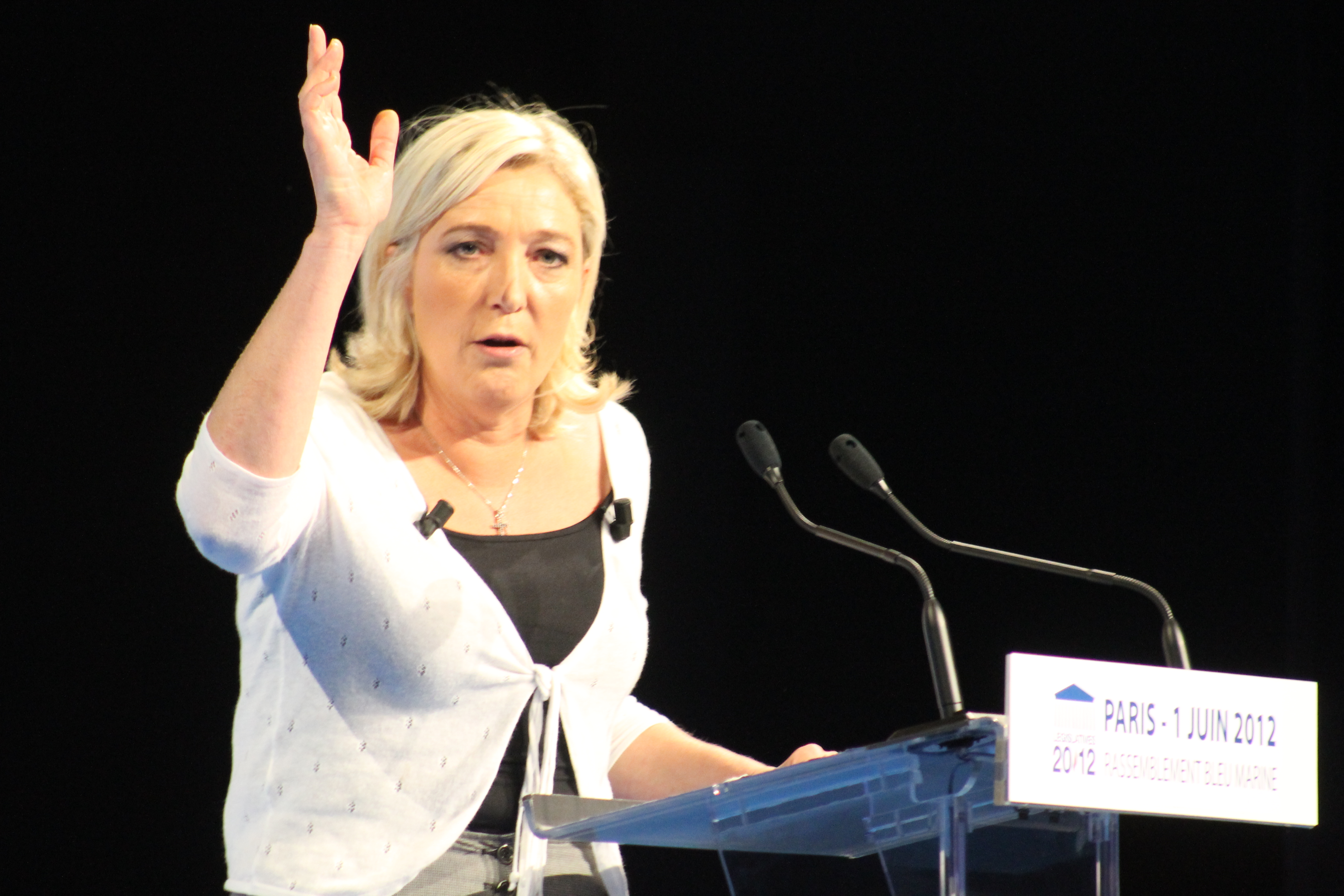
Marine Le Pen à la tribune d'un rassemblement organisé à Paris, le 1 juin 2012.

Marine Le Pen se présente aux élections législatives de 2012 dans la onzième circonscription du Pas-de-Calais, qui couvre notamment Hénin-Beaumont. En vue de ce scrutin, elle annonce en mars 2012 la constitution d'une coalition sous une bannière commune, le Rassemblement bleu Marine (RBM), avec le Front national comme aiguillon moteur, et la participation d'autres structures (Siel, Entente républicaine), ainsi que de candidats indépendants, comme l'avocat Gilbert Collard.
Elle arrive en tête du premier tour avec 42,4 % des suffrages exprimés, devant le socialiste Philippe Kemel (23,5 %) et Jean-Luc Mélenchon, qui est éliminé avec 21,5 %. Au second tour, elle est battue de justesse par Philippe Kemel, avec 49,9 % des voix. Son recours invoquant des anomalies dans plusieurs dizaines de signatures sur les listes d'émargement est rejeté en décembre 2012 par le Conseil constitutionnel, qui reconnaît toutefois certaines irrégularités. Au niveau national, le Front national progresse par rapport à 2007, avec en moyenne 13,6 % des voix au premier tour et l'élection, à l'issue du second tour, de deux candidats que le parti soutenait : Marion Maréchal (Vaucluse) et Gilbert Collard (Gard),.
Lors de la campagne de cette élection législative, les partisans de Marine Le Pen avaient distribué un tract représentant Jean-Luc Mélenchon avec la phrase « il n'y a pas d'avenir pour la France sans les Arabes et les Berbères du Maghreb » (tirée de son discours de Marseille du 14 avril 2012) et en dessous une phrase rédigée en caractères arabes. Poursuivie en justice par l'ancien candidat à la présidentielle, Marine Le Pen est relaxée en appel en 2015, la cour d'appel de Douai estimant qu'il était impossible d'engager sa responsabilité en qualité d'auteur ou de complice dans cette affaire.

#### Progression du FN aux scrutins de 2014-2015
Les élections municipales de mars 2014 voient la victoire de la droite et un bon score du Front national, qui obtient une dizaine de mairies, ce qui permet au parti, fait inédit, d'entrer au Sénat avec deux élus (Stéphane Ravier dans les Bouches-du-Rhône et David Rachline dans le Var) à la suite des sénatoriales de septembre 2014,.

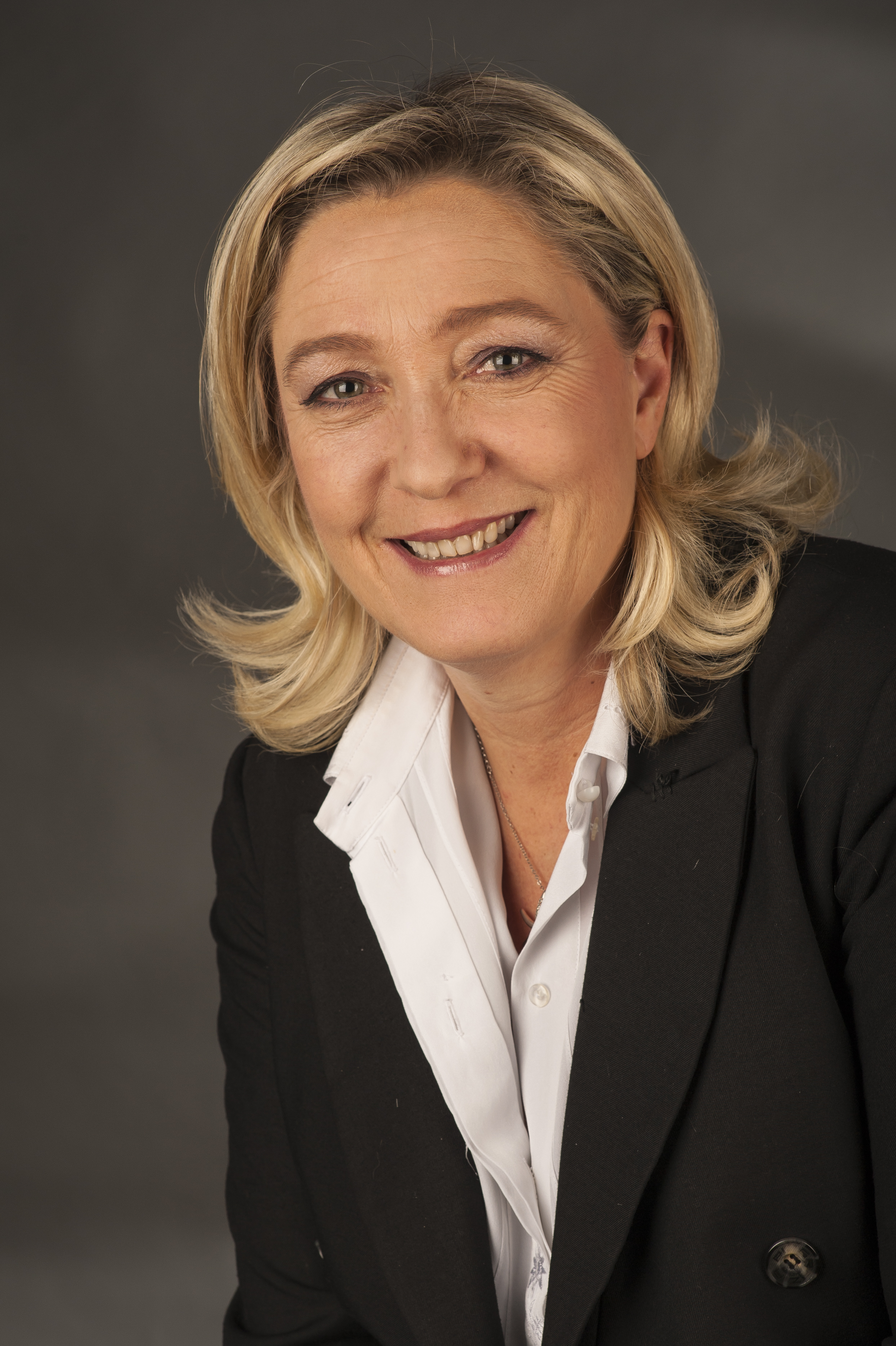
Portrait officiel de Marine Le Pen comme député européen (2014).

Le 25 mai 2014, lors des élections européennes, alors qu'elle est candidate pour un nouveau mandat de député européen, la liste de Marine Le Pen dans la circonscription du Nord-Ouest obtient 33,6 % des suffrages exprimés, tandis que les huit listes présentées par le Front national obtiennent un score global de 24,9 % des suffrages exprimés. Le FN est ainsi en tête des partis ayant concouru à ces élections, ce qui constitue une première en France. Réélue députée européenne, Marine Le Pen siège à la commission du commerce international et est membre de la délégation européenne pour les relations avec les pays du Mercosur (Argentine, Brésil, Paraguay, Uruguay et Venezuela).
Après ces élections, elle échoue à constituer un groupe eurosceptique au Parlement européen, notamment en raison de l'opposition du Parti pour l'indépendance du Royaume-Uni (UKIP), et siège donc parmi les non-inscrits. Finalement, la création d'un groupe, Europe des nations et des libertés, est annoncée le 16 juin 2015 par Marine Le Pen et Geert Wilders : celui-ci rassemble des députés européens du Front national, de la Ligue du Nord italienne, du Parti de la liberté d'Autriche, du Parti pour la liberté néerlandais, du Congrès de la Nouvelle Droite polonais, du Vlaams Belang belge, auxquels se joint Janice Atkinson, exclue de l'UKIP.
En 2016, elle est classée par Politico deuxième députée européenne la plus influente, derrière le président du Parlement européen, Martin Schulz.

#### Conflit avec Jean-Marie Le Pen
En avril 2015, Jean-Marie Le Pen tient plusieurs propos polémiques sur la Seconde Guerre mondiale. Marine Le Pen décide alors de soumettre au vote des adhérents, par voie postale, un projet de réforme des statuts du parti supprimant notamment la fonction de président d'honneur, occupée par son père. Jean-Marie Le Pen considère que cette décision est une « félonie », tandis que des cadres du Front national dénoncent une « purge » réalisée par l'exécutif national, qui reconnaît vouloir placer des personnalités « en phase avec ce que représente le FN aujourd'hui ».
Plusieurs adhérents et des médias soulignent à cette occasion la forte influence qu'exercerait sur Marine Le Pen le vice-président du FN Florian Philippot, qui contribuerait à la modification du programme du parti. Des analystes politiques mettent en avant la fracture existant entre la nouvelle ligne du parti, mise en place par Marine Le Pen et Florian Philippot, plus étatiste et moins centrée sur les questions d'immigration, et la vision de personnalités comme Marion Maréchal, présentée comme plus sensible à la question identitaire et plus libérale.
Jean-Marie Le Pen conteste ces décisions en justice. Il obtient gain de cause, puisque, en juillet 2015, le tribunal de grande instance de Nanterre annule sa suspension du parti, puis suspend le vote des adhérents sur la réforme des statuts. Le 20 août 2015, Jean-Marie Le Pen est finalement exclu par le bureau exécutif du parti, composé de Jean-François Jalkh, Wallerand de Saint-Just, Nicolas Bay, Steeve Briois, Marie-Christine Arnautu et Louis Aliot, ces deux derniers s'opposant à cette décision ; Marine Le Pen et Florian Philippot n'assistent pas à ce bureau exécutif. Dans la foulée, des élus quittent le FN, dénonçant un changement d'orientation du parti, et plusieurs en sont exclus,.
Pour Abel Mestre et Caroline Monnot, l'exclusion de Jean-Marie Le Pen « parachève la mainmise de Marine Le Pen sur le parti d'extrême droite », après avoir encore étendu son influence à l'occasion du congrès du FN de novembre 2014 à Lyon.

#### Élections régionales de 2015

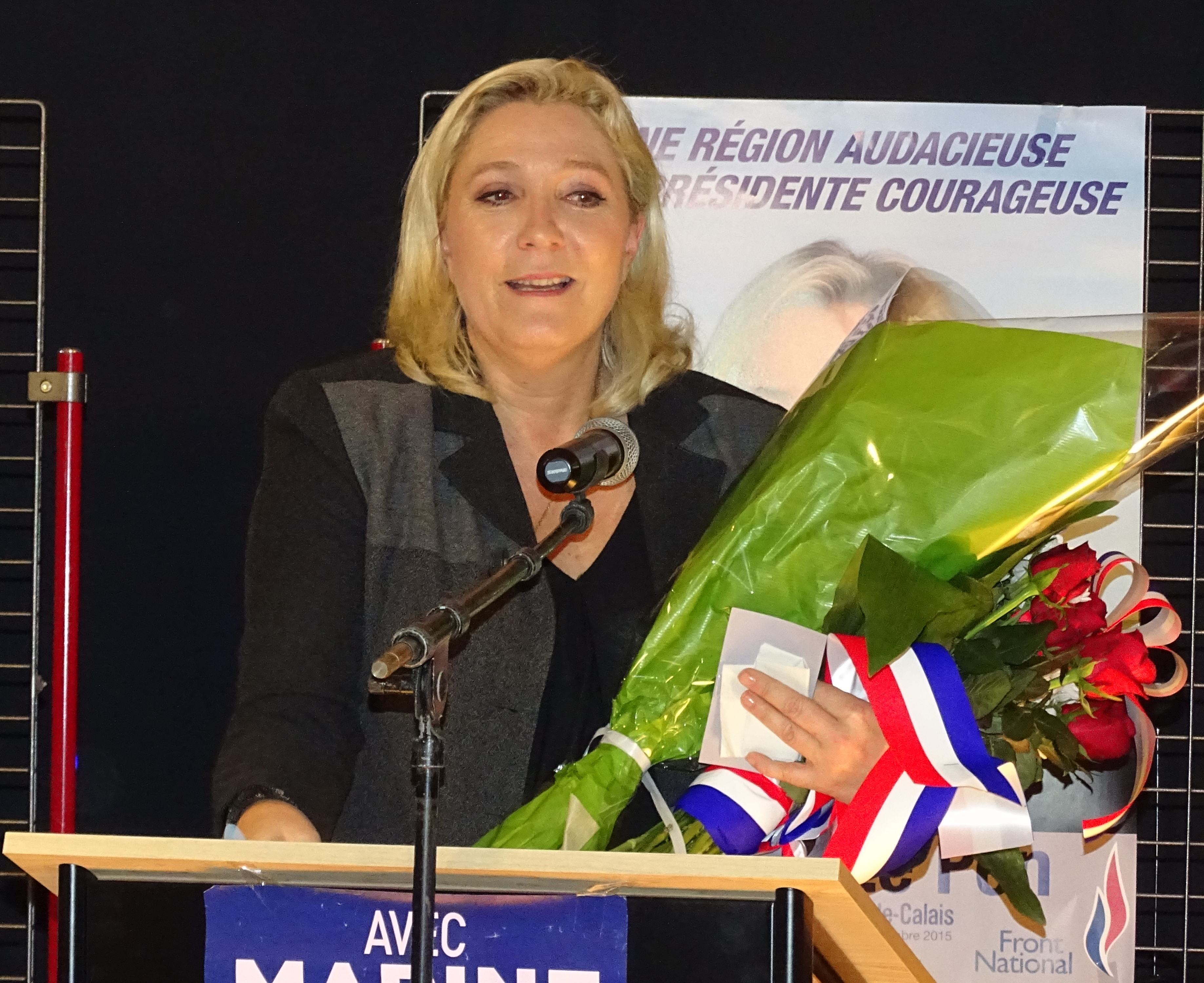
Marine Le Pen à Raismes (Nord), le 16 octobre 2015.

Elle annonce sa candidature aux élections régionales de 2015 en Nord-Pas-de-Calais-Picardie le 30 juin 2015, après avoir hésité à se présenter en raison de la proximité du scrutin avec l'élection présidentielle de 2017.
La liste qu'elle conduit arrive largement en tête du premier tour, le 6 décembre, avec 40,6 % des voix, devant la liste d'union de la droite conduite par Xavier Bertrand (25 %). Mais dans l'entre-deux tours, le candidat de gauche se retire pour lui faire barrage et la quasi-totalité des partis appellent à voter contre elle. Marine Le Pen dénonce alors une « classe politique aux abois » et promet de « pourrir la vie du gouvernement » en cas d'élection,. Le 13 décembre, au soir du second tour, elle obtient 42,2 % des suffrages contre 57,8 % à la droite.
Il s'agit du deuxième meilleur score réalisé par une liste FN lors de ces élections, celle de sa nièce Marion Maréchal ayant recueilli 45,2 % en Provence-Alpes-Côte d'Azur. Élue conseillère régionale, elle laisse la présidence du groupe FN à Philippe Eymery, élu sortant du conseil régional du Nord-Pas-de-Calais où il était son principal collaborateur.
D'après le journaliste Laurent de Boissieu, « les élections européennes de mai 2014 — à travers les postes d'assistants parlementaires — puis les élections régionales de décembre 2015, ont progressivement permis de promouvoir une nouvelle génération pleinement sur la ligne de Marine Le Pen ».

#### Candidature à la présidentielle de 2017

##### Début de campagne
Marine Le Pen annonce sa candidature à l'élection présidentielle au Journal de 20 heures de TF1 le 8 février 2016. Les études d'opinion la donnent alors systématiquement qualifiée pour le second tour du scrutin, avec des scores oscillant entre 23 % et 32 % d'intentions de vote,.

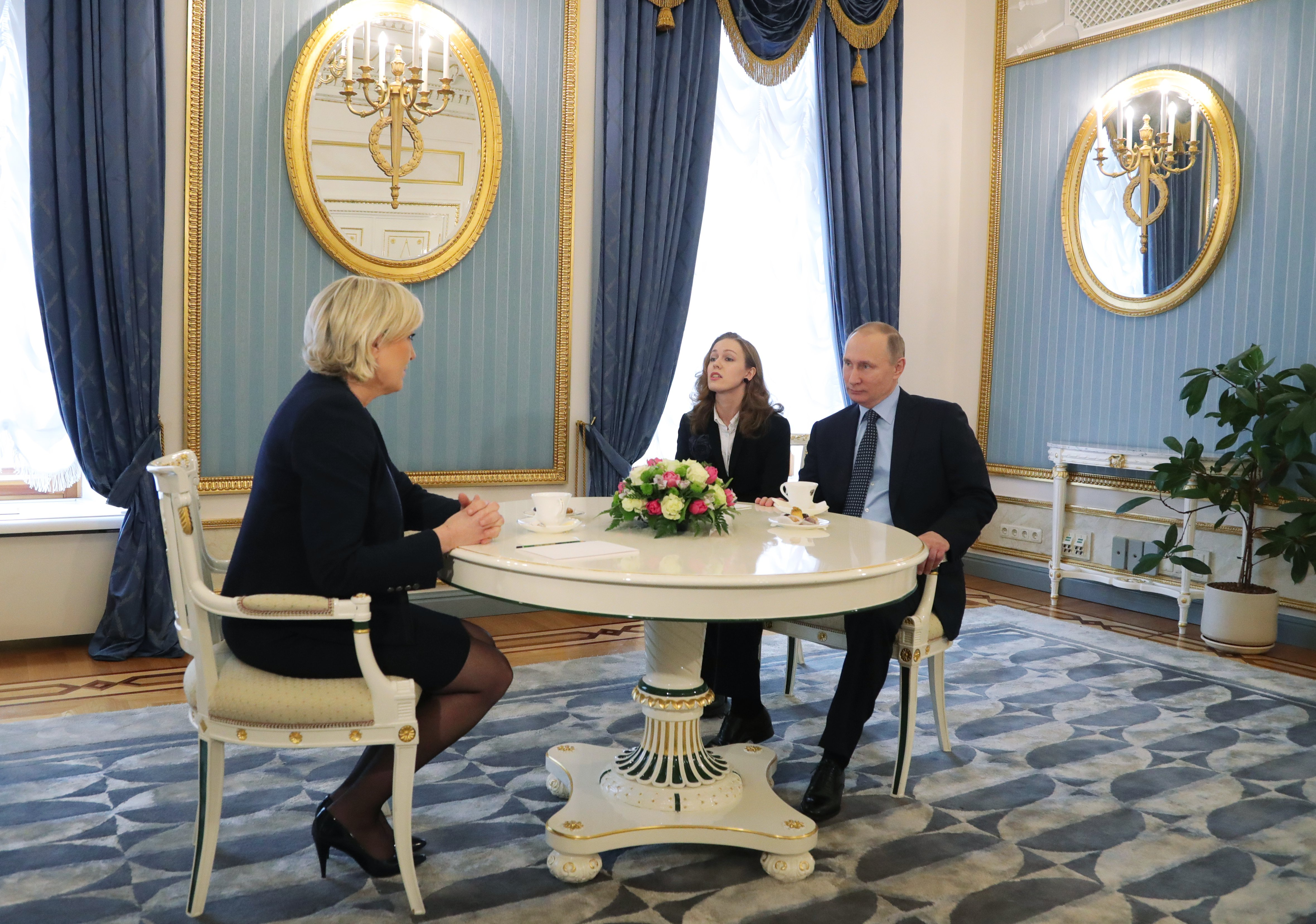
Marine Le Pen le 24 mars 2017, lors d'une rencontre avec Vladimir Poutine à Moscou.

Elle fait d'abord campagne avec le slogan « La France apaisée » afin de se défaire de l'image clivante liée à sa personne et à son parti qui aurait conduit au succès des fronts républicains constitués lors des régionales de 2015. Plus discrète dans les médias nationaux, elle communique sur les réseaux sociaux et sur un nouveau blog, intitulé Carnets d'espérance, sur lequel l'univers graphique et le sigle du FN sont absents. Avec plus de 1 120 000 abonnés en 2016, elle est la personnalité politique française la plus suivie sur Facebook, qu'elle souhaite utiliser comme « une gigantesque force de frappe dans le cadre de l'élection présidentielle ».
En novembre 2016, elle présente son slogan de campagne — « Au nom du peuple » — et son logo — une rose bleue —, ainsi que son équipe de campagne, issue du FN pour l'essentiel. Ce logo, qu'elle revendique comme le symbole de la féminité, est analysé par certains comme faisant référence à la fois à la Vierge Marie (la « rose sans épine ») et à Jeanne d'Arc (l'épée) c'est-à-dire aux racines chrétiennes de la France. Marine Le Pen assume la transmission d'un message politique, avec « la rose, le symbole de la gauche » et « la couleur bleue, celui de la droite ».

##### Succession de difficultés

Logo de Marine Le Pen pour l'élection présidentielle de 2017.

La campagne de Marine Le Pen est marquée par des scandales, six affaires judiciaires la visant elle ou son parti.
Dans le cadre de l'enquête sur les postes d'assistants parlementaires européens présumés fictifs du Front national, la presse publie notamment des documents faisant état de la volonté du FN de se financer grâce aux fonds du Parlement européen. Par ailleurs, le Parlement européen approuve la levée de son immunité parlementaire à la suite de l'ouverture d'une information judiciaire à son encontre pour « diffusion d'images de violence » après qu'elle a diffusé des images d'exactions de l'organisation État islamique sur son compte Twitter. Lors du débat du 4 avril 2017, le candidat d'extrême gauche Philippe Poutou lui fait remarquer qu'il ne bénéficie pas d'« immunité ouvrière », en référence au fait que son immunité parlementaire lui avait permis de ne pas se présenter devant les juges chargés de l'enquête sur les assistants parlementaires européens du FN.
Dans les dernières semaines de campagne, Marine Le Pen voit les intentions de vote en sa faveur chuter, ce qui la conduit à recentrer son discours sur la lutte contre l'immigration et l'insécurité.
Le 23 avril 2017, elle se qualifie pour le second tour avec 7,68 millions de voix, soit 21,30 % des suffrages exprimés, arrivant ainsi en deuxième position derrière Emmanuel Macron (24,01 %). Alors qu'elle était donnée largement en tête du premier tour au début de la campagne, son score est jugé décevant,. Elle devance François Fillon (Les Républicains) et Jean-Luc Mélenchon (La France insoumise) de seulement 1,29 et 1,72 point de pourcentage.

##### Entre-deux-tours
Dans l'entre-deux-tours, elle présente l'élection comme « un référendum pour ou contre la France ». Elle cherche en particulier à convaincre les électeurs de gauche de Jean-Luc Mélenchon de voter pour elle. Comme ce dernier, elle se présente comme une « insoumise », et critique dans ses rassemblements la « finance », la « banque », l'« argent », l'« oligarchie »,.
Elle reçoit le soutien de plusieurs mouvements et personnalités de droite, parmi lesquels Nicolas Dupont-Aignan (4,70 % des voix au premier tour), avec qui elle signe un « accord de gouvernement élargi » et qu'elle présente comme son futur Premier ministre en cas de victoire,. D'autres appellent à voter pour elle, comme Christine Boutin, Jacques Bompard, Marie-France Garaud, Bruno North, Françoise Hostalier, Christian Vanneste, Jean-Paul Brighelli ou encore Henry de Lesquen.
Mal préparée pour ce débat par un agenda trop chargé les jours précédents selon le journaliste Dominique Albertini, sa prestation lors du débat du second tour le 3 mai 2017 est jugée décevante, des médias parlant même de « naufrage ». Lui sont notamment reprochés son agressivité et son refus d'aborder le fond des dossiers. Cette tactique lui aurait été conseillée par Florian Philippot, par son frère Damien Philippot et par Philippe Olivier, qui auraient souhaité déstabiliser Emmanuel Macron en s'appuyant sur l'analyse d'un psychiatre italien, Adriano Segatori. Après le second tour, Marine Le Pen reconnaîtra avoir « raté » sa prestation.
Le 7 mai 2017, avec 33,90 % des suffrages, elle est battue par Emmanuel Macron, qui est donc élu président de la République française. Le soir même, elle annonce une « transformation profonde » à venir du Front national.

##### Critiques et contestations

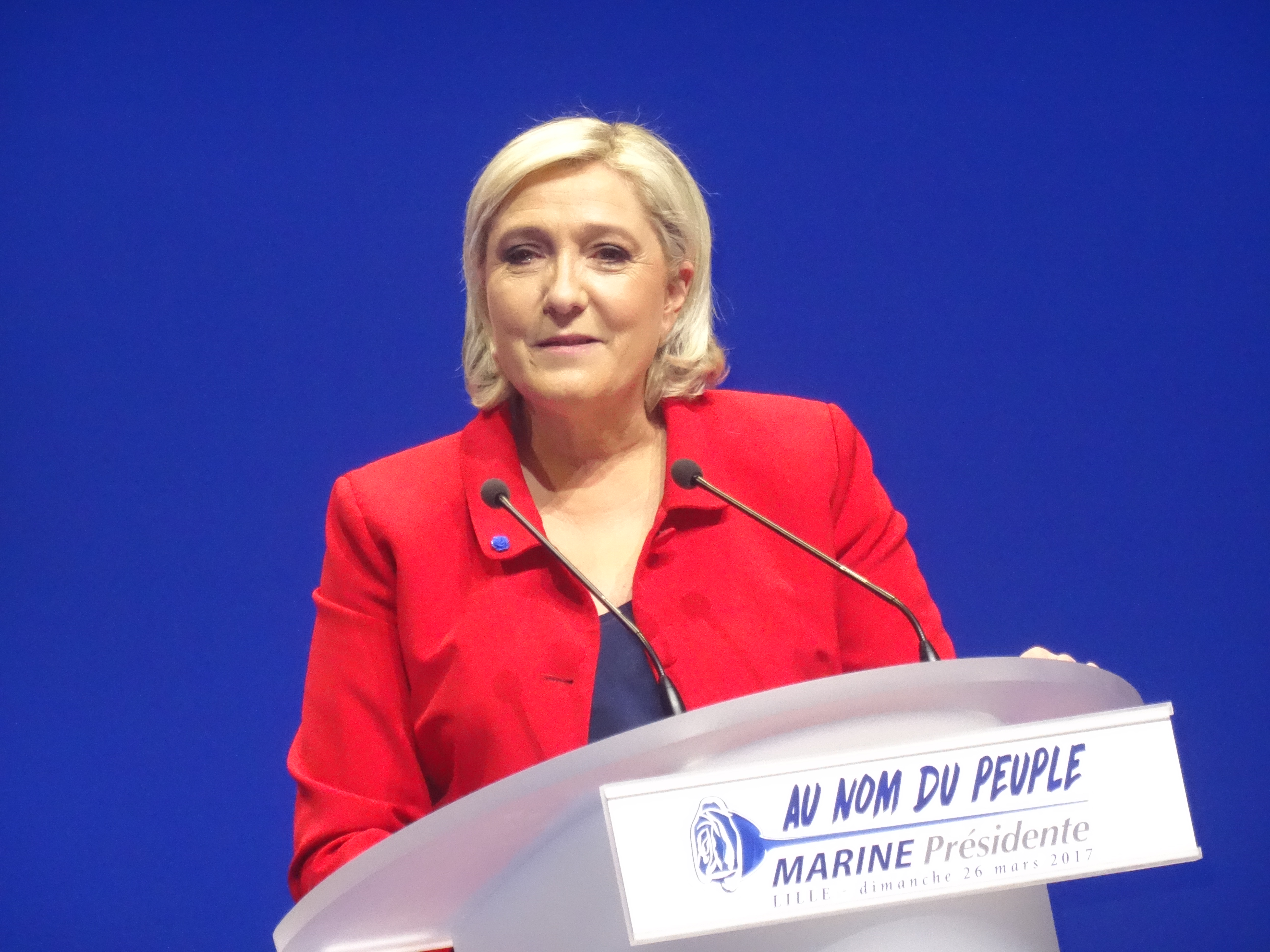
Marine Le Pen en rassemblement à Lille, le 26 mars 2017.

Le score de Marine Le Pen, plus faible que prévu, déçoit jusqu'à dans son propre camp, qui visait un score supérieur à 40 %. Marion Maréchal fait notamment part de sa déception.
Plusieurs facteurs sont avancés par les commentateurs et personnalités politiques pour expliquer cette défaite. D'une part, le style agressif de Marine Le Pen, en particulier lors du débat d'entre-deux-tours, lui est reproché. D'autre part, ses prises de position politiques – notamment sur la sortie de l'euro et sa tentative de séduction des électeurs de Jean-Luc Mélenchon – auraient conduit un certain nombre d'électeurs de François Fillon à renoncer à voter pour elle,. Un sondage Ipsos indique d'ailleurs que seuls 7 % des électeurs de Jean-Luc Mélenchon ont voté pour Marine Le Pen au second, contre 20 % pour ceux de François Fillon.
Des responsables du Front national déplorent l'absence du thème de l'identité nationale durant cette campagne et l'échec de cette stratégie est avant tout perçu comme étant celui de Florian Philippot, tenant intransigeant d'une sortie de la France de la zone euro au détriment des thématiques « historiques » du FN, comme l'immigration et la sécurité,. Alors que Marion Maréchal, partisane d'une ligne plus identitaire et conservatrice, se retire de la vie politique après le second tour de l'élection présidentielle, Florian Philippot, jusqu'ici le plus proche conseiller de Marine Le Pen, est affaibli en interne et finit par quitter le Front national après un conflit avec celle-ci au sujet de l'association qu'il vient de lancer. Dans le même temps, plusieurs militants critiques à l'égard de Marine Le Pen et de sa stratégie sont exclus du Front national,,.

#### Députée du Pas-de-Calais

##### Élections législatives de 2017
Lors des élections législatives de 2017, Marine Le Pen se présente dans la 11e circonscription du Pas-de-Calais. L'alliance des partis à laquelle participent les Comités Jeanne de Jean-Marie Le Pen décide alors, à la demande de ce dernier, de retirer son candidat dans cette circonscription. Marine Le Pen est élue à l'issue du second tour, avec 58,60 % des suffrages exprimés,. Début juillet, avec effet rétroactif au 18 juin, elle démissionne du Parlement européen,. Aux côtés de sept autres membres ou proches du Front national, elle siège sur les bancs des non-inscrits, le nombre de députés permettant la formation d'un groupe parlementaire étant fixé à quinze. Elle appartient à la commission des Affaires étrangères puis, à la suite d'une redistribution des sièges, à la commission des Finances.

##### Figure de l'opposition

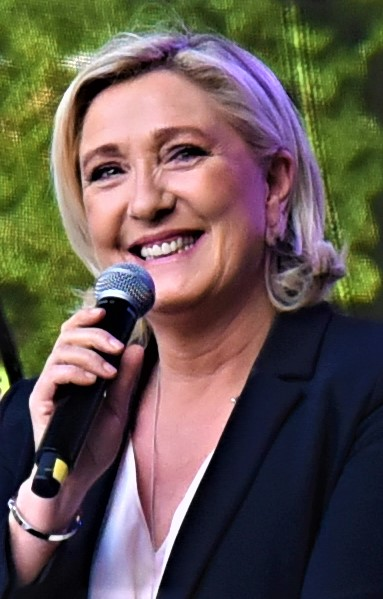
Marine Le Pen en 2019.

Au début du nouveau quinquennat, elle peine à s'imposer comme la principale force d'opposition, en particulier face à Jean-Luc Mélenchon, également élu député et disposant d'un groupe à l'Assemblée nationale,. La première année de la présidence d'Emmanuel Macron est marquée par une chute significative de sa popularité auprès des Français, y compris chez les sympathisants du Front national, notamment en raison d'une perte de crédibilité due au débat de l'entre-deux tours de 2017. Contrairement à sa nièce Marion Maréchal, elle est alors majoritairement perçue par les sondés comme une faiblesse pour le Front national,.
Elle adopte dans le même temps un discours davantage identitaire et abandonne les propositions de sortie de l'Union européenne et la zone euro au profit d'une « transition séquencée », ce qui provoque des tensions avec Florian Philippot, dont elle privilégiait jusqu'alors la ligne « sociale-souverainiste », ainsi qu'avec les proches de celui-ci, notamment Sophie Montel, à qui elle fait retirer la présidence du groupe FN au conseil régional de Bourgogne-Franche-Comté,,. À l'automne 2017, ceux-ci et quelques autres élus rompent avec le FN pour lancer le parti Les Patriotes, qui obtient par la suite des scores marginaux,. Après le XVIe congrès du FN, Marine Le Pen fait entériner par les adhérents un changement de dénomination du parti en « Rassemblement national » (RN).
Tout au long du quinquennat, elle rejoint à plusieurs reprises les rangs de la gauche ou des syndicats pour s'opposer à Emmanuel Macron : elle rejette ainsi le projet de réforme des retraites en France en 2020 ainsi que la réforme de l'assurance-chômage en 2021, demandant à Emmanuel Macron de mettre un terme à cette « saignée sociale ».
À la fin de son mandat, Marine Le Pen compte parmi les 150 députés les moins actifs à l'Assemblée nationale. Le média en ligne Blast révèle qu'en cinq ans, elle n'a produit aucune contribution écrite ni aucun rapport et n'a participé à aucune mission d'évaluation ou de contrôle de l'action du gouvernement. Elle fait également partie des députés les moins assidus, avec seulement sept semaines de présence sur les douze derniers mois de la législature. Blast indique que « cette présence par éclipses se cale sur les spasmes et les buzz de l'actualité bien plus que sur le travail de fabrication de la loi ».

##### Déclin électoral du parti
À la fin de l'année 2019, le RN ne compterait plus que 20 000 membres, contre 83 000 en 2014, avec une baisse y compris dans les fiefs traditionnels comme le Pas-de-Calais,. Durant l'été 2020, elle est accusée de procéder à une « purge » en écartant des proches de Marion Maréchal,. Aux élections départementales de 2021, en binôme avec Steeve Briois, elle est élue dans le canton d'Hénin-Beaumont-2 avec 59,7 % des suffrages exprimés au second tour ; mais son parti subit une importante défaite à l'occasion de ces élections et des élections régionales, qui se tiennent simultanément : sur fond d'abstention record, le RN perd de nombreux élus locaux et échoue à remporter la moindre région, ce qui conduit à une remise en cause par une partie de son camp de la stratégie de dédiabolisation et de modération du parti,. Elle est par ailleurs déchue de son mandat de conseillère départementale du Pas-de-Calais après sa condamnation à cinq ans d'inéligibilité en avril 2025.
Toutefois, le congrès du RN qui suit voit une nouvelle réélection de Marine Le Pen sans concurrent, tandis que le « clan d'Hénin-Beaumont » renforce son influence sur les instances du parti, empêchant toute remise en question de sa ligne politique.

### Candidature à la présidentielle de 2022

#### Début de campagne

Logo de la campagne présidentielle de Marine Le Pen, en 2022.

Alors que le RN est arrivé de justesse en tête des élections européennes de 2019 et qu'elle remonte dans les intentions de vote, Marine Le Pen annonce sa candidature à l'élection présidentielle de 2022 dès janvier 2020,. Deux mois après le congrès de Perpignan de juillet 2021, elle confirme qu'elle quitte la tête du Rassemblement national afin de se consacrer pleinement à sa campagne, laissant le premier vice-président du parti, Jordan Bardella, assumer ses fonctions. Elle mène campagne avec une équipe resserrée de six hommes, composée avant tout de nouveaux venus en dehors de son conseiller spécial Philippe Olivier, à savoir Christophe Bay, directeur de campagne (fragilisé par des révélations du Monde concernant son passé dans la fonction préfectorale) ; Jean-Philippe Tanguy, directeur adjoint ; Alexandre Loubet, directeur de la communication du RN ; Philippe Ballard, ancien journaliste, directeur officiel de la communication de la campagne ; et Renaud Labaye, assistant parlementaire de Marine Le Pen.
Appelant Nicolas Dupont-Aignan à retirer sa candidature au profit de la sienne, elle promet de présenter un projet capable d'attirer les électeurs modérés,. Elle souhaite la formation d'un gouvernement d'union nationale et annonce que sa première décision politique serait « d'organiser un référendum sur l'immigration ». Elle propose également de « nationaliser les autoroutes » et de « privatiser l'audiovisuel public ».

#### Affrontement avec Éric Zemmour
La candidature du journaliste politique Éric Zemmour affaiblit Marine Le Pen, que celui-ci souhaite doubler sur sa droite et qui passe de 5 % à 15 % d'intentions de vote au premier tour au cours du mois de septembre 2021,. Le mois suivant, pour la première fois depuis 2013, un sondage donne Marine Le Pen éliminée au premier tour, Éric Zemmour la devançant,. Le politologue Benjamin Duhamel relève qu'« ils sont en opposition idéologique, Éric Zemmour étant pour une union des droites et Marine Le Pen pour un bloc populaire contre ceux qu'elle appelle les élites ». Après avoir lancé, en septembre 2021, un nouveau slogan « Libertés, libertés chéries » (repris d'un vers de La Marseillaise) visant à la fois à séduire la droite classique, plus libérale, et à capter la fronde anti-passeport sanitaire, l'équipe de campagne de la candidate diffuse en novembre deux nouvelles affiches, ayant pour slogans « Rendre aux Français leur argent » et « Rendre aux Français leur pays » ; selon Le Parisien et le politologue Jean-Yves Camus, ce changement témoigne de la percée d'Éric Zemmour et de la nécessité de mener une véritable stratégie de premier tour, la présence au second tour n'étant plus assurée. Marine Le Pen impose l'image d'une femme moins clivante ; selon Georges-Marc Benamou, « Cet effet Zemmour a été assez bénéfique pour elle, analyse-t-il, cela l'a adouci, il l'a éclairé, humanisé », « La violence, la raideur idéologique d'Éric Zemmour ont fait de Marine Le Pen une femme qui aime les chats ». « Les analystes ont probablement sous-estimé la fidélité de l'électorat du RN. Certes, Zemmour séduit, mais l'extrémisme de ses idées et de ses propositions aura contribué, paradoxalement, à tempérer l'image de Marine Le Pen. ».
Début 2022, elle renonce à la suppression de la double nationalité : selon Libération, c'est « un véritable totem de la doctrine nationaliste » que Marine Le Pen abandonne — la mesure était mise en avant dans les programmes présidentiels de 2012 et 2017 — alors que la direction du parti ignorait ses intentions. En revanche, elle aurait supprimé le droit d'emploi pour des centaines de milliers de binationaux et étrangers. Dans le même temps, le RN voit le départ de plusieurs cadres, dont Jérôme Rivière et Gilbert Collard, qui rejoignent Éric Zemmour et son parti Reconquête. Le 6 mars 2022, un mois avant le premier tour, sa nièce Marion Maréchal officialise son ralliement à Éric Zemmour pour l'élection présidentielle. Malgré une conjoncture politique difficile pour elle ces derniers mois, la candidate s'accroche, note la presse internationale.

#### Impact de la guerre en Ukraine

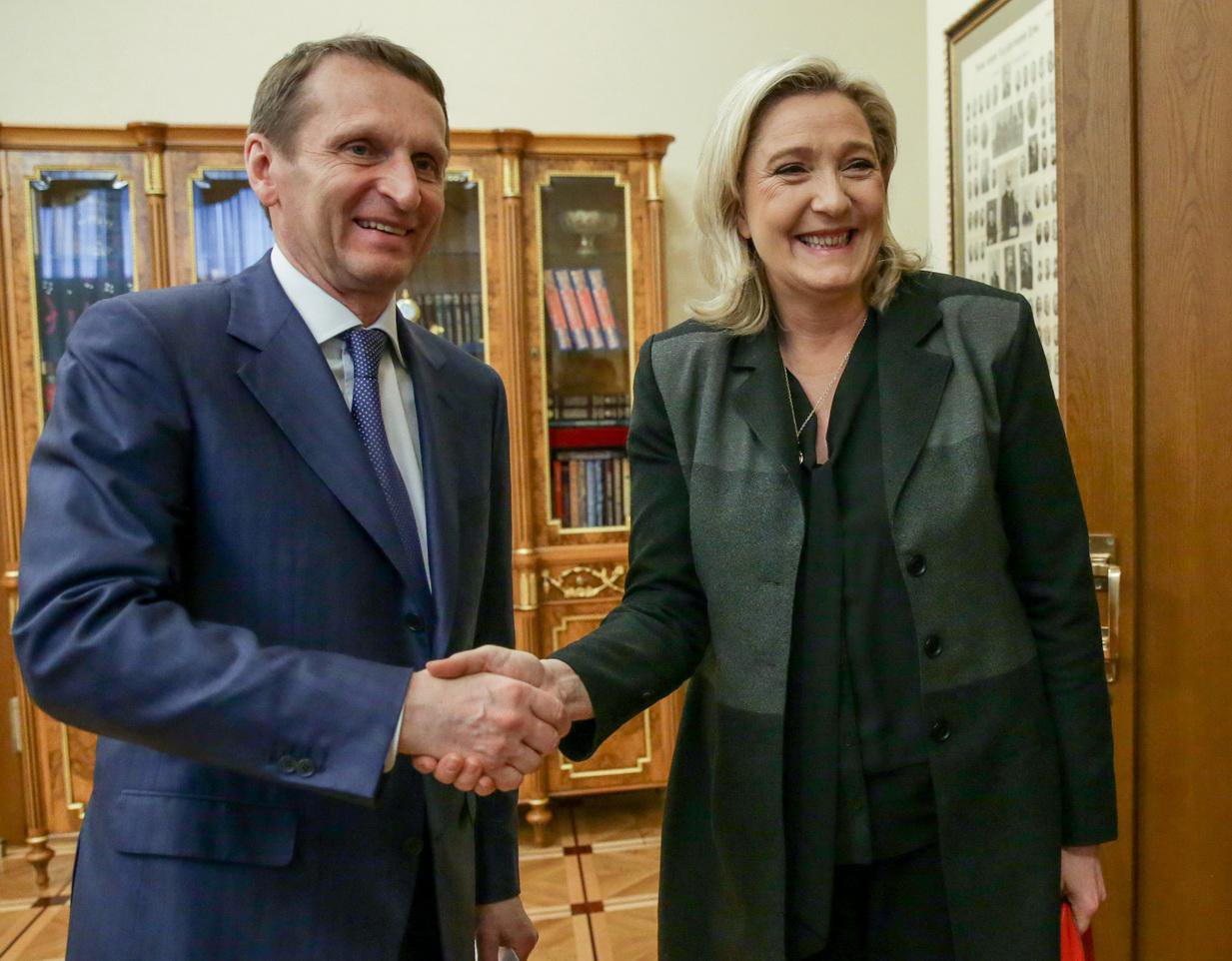
Marine Le Pen et Sergueï Narychkine, directeur du Service des renseignements extérieurs de la fédération de Russie, en 2016.

Cependant, l'invasion de l'Ukraine par la Russie en février 2022 semble porter préjudice à la campagne d'Éric Zemmour, les sondages réalisés depuis lors faisant état d'un net recul des intentions de vote en faveur de ce dernier, vraisemblablement à la suite de ses déclarations positives à l'égard de Vladimir Poutine. A contrario, Marine Le Pen paraît tirer profit de l'événement et reprendre progressivement l'avantage sur ses concurrents. En effet, quelques jours avant le premier tour de l'élection, l'écart entre Marine Le Pen et Emmanuel Macron dans les sondages s'est progressivement réduit à un point tel que des personnalités telles que Christophe Castaner et Édouard Philippe estiment que la candidate du RN peut remporter le scrutin. Selon The Guardian, son ascension « n'est pas seulement due à un déplacement tectonique du paysage politique français vers la droite. Elle est également due à l'aversion invétérée pour le président en exercice. Macron, qui était autrefois le nouveau visage, un outsider secouant la scène politique gauche-droite, est désormais considéré comme faisant partie de cette scène. ». Elle a appris à s'adresser directement aux Français de la classe ouvrière en présentant une vie simple qui n'est pas si différente de celle que mènent ses propres partisans, a déclaré Jean-Yves Camus, directeur de l'Observatoire des politiques radicales et expert du Rassemblement national.

#### Fin de campagne et horizons
Au soir du 10 avril, pour la seconde fois, Marine Le Pen se qualifie pour le second tour de la présidentielle avec 23,15% des suffrages, derrière Emmanuel Macron et devant Jean-Luc Mélenchon. Elle arrive en tête dans près de 20 000 communes, plus que n'importe quel autre candidat. La candidate appelle au soir de sa qualification « tous ceux qui n'ont pas voté pour Emmanuel Macron » à voter pour elle, tendant également la main aux électeurs d'Éric Zemmour (qui appelle à voter pour elle) et de Jean-Luc Mélenchon. Lors du débat de l'entre-deux tours, qui a lieu en direct dix jours plus tard, les commentateurs politiques jugent « meilleure » sa prestation par rapport à celle d'il y a cinq ans, et notent des améliorations. Cependant, certains médias arrivent à la conclusion qu'il s'agissait plutôt d'un « duel à couteaux tirés ». Son dernier rassemblement de campagne a lieu le lendemain du débat, à Arras. Elle en profite pour dénoncer la « grande nonchalance et l'irrespect » de son adversaire lors du débat, et appelle « tout le peuple de France » à se « lever contre le mépris d'Emmanuel Macron ».
Le 24 avril 2022, au soir du second tour de l'élection présidentielle, Marine Le Pen est battue par Emmanuel Macron et totalise un score de 41,45% des suffrages, réalisant le résultat le plus élevé par l'extrême-droite française lors d'un scrutin national. Lors d'un discours qu'elle prononce depuis le pavillon d'Armenonville, situé dans le bois de Boulogne au soir de sa défaite, elle déclare que « le résultat des idées que nous portons représente en lui-même une éclatante victoire ». Marine Le Pen dit avoir l'intention de « continuer son engagement pour la France », et que « jamais, elle n'abandonnera les Français ». Elle annonce également lancer la « grande bataille des législatives aux côtés de Jordan Bardella ». Marine Le Pen arrive en tête lors de ce deuxième second tour dans 30 départements, contre 2 en 2017. Elle progresse de façon notable dans les communes rurales, ainsi que dans les départements d'outre-mer.

### Présidente du groupe RN à l'Assemblée nationale (depuis 2022)

#### Succès aux élections législatives de 2022
Le 19 juin 2022, au second tour des élections législatives, elle est réélue députée de la 11e circonscription du Pas-de-Calais avec 61,03 % des voix, contre 38,97 % pour l'écologiste Marine Tondelier, qui se présentait sous la bannière de la Nouvelle Union populaire écologique et sociale. Le RN réalise une percée historique, en parvenant à faire élire 89 députés à travers le pays. Le 23 juin 2022, Marine Le Pen est élue par acclamation présidente du groupe Rassemblement national à l'Assemblée nationale.

#### Stratégie politique à l'Assemblée nationale
Pour beaucoup d'observateurs politiques, Marine Le Pen se retrouve en « position de force » pour l'élection présidentielle de 2027 après la « percée » réalisée par son parti aux élections législatives. Le RN, estimant être le premier groupe d'opposition parlementaire, réclame la présidence de la puissante commission des Finances et annonce le 23 juin 2022 présenter la candidature du député Jean-Philippe Tanguy pour l'obtenir. Finalement, le député NUPES Éric Coquerel est élu. Marine Le Pen dénonce la « responsabilité » des Républicains dans l'échec du Rassemblement national à obtenir la présidence de cette commission, et fustige une « violation totale de la tradition républicaine ». En juillet 2022, les députés Sébastien Chenu et Hélène Laporte, proches de Marine Le Pen, sont élus vice-présidents de l'Assemblée nationale.
En octobre 2022, Marine Le Pen réussit une opération qualifiée de « coup politique » par le quotidien Le Parisien, en annonçant à la surprise générale que son groupe parlementaire votera la motion de censure déposée par la NUPES contre le gouvernement Élisabeth Borne, qui a utilisé l'article 49.3 de la Constitution pour faire passer le projet de loi de finances 2023. Marine Le Pen chercherait, ainsi, à s'installer dans l'opinion comme la « première opposante » à Emmanuel Macron.

#### Réforme des retraites et loi immigration
Alors qu'ont lieu des contestations sociales contre le projet de réforme des retraites du gouvernement Borne, au début de l'année 2023, elle déclare publiquement qu'il s'agit d'une « véritable escroquerie et d'une injustice pour les Français ». Elle indique que le groupe parlementaire du RN « fera barrage à ce projet à l'Assemblée », mais n'appelle pas ses sympathisants à manifester aux côtés des syndicats dans la rue. Au nom de son groupe, elle dépose successivement une motion de censure puis une motion référendaire, qui sont toutes deux rejetées. Le 16 mars 2023, alors qu'Élisabeth Borne utilise le 49.3 pour faire adopter son projet de réforme des retraites sans vote, malgré une forte contestation sociale, Marine Le Pen déclare qu'il s'agit d'un « aveu de faiblesse » de la part du gouvernement, et que la Première ministre « ne peut pas rester à Matignon ». Elle annonce dans la foulée que le groupe RN votera la motion de censure transpartisane déposée par le groupe LIOT, mais que son groupe en déposera une également.
Le 19 décembre 2023, alors que le RN était pressenti pour voter contre ou s'abstenir, elle annonce que son groupe parlementaire votera en faveur du projet de loi relative à l'asile et à l'immigration. Cette décision découle d'une motion de rejet préalable votée avec les voix du RN et au passage du texte en commission mixte paritaire, avec une modification du projet sous l'impulsion des Républicains. Pour Marine Le Pen, il s'agit d'« une victoire idéologique » de son parti.

#### Élections législatives anticipées de 2024
Lors des élections législatives anticipées de 2024, elle se représente et se fait réélire dès le premier tour. Le RN ayant obtenu des bons résultats au premier tour, elle envisage de rester présidente de groupe de députés RN, ce qui sera le cas le 10 juillet 2024, cela lui permettant de continuer de se préparer à l'élection présidentielle prévue en 2027. Jordan Bardella, président du RN, est, à ce moment-là, privilégié pour devenir, le cas échéant, Premier ministre. Le Rassemblement national et ses alliés de l'Union des droites pour la République arrivent finalement en troisième position au soir du second tour des législatives et obtiennent 143 députés, derrière le Nouveau Front populaire (192 sièges) et Renaissance (164 sièges).

#### Renversement du gouvernement Barnier
Le 2 décembre 2024, Marine Le Pen annonce que le groupe RN votera la motion de censure déposée par le Nouveau Front populaire contre le gouvernement de Michel Barnier, mais que son groupe en déposera une également. Deux jours plus tard, le Premier ministre tente de faire adopter le budget de l'État pour 2025 par 49.3 mais il est renversé par la motion de censure qui, pour la première fois depuis 1962 est adoptée, avec 331 voix pour. Invitée le soir-même sur le plateau du journal de 20 heures de TF1, Marine Le Pen justifie le vote de son groupe en arguant que ce budget « était toxique pour les Français » et que « la seule solution digne pour ceux qui ont reçu mandat de les protéger, c'était de s'opposer à ce budget ». Le ministre de l'Intérieur, Bruno Retailleau, l'accuse alors de « s'enfermer dans une logique de chaos », de « mêler ses voix à celle de l'extrême-gauche » et de n'avoir « d'autre objectif que son intérêt personnel ».
Après la nomination de François Bayrou à Matignon, les députés du Rassemblement national ne votent pas la censure du budget présenté par le gouvernement le 5 février 2025. Selon Le Monde, ce budget allait pourtant à l'encontre des « lignes rouges » par lesquelles le RN justifiait le vote de la précédente motion de censure.

## Ligne politique

### Orientation générale
Marine Le Pen est classée par certains politologues comme nationaliste. Son positionnement est parfois présenté comme un « souverainisme intégral », à la fois « politique, économique, culturel », pouvant ainsi se prévaloir d'une certaine cohérence idéologique,,. Adrien Sénécat du Monde indique en 2021 que « malgré la relative discrétion de Mme Le Pen sur les sujets de société, la candidate s'est jusqu'à présent inscrite dans la tradition conservatrice de son camp ».
D'une manière générale, Marine Le Pen, qui estime que le clivage droite-gauche est dépassé, s'inspire de références intellectuelles hétéroclites, situées notamment à gauche, comme en témoigne son « livre programme » intitulé Pour que vive la France et publié début 2012, dans lequel elle rend hommage à « la gauche [qui], depuis sa naissance, a mené constamment d'immenses combats de libération » et qui a « débuté son histoire politique au nom de la Raison, contre les vérités révélées : les Philosophes et les Encyclopédistes s'attaquèrent à l'Église, l'Infâme, puisqu'ils considéraient qu'elle opprimait les consciences »,,,.
Dans cet ouvrage, elle s'inspire à la fois du chevènementisme, de la Nouvelle Droite et du gaullisme, et cite Karl Marx, Bertolt Brecht, Victor Schœlcher, George Orwell, Georges Marchais, Serge Halimi, le Manifeste d'économistes atterrés, Pierre Mendès France, Emmanuel Todd, Maurice Allais, Georges Bernanos, Paul Valéry, Marie-France Garaud, Pierre Rosanvallon, Marcel Gauchet, Élisabeth Badinter, Thomas Piketty, Paul Krugman, Franklin Delano Roosevelt ou encore Michèle Tribalat. Jean-Claude Michéa apparaît comme l'une de ses références majeures. Elle se réclame du programme du Conseil national de la Résistance,,.
Elle cite régulièrement Jean Jaurès dans ses grands discours, y compris lors de celui qu'elle prononce à l'issue du congrès de Tours. Par ailleurs, elle joue sur ses convergences avec le péronisme et en particulier sur ses ressemblances avec Eva Perón. L'historien Nicolas Lebourg estime qu'« à l'instar de l'ancien numéro 2 du mouvement, Jean-Pierre Stirbois, jadis convaincu qu'un transfert de voix s'opérerait du PC vers le FN, Marine Le Pen est persuadée que sa réussite passe par la conquête des classes populaires ». Cette stratégie de la ligne « ni droite ni gauche », qui reprend certains marqueurs de gauche, « emprunte, à certains égards, aux nationalistes-révolutionnaires, c'est-à-dire aux plus radicaux de l'extrême droite », ce qui permet, selon le chercheur Joël Gombin, d'expliquer « les affinités qui peuvent s'établir entre un Alain Soral, aujourd'hui [en 2016] tenant d'une authentique ligne nationaliste-révolutionnaire, et une Marine Le Pen, et plus encore un Florian Philippot ».
Alors que certains de ses opposants estiment que son positionnement inscrit Marine Le Pen dans la filiation du fascisme, elle récuse ce terme. En 2015, elle perd son procès en appel contre Jean-Luc Mélenchon, qui l'avait qualifiée de « fasciste », après avoir porté plainte pour « injure publique »,,. Pour les élections sénatoriales de 2023, le Conseil d'État a attribué les différentes nuances politiques aux partis, classant le Rassemblement National à l'extrême droite. Le RN rejette cette qualification et fait donc un recours pour excès de pouvoir, ce qui oblige le Conseil d'État à redébattre la décision, lequel rejette la requête.

### Immigration, police et justice
Marine Le Pen s'oppose fermement à l'immigration « massive ». Selon elle, elle nuit à l'économie française, à la laïcité, et est responsable de l'augmentation de l'insécurité dans certains quartiers. Présidente du FN, devenu RN, elle propose dans un premier temps une division par vingt de l'immigration légale, soit atteindre 10 000 entrées par an, puis évoque en 2015 cet objectif comme un solde entre les entrées d'immigrés et les sorties — ce qui demeure « tout bonnement intenable » selon Libération,. Lors de sa campagne présidentielle de 2022, Marine Le Pen indique vouloir restreindre de 75 % les arrivées liées à la vie familiale et au droit d'asile. Elle affirme en 2021 qu'elle n'exclut pas d'accepter en France des immigrés supplémentaires en cas de pénuries de main-d'œuvre, une situation qui n'est selon elle pas d'actualité. Le Monde relève que son programme présidentiel de 2022 « prévoit d'inscrire dans la Constitution une allusion indirecte à la théorie raciste du « grand remplacement », en excluant toute politique qui entraînerait « l'installation d'un nombre d'étrangers sur le territoire national de nature à modifier la composition et l'identité du peuple français » ». Selon Le Monde qui cite l'historien Nicolas Lebourg, « son projet reste organiciste, une caractéristique de l'extrême droite, puisqu'il appréhende la société comme un être vivant menacé par des corps étrangers ».
Cécile Alduy relève cependant que « sur l'ensemble des allocutions publiques de Marine Le Pen de 2011 à 2013 » qu'elle a recensées, « l'immigration n'occupe plus que la dix-septième place en termes de fréquence lexicale, alors qu'elle était à la onzième place dans les discours de son père de 1987 à 2011. L'immigration, cause unique et thème obsessionnel chez Jean-Marie Le Pen, devient l'instrument et la conséquence logique du mondialisme chez sa fille ». En s'appuyant sur les travaux de la sociologue Mabel Berezin (en), Pierre Birnbaum considère qu'« on assiste ainsi à une modification importante du discours lepéniste qui ne dénonce plus l'immigration en elle-même mais s'en prend à elle en tant que conséquence de cette globalisation sans âme menée par les riches sans patrie ».
Parmi les moyens pour lutter contre l'immigration, elle propose de couper les « pompes aspirantes » — aides sociales aux immigrés et clandestins, regroupement familial, droit du sol — qui rendraient la France très attrayante pour l'immigration. Sur la question de l'acquisition de la nationalité, Marine Le Pen estime que « la nationalité française s'hérite ou se mérite ». Elle entend abroger la naturalisation « automatique » par le mariage et supprimer le droit du sol pour les enfants nés en France de parents étrangers eux-mêmes nés en France, dispositif en vigueur depuis 1889 et jamais remis en cause. Durant sa campagne présidentielle de 2022, elle renonce à interdire la double nationalité. À la suite de l'arrivée d'immigrés clandestins en Europe, quittant leur pays durant le « Printemps arabe » de 2011, la présidente du FN préconise d'utiliser la marine nationale pour repousser « humainement » les bateaux de clandestins des eaux territoriales.
La lutte contre l'insécurité, associée à l'immigration dans son analyse, constitue également un pilier central de son programme. En 2011, elle critique la réduction du nombre de policiers en France, alors que selon elle « il en faut plus ». La situation de certains quartiers serait « dramatique » et semblable à des « zones tribales ». Elle soutient alors de rétablir la « double peine » qui consiste à expulser les malfaiteurs étrangers,. En 2011 également, elle demande à couper les prestations sociales (aides, logement, RSA) aux récidivistes délinquants et criminels justiciables d'une peine d'un an de prison ou plus. Le Monde relève que dans son programme présidentiel de 2022, elle « veut non seulement augmenter le nombre de policiers et de gendarmes, mais aussi obliger les communes de plus de 10 000 habitants à se doter d'une police municipale armée et laisser les mains libres aux forces de l'ordre « sans que chaque intervention, chaque interpellation, fasse l'objet d'une mise en cause » ».
Elle plaide pour que soit reconnue une « présomption de légitime défense » pour les forces de l'ordre, « au risque des bavures »,,. Céline Parisot, présidente de l'Union syndicale des magistrats, considère que cette proposition « légitime toute violence policière ou presque », tandis que Nathalie Tehio, avocate et membre du bureau de la Ligue des droits de l'homme, juge qu'elle rendrait « quasi impossible » de faire reconnaître des violences policières, chose déjà « très difficile ». Lors du mouvement des Gilets jaunes, elle affirme qu'« il n'y a pas véritablement de problème de violences policières » : « Il y a des défaillances personnelles, comme il y en a chez les journalistes, les politiques, les enseignants, les carreleurs ». Elle propose de rétablir la loi « anticasseurs » de 1970, qui rendait pénalement responsables des participants à une manifestation au cours de laquelle des violences avaient été commises, sans qu'ils en soient les auteurs.
Elle souhaite augmenter les places de prison, généraliser des peines planchers, instaurer une « perpétuité réelle », supprimer les réductions de peine automatiques et rompre avec l'ordonnance de 1945 sur les mineurs délinquants. En 2012, Marine Le Pen propose de passer par la voie référendaire pour permettre aux Français de choisir entre peine de mort, marqueur historique du FN, et perpétuité « réelle ». Au lendemain des attentats de janvier 2015, elle se dit favorable à la peine de mort « à titre personnel ». En 2017, le rétablissement de la peine capitale disparaît des propositions du Front national, au profit de la « perpétuité réelle », même si Marine Le Pen laisse aux Français la possibilité de rétablir la peine de mort par référendum d'initiative populaire,. En avril 2022, elle exclut finalement cette possibilité en évoquant l'anticonstitutionnalité de la mesure.

### «Priorité nationale»
La « priorité nationale » constitue la clé de voûte des programmes successifs de Marine Le Pen. D'après son programme, toute personne de nationalité française devrait avoir la priorité sur les logements, les aides sociales et les emplois (à compétences égales) par rapport aux étrangers. Parmi les exemples d'application de la priorité nationale, elle cite l'idée que les allocations familiales doivent être réservées aux familles dont un parent au moins est français ou européen, et que si un Français et un étranger ayant un diplôme et des compétences a priori équivalents sont tous deux candidats à une même offre d'emploi, l'entreprise doit engager le Français ou alors justifier que l'étranger serait plus performant. Selon Le Monde, « il s'agit d'instaurer une discrimination légale entre nationaux et étrangers pour accéder à l'emploi privé, à la fonction publique, au logement social, à l'hôpital ou aux prestations sociales. L'inscription de cette « priorité nationale » dans la Constitution dénaturerait les principes de la République : l'égalité de tous en droit issue de la Déclaration de 1789, l'existence de « droits inaliénables et sacrés » des êtres humains « sans distinction de race, de religion ni de croyance » du préambule de 1946, ou encore l'égalité devant la loi de la Constitution de 1958 ».

### France d'outre-mer
Concernant sa position au sujet de la France d'outre-mer, Marine Le Pen est favorable à l'intégrité territoriale de la France.
Marine Le Pen déclare en mars 2013, lors d'un voyage en Nouvelle-Calédonie : « Il y a des élections qui vont être fondamentales pour l'avenir de la Nouvelle-Calédonie et il est temps de s'y atteler ». Elle ajoute : « Il faut tout tenter pour éviter la fragmentation de ceux qui rejettent l'indépendance ».
Le même mois, visitant la Polynésie française, elle se dit scandalisée au sujet de la procédure menée par le gouvernement Temaru aux Nations unies. Elle estime que cette démarche vise à « inscrire la France sur la liste des pays colonialistes » et la qualifie de « méprisante et insultante à l'égard non seulement de la France, mais à l'égard en l'occurrence des Tahitiens ». Elle déclare aussi : « Ce qui est absolument sûr, c'est que je pense qu'il faut que les Tahitiennes et les Tahitiens se détournent résolument de tous ceux qui cherchent à éloigner Tahiti de la France. ». Elle considère que la Polynésie française est « un joyau qu'il serait temps de tailler, parce qu'il est brut pour l'instant. Il n'y a pas d'investissement qui soit fait dans la recherche. ».
En septembre 2015, en visite à Wallis-et-Futuna, elle s'oppose à la ministre des Outre-mer, George Pau-Langevin, qui a annoncé la signature d'un accord concédant des droits de pêche aux navires américains dans les eaux territoriales de Wallis-et-Futuna pour une compensation financière envisagée pour l'archipel de 17 millions de francs Pacifique (142 000 euros) pour une quinzaine de bateaux. Alors que Mikaele Kulimoetoke, le président de l'Assemblée territoriale des îles Wallis et Futuna, a qualifié cette somme de « dérisoire », la présidente du FN estime que « ce montant est ridiculement faible ».
Se rendant à Saint-Pierre-et-Miquelon en mars 2016, Marine Le Pen déclare que la France a « abandonné ses outre-mer » et qu'elle « n'a pas pris soin de Saint-Pierre-et-Miquelon ».
En janvier 2021, elle affirme que « Mayotte est livrée à l'anarchie, au chaos et à la violence ». En décembre de la même année, Daniel Zaïdani, ancien président du conseil général de Mayotte, annonce son soutien à Marine Le Pen au premier tour de la présidentielle. La présidente du RN recueille dans ce département 42,68 % des suffrages, loin devant les autres candidats. Pour le quotidien conservateur espagnol ABC, « le discours féroce sur l'immigration et la sécurité » de Marine Le Pen fait la différence auprès des mahorais. Emmanuel Macron « n'a pas été à la hauteur des attentes » durant son quinquennat aux yeux des quelque 290 000 habitants de Mayotte, assure ABC.

### Économie
Alors que la position du Front national au sujet de l'immigration est relativement bien connue auprès des électeurs, Marine Le Pen tente de redéfinir la partie économique et sociale du programme du parti. D'une manière générale, ses positions se veulent sociales. Certains journalistes politiques parlent de « post-solidarisme ». D'autres opposent ses positions sociales aux positions plus libérales de son père. Sous sa présidence, les questions économiques et sociales prennent également de plus en plus d'importance dans les programmes du parti, jusqu'à constituer les trois quarts des mesures dans celui de la campagne présidentielle de 2022.
Opposée au libre-échange, elle se déclare en faveur d'un « protectionnisme raisonné » afin d'empêcher une concurrence de la part des pays émergents qu'elle qualifie de déloyale. Par ailleurs, elle résume la vision qu'elle a de la mondialisation par la formule : « faire fabriquer par des esclaves pour vendre à des chômeurs ». Pour Nicolas Lebourg, spécialiste de l'extrême droite, le « protectionnisme intelligent » de Marine Le Pen « se présente toujours comme une réponse à la concurrence asiatique » : comme pour la préférence nationale, il s'agit selon lui « de désorientaliser l'espace social ».
Elle est d'abord favorable à la sortie progressive de la France de la zone euro au profit d'un retour au franc français. Elle propose d'accompagner ce changement d'une « révolution fiscale » ainsi que d'une « nationalisation » de la Banque de France (la Banque de France est déjà publique, mais pas sous les ordres de l'État), ce qui permettrait selon elle de recourir à des emprunts d'État à des taux très bas. Si Louis Aliot affirme que les discours de Marine Le Pen comportaient dès 2002 « des accents chevènementistes » pour souligner l'ancienneté de son orientation souverainiste, la journaliste Marie-Pierre Bourgeois indique que « ses interventions de l'époque » portaient « surtout sur l'insécurité et l'immigration […]. Il faut remonter à une conférence de presse au forum social européen de Saint-Denis en 2003 pour l'entendre se positionner sur cette question. À l'époque, le programme du parti, s'il prônait déjà la sortie de l'euro en 2002, n'en avait pas fait son fonds de commerce ». Marine Le Pen renonce finalement à la sortie de la zone euro après l'élection présidentielle de 2017 : elle estime qu'il s'agit d'une raison majeure de son échec au second tour, mais justifie également ce changement par l'assouplissement de la politique monétaire de la Banque centrale européenne. Selon Le Monde, la sortie de la zone euro a été remisée « au profit d'un programme consistant plus simplement à vider de leur substance les institutions européennes ».
S'exprimant au sujet du système de retraites en 2007, elle estime qu'« il faudra très probablement augmenter le temps de travail [c'est-à-dire allonger la durée des cotisations, ndlr] pour la simple et bonne raison que sinon les retraites ne seront pas payées ». En 2010, elle critique vigoureusement la réforme des retraites menée par le gouvernement. S'opposant à l'augmentation de l'âge légal de départ à la retraite, elle demande sa conservation à 60 ans et propose de faire des économies sur les dépenses liées à l'immigration et à l'Union européenne. Alors qu'elle nuance par la suite cette position, le secrétaire général du FN, Nicolas Bay, annonce, en 2015, l'opposition du FN au retour à la retraite à 60 ans. Toutefois, pour la campagne présidentielle de 2017, le projet du FN revient sur ce point et propose de progressivement ramener l'âge légal à 60 ans. Pour la campagne présidentielle de 2022, Le Pen abandonne à nouveau le retour à la retraite à 60 ans. Elle propose un minimum retraite de 1000 euros par mois, ce que Mediapart décrit comme « une mesure extrêmement faible objectivement et relativement aux autres propositions ».
Dans son programme économique de 2017, elle renouvelle sa promesse faite en 2012 de revaloriser de 200 euros les salaires allant jusqu'à 1,4 fois le SMIC. Dès 2012, elle propose des mesures sociales auxquelles son père se refusait, comme la revalorisation du minimum vieillesse et de l'allocation aux adultes handicapés ou la baisse des tarifs réglementés du gaz et de l'électricité. Selon Mediapart, la revalorisation des salaires proposée par Marine Le Pen se fait au prix d'une baisse de cotisations, ce que le site qualifie de mesure contre-redistributive. La proposition de Le Pen sur la revalorisation des salaires implique également que les entreprises puissent refuser de rehausser les salaires selon leurs intérêts.
Alors que le programme économique du FN fait l'objet, en 2010, de critiques de la part de la présidente du Mouvement des entreprises de France (MEDEF), Laurence Parisot,, une partie des médias et des analystes politiques relèvent les divergences entre frontistes « étatistes » et « libéraux » et plus généralement, durant l'année 2015, une réorientation libérale du programme économique du parti,. En 2021, lorsque Marine Le Pen se prononce dans une tribune pour le remboursement de la dette publique, Franck Johannès du Monde évoque un « ralliement à une stricte orthodoxie budgétaire » qui « n'est en réalité qu'une étape du lent processus de normalisation engagé au lendemain de la défaite à la présidentielle de 2017 ». En 2022, Romaric Godin de Mediapart estime que « la logique globale de [son] programme est entièrement compatible avec l'ordre néolibéral » et la situe à droite sur le plan économique, constatant notamment qu'elle « a repris la demande expresse du patronat français de réduire les impôts de production » et qu'elle « propose d'exonérer 100 000 euros supplémentaires sur dix ans en donations et de sortir de l'assiette du calcul de l'impôt sur les successions jusqu'à 300 000 euros de biens immobiliers », d'autant que « les grandes positions de 2017 sur la retraite à 60 ans, la défense du droit du travail et les 35 heures ont disparu ».

### Politique internationale
« Historiquement défiante envers l'Allemagne » selon Le Monde, elle acte, dans son projet de 2022, « un constat d'une profonde et irrémédiable divergence de vues avec Berlin » et précise que « Paris mettra fin aux coopérations engagées depuis 2017 ». Elle se rapproche de la Hongrie de Viktor Orban, qui la reçoit à Budapest en octobre 2021, la rencontre de nouveau en janvier 2022, puis lui apporte un soutien en vidéo pendant sa campagne présidentielle.

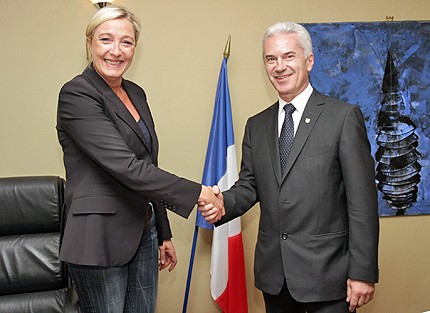
Marine Le Pen avec l'homme politique bulgare Volen Nikolov Siderov (2012).

Membre du groupe d'amitié France-Israël du Parlement européen dès son entrée dans l'assemblée en 2004, elle se voit interdire l'entrée sur le sol israélien lorsque celui-ci y est invité en 2006, ce qu'elle regrette. Sous sa présidence, les cercles de pouvoir israéliens restent distants vis-à-vis du FN malgré quelques visites de Louis Aliot, Gilbert Collard et Nicolas Bay : selon Thomas Cantaloube, « il se murmure que Marine Le Pen aimerait depuis longtemps faire le voyage, mais le cordon sanitaire posé par les gouvernements israéliens successifs autour du FN continue d'être maintenu. Essentiellement en raison de la présence de la « GUD connection », ces anciens du mouvement étudiant d'extrême droite très poreux aux idées racistes et antisémites, dans l'entourage proche de la dirigeante du FN […]. Par ailleurs, personne en Israël n'oublie l'ascendance de Marine Le Pen, dont le père et fondateur du parti a été condamné à plusieurs reprises pour antisémitisme et banalisation de crimes contre l'humanité ». Partisane, selon Caroline Fourest et Fiammetta Venner, d'« une position assez équilibrée » sur le conflit israélo-palestinien (incluant le soutien à la création d'un État palestinien), elle considère néanmoins ledit conflit comme secondaire. En 2025, un an et demi après le début du conflit à Gaza, elle apporte un soutien total à la guerre menée par le premier ministre israélien Benyamin Netanyahou.
Dans le cadre du débat sur le programme nucléaire iranien sous la présidence de Mahmoud Ahmadinejad, elle juge que les menaces de ce dernier à l'encontre d'Israël ne sont pas crédibles et que « la bombe nucléaire est une arme dissuasive », « pas une arme offensive ». Elle considère que « la France doit rompre ses relations avec le Qatar et l'Arabie saoudite, qui ont aidé, assisté et financé les fondamentalistes islamistes à travers le monde » : elle préfère « s'appuyer sur les pays musulmans qui luttent contre le fondamentalisme », en citant les Émirats arabes unis et l'Égypte, et en appelant de ses vœux « une grande coalition » ; des représentants de ces deux États lui expriment leur soutien en 2014 et 2015.
Après des rencontres en 2015 avec Ibrahim Mahlab, Premier ministre égyptien (en public), et Abdel Fattah al-Sissi, président égyptien (en secret), puis en janvier 2017 avec Witold Waszczykowski, ministre des Affaires étrangères de la Pologne, Michel Aoun, président de la République libanaise, est le premier chef d'État à la recevoir, en février 2017,. Le mois suivant, outre Vladimir Poutine, grâce à Marcel Ceccaldi et à Philippe Bohn, elle rencontre Idriss Déby, président du Tchad. Mediapart affirme en 2017 que « ses voyages à l'étranger ont souvent tourné au fiasco depuis qu'elle est présidente du FN ».
Défavorable aux opérations extérieures menées par la France en Afghanistan et en Libye, elle soutient celles conduites au Mali et en République centrafricaine.
Elle prône une « grande politique de développement » pour le territoire africain, abandonné selon elle aux puissances émergentes, tout en souhaitant rompre avec la « Françafrique corruptrice ». Par ailleurs, elle déplore la perte d'influence de la francophonie dans le monde. Le 18 janvier 2023, en déplacement au Sénégal pour quelques jours, elle est reçue au palais présidentiel de Dakar par le président Macky Sall, entretien durant lequel ils échangent sur les relations franco-sénégalaises. Plusieurs responsables politiques locaux s'indignent de sa venue, qui n'est rendue publique que quelques jours plus tard, estimant que « sa conscience devrait lui interdire de fouler le sol africain ».

#### États-Unis
Se prononçant pour un « monde multipolaire » par opposition à la domination américaine existant selon elle, Marine Le Pen appelle en 2012 à la formation d'une « Union paneuropéenne incluant la Russie et la Suisse et respectant le statut de neutralité, le droit national, la fiscalité nationale », avant de formuler en 2017 l'idée d'« une alliance trilatérale Paris-Berlin-Moscou ».
Elle souhaite que la France quitte le commandement intégré de l'OTAN, « tout en restant membre de l'Alliance atlantique »,,. Elle regrette, en 2013, le rejet par la France de la demande d'asile d'Edward Snowden et dénonce « un asservissement honteux de la France aux États-Unis » après le refus français du survol de son espace aérien par l'avion du président bolivien Evo Morales, suspecté à tort de cacher Edward Snowden.
Dans la perspective de l'élection présidentielle américaine de 2016, elle rechigne dans un premier temps à prendre position et déclare qu'elle « [défend] tous les Français, quelle que soit leur origine, quelle que soit leur religion » : le chercheur Joël Gombin souligne que sa stratégie de dédiabolisation diverge de celle de Donald Trump, qui a cherché à obtenir l'attention médiatique par la provocation, ce qui s'explique notamment par des configurations différentes (système multipartisan en France, bipartisme aux États-Unis).
Elle apporte finalement son soutien à Donald Trump, qu'elle présente comme « un homme libre », plutôt qu'à Hillary Clinton qui, selon elle, « incarne tout ce que les États-Unis ont pu construire et exporter de néfaste dans le monde en termes de modèle économique, de choix internationaux ». Le 9 novembre 2016, au lendemain de la victoire de Trump, elle décrit l'accession du républicain à la Maison-Blanche comme une « bonne nouvelle pour la France », du moins si Donald Trump tient ses engagements, qu'elle estime être bénéfiques pour la France : refus du Partenariat transatlantique de commerce et d'investissement (TAFTA) et plus généralement de la « mondialisation sauvage », apaisement des relations internationales notamment avec la Russie, ou encore « désengagement des expéditions belliqueuses à l'origine des grandes vagues migratoires » dont la France serait la victime. Elle est la seule candidate à l'élection présidentielle de 2017 à avoir déclaré son soutien à Donald Trump.
Olivier Faye, journaliste au Monde, souligne que « la stratégie de Trump de s'adresser aux « cols bleus » est comparable » à celle de Marine Le Pen, et évoque leurs convergences sur leur opposition au libre-échange, sur l'instauration d'un dialogue avec la Russie de Vladimir Poutine ou sur « une conception multipolaire des relations internationales, où prédomine l'intérêt national », mais aussi leur divergence sur l'islam, que Marine Le Pen juge « compatible » avec la République française tandis que Donald Trump prône l'interdiction d'entrée des musulmans sur le territoire américain. Elle soutient de nouveau Donald Trump pour l'élection présidentielle américaine de 2020, puis prend ses distances avec lui après l'assaut du Capitole.

#### Russie

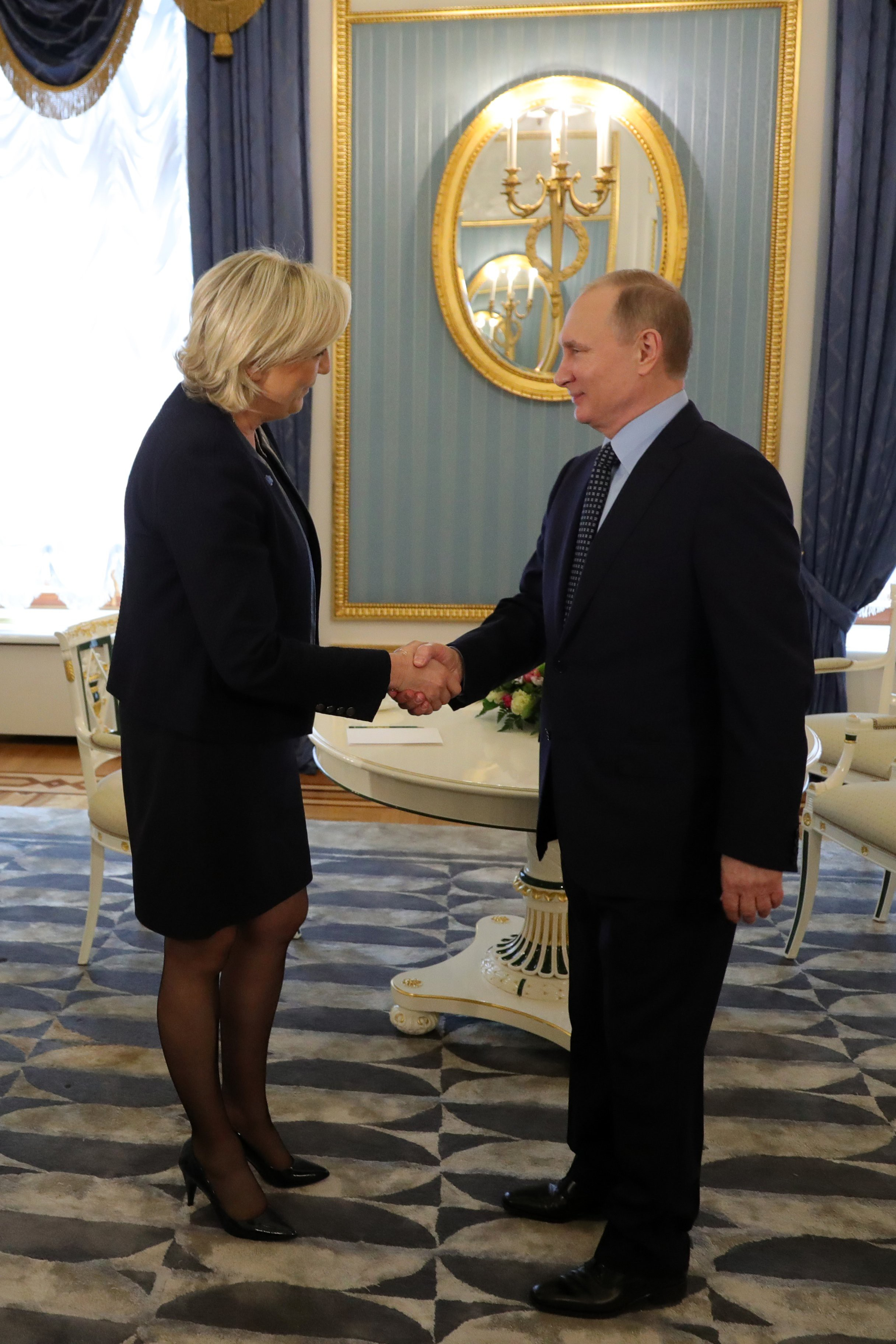
Marine Le Pen lors de sa rencontre avec Vladimir Poutine en mars 2017.

En 2011, l'accession à la présidence du Front national de Marine Le Pen s'accompagne d'un soutien officiel du parti à la Russie,. Elle déclare éprouver « une forme d'admiration pour Vladimir Poutine », ou bien l'admirer « dans une certaine mesure »,. Plusieurs de ses proches ou conseillers successifs sont de fervents soutiens de Poutine, parmi lesquels Emmanuel Leroy, Frédéric Chatillon ou encore Aymeric Chauprade.
Elle reconnaît les résultats du référendum de 2014 en Crimée sur le rattachement à la Russie. Elle réaffirme sa position en mai 2023 lors d'une audition à l'Assemblée nationale par la commission d'enquête sur les ingérences étrangères. Ce positionnement s'accompagne d'une proximité avec des responsables ou des proches du Kremlin, ainsi que de l'obtention d'un prêt bancaire de 9 millions auprès de la Première banque tchéco-russe à destination du FN,, au point d'inquiéter certains élus du parti quant à une dépendance à l'égard du pouvoir moscovite. Entre 2013 et 2015, elle se rend trois fois en Russie, notamment pour rencontrer Sergueï Narychkine, président de la Douma, Alexeï Pouchkov, patron de la commission des affaires étrangères du Parlement, ainsi que Dmitri Rogozine, vice-premier ministre,.
En 2015, elle apporte son soutien à l'intervention militaire de la Russie en Syrie et appelle à une alliance de la France avec Bachar el-Assad face à l'État islamique,. En avril 2018, la ministre de la Défense, Florence Parly, l'accuse de se faire « l'avocate d'un criminel de guerre ».
Le 24 mars 2017, Marine Le Pen est reçue pour la première fois par Vladimir Poutine, à un mois du premier tour de l'élection présidentielle. En Russie, Maria Katassonova, une attachée parlementaire du Mouvement de libération nationale, milite pour Marine Le Pen et a créé le mouvement « Les Femmes avec Marine ». Durant sa campagne de 2017, la candidate du FN propose de reconnaître l'annexion de la Crimée par la Russie et de lever les sanctions économiques imposées par l'Union européenne.
En réaction à l'invasion de l'Ukraine par la Russie, Marine Le Pen condamne l'offensive lancée par Vladimir Poutine, tout en s'opposant aux mesures de rétorsion contre la Russie, invoquant la « protection des Français sur le plan économique ». En février 2023, malgré ses liens étroits avec la Russie, elle participe à un dîner organisé à l'Assemblée nationale avec le président de la Rada d'Ukraine, Rouslan Stefantchouk. Lors de ce dîner, elle interpelle Stefantchouk à propos de l'achat de gaz russe, en déclarant faussement que l'Ukraine continuerait à en acheter contrairement à ce que ce pays préconise de faire.
Accusé depuis des années de servir la propagande du régime russe, son parti est rattrapé par ses liens présumés avec Moscou, selon ce que rapporte le Washington Post en janvier 2024.

#### Union européenne
Son arrivée à la présidence du FN s'accompagne d'un durcissement de son discours et de celui du parti à l'encontre de l'Union européenne (UE) : elle dénonce, lors de son discours d'investiture à la présidence du FN, « un projet technocratique, totalitaire et nuisible à nos libertés ».
L'universitaire Emmanuelle Reungoat souligne que « sa critique de l'UE s'articule à la fois à la défense de la souveraineté nationale, à la lutte contre l'immigration (pour assurer la défense de l'identité nationale mais aussi des nationaux contre l'insécurité) et au virage social pris par le FN dans les années 1990 ». Ses propositions demeurent cependant très proches de celles déjà défendues jusqu'ici par le FN. Comparant les opinions structurantes de l'électorat de Jean-Marie Le Pen en 2007 et de celui de Marine Le Pen en 2012, la chercheuse Nonna Mayer observe que « la principale nouveauté par rapport à l'électorat du père est la montée en puissance de l'enjeu européen, plus présent dans la campagne menée par sa fille qui, à partir de février 2012, a fait de la critique de l'Europe son premier thème de communication, avant même l'immigration ». L'historien Nicolas Lebourg relève qu'« avec Marine Le Pen, le Front national a intensifié la dimension souverainiste de son positionnement idéologique ».
Elle renonce en 2017 à la sortie de l'Union européenne et de l'euro mais envisage ensuite d'« engager une renégociation de nombreux textes de droit dérivé, voire des traités eux-mêmes » : de fait, Le Monde indique en 2022 que « la majeure partie de son programme, qui nécessite de geler la participation française à l'Union, serait inapplicable dans le cas contraire ». Après avoir prôné également la sortie de la Convention européenne des droits de l'homme, elle préconise en 2020 que les juridictions nationales « cessent de tenir compte des avis » de la Cour – qui sont en réalité des décisions de justice –, et ignorent certains articles pour pouvoir renvoyer les étrangers dans des pays où ils risquent la mort. Le Monde relève que dans ce cas de figure, « la France rejoindrait alors le club des États qui ne respectent pas les arrêts de Strasbourg, comme l'Azerbaïdjan, la Turquie ou la Russie ».
Lors de la campagne présidentielle de 2022, Jean Tirole, Prix de la Banque de Suède en sciences économiques, estime que son programme correspond à « un Frexit déguisé » car il conduirait à « [enfreindre] de nombreuses règles communautaires, ce qui serait inacceptable par les autres pays européens, hormis peut-être la Hongrie » : il évoque notamment les propositions de « diminuer la contribution de la France au budget européen de façon unilatérale, de mettre des entraves au commerce et au mouvement des personnes, de ne pas respecter les droits de l'homme entérinés par l'Europe ».

### Religion
Marine Le Pen propose l'interdiction de toute pratique qu'elle juge « raciste, sexiste et discriminatoire », en particulier dans les lieux publics, comme le halal dans les cantines scolaires et les horaires séparés pour les femmes dans les piscines municipales ou l'interdiction d'attribuer des subventions publiques aux associations jugées « communautaristes ».
Elle évoque la France comme un pays aux « racines chrétiennes laïcisées par le siècle des Lumières ». Elle prône dans un premier temps l'interdiction des signes religieux ostentatoires dans l'espace public tels que la kippa et le hijab, en estimant que les croix catholiques n'en font pas partie, avant de plaider, durant la campagne présidentielle de 2022, pour la seule interdiction du hijab « en vertu de l'idéologie totalitaire que représente ce foulard, qui est une violation directe de la défense des droits des femmes », : selon Les Décodeurs du Monde, « une telle loi aurait toutes les chances d'être censurée ».

#### Islam
Sous sa présidence, le programme du FN prône le « gel de tous les projets de mosquées en cours, dans l'attente d'une enquête nationale sur leur financement » ; « l'extension de la loi de 2004 sur l'interdiction des signes religieux à l'école à l'ensemble de l'espace public », c'est-à-dire l'interdiction du hijab et non plus seulement de la burqa comme instauré par la loi interdisant la dissimulation du visage dans l'espace public ; l'étourdissement obligatoire des animaux avant leur abattage et l'étiquetage des animaux abattus rituellement (viande halal ou casher). Marine Le Pen s'est également opposée aux menus de substitution au porc dans les cantines.
Marine Le Pen se présente comme « l'une des dernières défenseures de la laïcité en France » en critiquant l'« islamisation » de la France, qu'elle définit comme « la conséquence de l'islamisme ». Selon elle, « la France peut être laïque parce qu'elle est chrétienne de culture, et on s'aperçoit d'ailleurs que les pays musulmans ont les plus grandes difficultés à être laïcs. » Elle affirme également que « la laïcité n'est pas absolument compatible… pas naturelle, avec l'islam, puisque l'islam confond le spirituel et le temporel, ». Cécile Alduy relève que Marine Le Pen conserve « le fond du discours » de son père, mais en changeant de « justification » : « Jean-Marie Le Pen mettait en avant une France chrétienne, voire ethnique, avec un soupçon de racisme. Marine Le Pen, elle, met en avant la République laïque. » Cécile Alduy considère que « lorsqu'elle parle de laïcité ou de lutte contre le communautarisme, Marine Le Pen ne vise en réalité que les musulmans. Elle tient un double discours : nuancé et attaché à l'égalité de tous les citoyens sans distinction d'origine ou de religion devant la presse ; violent et amalgamant l'islam, l'islamisme et le terrorisme devant les militants. »
Au sujet de l'islam, Marine Le Pen se dit « plus modérée que le RPR de 1990 » ou que Geert Wilders aux Pays-Bas. À plusieurs reprises, elle affirme la compatibilité de l'islam avec « la démocratie », « la France » ou « la République », se limitant à critiquer « la charia » et le « fondamentalisme musulman »,,,. La politologue Nonna Mayer observe que si Marine Le Pen « prend soin de cibler le « fondamentalisme islamique » et non l'Islam, ses partisans ne font pas la différence. Ils se distinguent des proches de tous les autres partis par leur niveau exceptionnellement élevé d'« islamophobie », au sens de rejet de l'Islam, de ses pratiques, et de ses fidèles ».
Lors de son discours du congrès de Tours, elle laisse entendre que l'Europe et la France sont menacées de devenir des « califats ». Dans un entretien accordé à l'hebdomadaire Zaman en 2013, elle déclare : « Il y a toujours eu des musulmans en France. Mais la majorité des musulmans sont arrivés ces trente dernières années. Je ne peux que regretter que cette immigration se fasse sur la base d'une radicalisation religieuse ». Pascal Perrineau voit dans ces propos la conception selon laquelle « cette immigration en provenance des pays musulmans est inassimilable dans la mesure où elle est porteuse d'une inévitable radicalisation religieuse. L'islam est perçu dans sa dimension d'altérité radicale : « Il n'y a pas d'« islam en France » mais un « islam en France », précise encore Marine Le Pen à l'hebdomadaire ». L'historienne Valérie Igounet estime que le positionnement de Marine Le Pen, qui relève selon elle de l'islamophobie, fait écho à celui du Mouvement national républicain (MNR) de Bruno Mégret, et se situe dans la continuité de Jean-Marie Le Pen.
Jérôme Fourquet, de l'Ifop, souligne que « contrairement à ce qui s'est partiellement produit dans l'électorat juif », l'électorat musulman reste très majoritairement hostile à Marine Le Pen — il ne vote pour elle qu'à hauteur de 4 % des voix lors de l'élection présidentielle de 2012, contre 1 % pour Jean-Marie Le Pen lors de l'élection présidentielle de 2007 — et à son parti, le vote FN demeurant structuré par « le rejet de la population maghrébine » et « le rejet ou la peur de l'islamisme ».
Début 2021, en parallèle à l'examen du projet de loi confortant le respect des principes de la République, Marine Le Pen présente une proposition de loi, rédigée pour l'essentiel par le député européen et ancien magistrat Jean-Paul Garraud, qui prévoit l'interdiction de la diffusion des « idéologies islamistes » et notamment l'interdiction du port dans l'espace public du hijab et des « signes ou tenues constituant par eux-mêmes une affirmation sans équivoque et ostentatoire des idéologies [islamistes] » ; l'interdiction pour les personnes visées de manifester et de se présenter à des élections professionnelles ; la fermeture de lieux de culte, la censure des films, sites internet et livres mis en cause ; l'insertion dans le Code pénal d'une « peine d'indignité nationale » (privation du droit de vote et d'éligibilité, interdiction d'expression publique, etc.) pour les auteurs de délits ou crimes liés à « l'idéologie islamiste », ainsi que la déchéance de nationalité pour ces mêmes raisons,,. Mediapart évoque « un concentré de mesures ultra-répressives portant atteinte à plusieurs libertés fondamentales ».

#### Judaïsme
Louis Aliot et David Rachline défendent une évolution du parti, illustrée par ses rencontres avec Gilles-William Goldnadel, en 2004, Ron Prosor, ambassadeur d'Israël à l'ONU, William Diamond, responsable de la synagogue de Palm Beach et la peintre israélienne Shana Aghion.
Jérôme Fourquet, de l'Ifop, relève que le vote pour Marine Le Pen dans l'électorat juif a sensiblement progressé lors de l'élection présidentielle de 2012 par rapport au vote pour son père lors de l'élection présidentielle de 2007 (13,5 % en 2012 contre 4 % en 2007) : « Ce niveau est certes toujours significativement inférieur à la moyenne nationale (17,9 %), mais le vote frontiste n'est désormais plus résiduel parmi l'électorat de confession juive ». Jérôme Fourquet explique cette progression par trois facteurs :
- « l'effet conjugué d'un climat d'insécurité lancinant, consécutif à la montée de l'islamisme radical (affaire Merah, mars 2012) et aux tensions intercommunautaires » ;
- « la stratégie de dédiabolisation conduite par Marine Le Pen a permis de faire sauter des verrous jusqu'à présent très solides » (alors que son père qualifiait la Shoah de « détail de l'histoire », Marine Le Pen considère qu'il s'agit du « summum de la barbarie »[471],[472]) ;
- « dans l'électorat juif comme dans l'ensemble du corps électoral, la frange la plus droitière a été déçue par Nicolas Sarkozy, qui n'a pas tenu toutes ses promesses, en matière de lutte contre l'insécurité notamment »[465].

Marine Le Pen, présidente du Rassemblement national, a proposé l'interdiction de l'abattage des animaux sans étourdissement préalable, une pratique essentielle à la production de viandes casher et halal. Elle justifie cette mesure par la nécessité de réduire la souffrance animale. Cette proposition a suscité des critiques, certains y voyant une atteinte aux libertés religieuses et une stigmatisation des communautés juives et musulmanes. Des observateurs estiment que cette mesure pourrait raviver des sentiments antisémites et islamophobes, en ciblant spécifiquement des pratiques culturelles et religieuses établies.

### Droits des femmes
Marine Le Pen se dit féministe et cite régulièrement des figures comme Olympe de Gouges ou Simone Veil, mais se dit opposée à une « guerre de tranchées à l'égard des hommes » et rejette le « néo-féminisme » et le « wokisme » qui exprimeraient selon elle une « haine à l'égard des hommes » et entretiendraient une forme de victimisation,. Selon Le Monde, elle « ne s'est jamais signalée par ses positions féministes ». Mediapart estime que « face aux inégalités femmes-hommes et aux discriminations de genre, Marine Le Pen ne souhaite pas s'attaquer aux rapports de domination ». L'Express évoque son féminisme comme « un engagement de façade ». Elle suscite l'hostilité des associations féministes, qui jugent son programme « anti-femmes ». Selon un sondage IFOP publié en avril 2022, la moitié des Françaises considèrent Marine Le Pen comme « féministe ».
En 2002, elle prend ses distances avec la ligne officielle du FN qui prévoit l'abrogation des lois en faveur de l'interruption volontaire de grossesse (IVG), suscitant l'hostilité de la frange traditionaliste du parti. En 2006, dans son autobiographie À contre-flots, elle réitère son opposition à l'abrogation de la loi Veil mais estime qu'il faudrait réduire le nombre d'IVG. En 2011, elle déclare « qu'il faut cesser de rembourser l'avortement » car « il existe suffisamment de moyens de contraception aujourd'hui » et qu'« il faut promouvoir le respect de la vie dans notre société ». Lors de sa campagne présidentielle de 2012, elle déclare que les « avortements de confort » semblent « se multiplier », suscitant une polémique, qualifie le planning familial de « centre d'incitation à l'avortement », et envisage une restriction du remboursement de l'avortement,. Début 2022, elle s'oppose à l'allongement du délai d'avortement de douze à quatorze semaines, dénonçant une « dérive purement idéologique »,. Alors présidente du groupe Rassemblement national à l'Assemblée nationale, elle indique, en juin 2022, qu'elle envisage de voter pour l'inscription du droit à l'IVG dans la Constitution, puis fait part de son opposition à cette mesure cinq mois plus tard. Finalement, à l'inverse d'un certain nombre de parlementaires de son bord, elle vote en faveur de cette inscription.
Marine Le Pen est d'abord hostile à la loi tendant à favoriser l'égal accès des femmes et des hommes aux mandats électoraux et fonctions électives (2000) ; dans son programme présidentiel de 2012, elle assimile la parité à une « idéologie différentialiste et multiculturelle », « une forme de racisme inversé » dont « les premières victimes sont les hommes blancs hétérosexuels »,. Elle revient sur sa position lors de sa campagne présidentielle de 2022, se disant très favorable à cette loi qui « a permis à des femmes d'émerger »,. Mediapart relève cependant que les instances dirigeantes du RN sont majoritairement masculines. Elle est contre la féminisation des titres, souhaite interdire l'écriture inclusive à l'école, à l'université et dans les administrations, et n'envisage pas de maintenir un ministère des Droits des femmes, préférant une simple délégation interministérielle,,.
Selon Mediapart, « lorsque Marine Le Pen évoque les violences sexuelles et sexistes, c'est le plus souvent pour les attribuer aux personnes étrangères, alors que les études ont montré que les auteurs de ces violences étaient issus de tous les milieux socioéconomiques et culturels ». Lors de sa campagne présidentielle de 2022, Marine Le Pen justifie une partie de ses positions conservatrices et xénophobes en les présentant comme féministes.[non neutre] Par exemple, elle associe l'interdiction du voile islamique dans l'espace public et la libération des femmes ainsi que l'immigration et les dangers pour la sécurité des femmes.
Elle souhaite l'inscription des personnes condamnées pour outrage sexiste « au fichier des criminels et délinquants sexuels »,. Concernant les violences sexuelles, elle considère que les victimes doivent systématiquement déposer plainte et qu'il ne revient pas aux médias de révéler ces affaires. Au moment de la relance de l'affaire Hulot en 2021, elle dénonce des « procès médiatiques qui laissent des coupables non condamnés ». Elle-même confrontée à des affaires de violences sexuelles au sein de son propre parti, elle refuse de sanctionner les mis en cause, qui contestent les accusations.
En 2017, elle indique n'être « pas sûre » que le hashtag #BalanceTonPorc aide les femmes, jugeant la formulation « extrêmement brutale et injurieuse ». Après la tribune défendant une « liberté d'importuner », elle déclare qu'il y a « des choses justes d'un côté comme de l'autre ». Lors de sa campagne présidentielle de 2022, elle estime que le mouvement #MeToo a « permis à des victimes de s'exprimer, de sortir d'une sorte d'omerta », et qu'« un équilibre doit être trouvé ».

### Éducation
En 2016, elle se prononce pour la sélection à l'université afin de « créer la vraie égalité des chances ». Elle propose également que « 50 % du temps d'enseignement soit consacré à l'apprentissage du français en primaire » et la suppression du collège unique. Son programme présidentiel de 2017 prévoit, pour les cours d'histoire, la « promotion du roman national », ainsi que la suppression de l'enseignement moral et civique (« une farce »), remplacé par un cours de « civisme et droit ». L'instauration du port de l'uniforme est également évoquée.

### Institutions
Marine Le Pen est méfiante à l'égard de la représentation politique, des corps intermédiaires et du « gouvernement des juges », et proche de la tradition rousseauiste et jacobine, c'est-à-dire des courants habituellement classés tout à la gauche de l'échiquier politique. Elle propose ainsi l'instauration d'un référendum obligatoire en matière constituante, l'élargissement du référendum législatif aux questions de société et la mise en place d'un référendum d'initiative populaire qu'il serait possible de déclencher en réunissant 500 000 signatures citoyennes, et qui permettrait d'abroger une loi ou d'en proposer une nouvelle ; elle promet également un référendum d'initiative présidentielle sur les institutions,. Pour Mediapart, cette « glorification du référendum » et cet appel à « la recentralisation » font néanmoins partie des « classiques de l'extrême droite » antiparlementaire : le journal rappelle que Jean-Marie Le Pen « programmait une ribambelle de consultations dans son programme de 2002 (sur l'immigration et la préférence nationale dès 2002, la « paix civile » et la peine de mort en 2003, le rétablissement des frontières douanières en 2004, etc.) ».
Son projet présidentiel de 2012 préconise également le passage au septennat non-renouvelable (proposition héritée des monarchistes), l'imposition du scrutin proportionnel « à toutes les élections », des pouvoirs renforcés pour les préfets, la suppression de la clause de compétence générale, l'interdiction du cumul des mandats exécutifs et « le contrôle des notes de frais et de représentation de tous les exécutifs » (principe mis en œuvre en Grande-Bretagne notamment),.
En janvier 2014, après le rejet par le Sénat de la demande de levée d'immunité de Serge Dassault, elle se prononce pour la suppression de la Haute assemblée, précisant qu'elle « ne voi[t] plus bien à quoi sert aujourd'hui le Sénat ».
Son projet présidentiel de 2017 prévoit la suppression des conseils régionaux.
En 2021, fustigeant la « dictature » de l'Union européenne, elle déclare vouloir « graver » dans la Constitution, après référendum, la supériorité du droit français sur le droit international. Lors de la campagne présidentielle de 2022, Le Monde estime que le projet de loi sur l'immigration et l'identité qu'elle entend soumettre à référendum peu après son élection — en s'appuyant sur l'article 11 de la Constitution, qui ne vise pourtant pas les révisions constitutionnelles — « videra de son contenu une partie du préambule de la Constitution de 1946 et modifiera au moins six articles de la Constitution de 1958 », évoquant « un coup de force constitutionnel qui, s'il était adopté, bouleverserait jusqu'à l'héritage de la philosophie des Lumières et de la Révolution française ». Selon nombre de constitutionnalistes, la procédure qu'elle envisage pour réviser la Constitution serait censurée par le Conseil constitutionnel, la seule voie possible pour réviser la Constitution passant selon eux par l'article 89 et non l'article 11,.

### Mariage, adoption et droits LGBT
Marine le Pen s'oppose ouvertement à la loi de 2013 ouvrant le mariage aux couples de personnes de même sexe, déclarant qu'elle reviendrait dessus si elle était élue présidente de la République. Mais elle ne prend pas part aux manifestations contre cette loi. Elle accuse l'UMP de complicité, soulignant que si les sept sénateurs UMP qui se sont prononcés « pour » ou qui se sont abstenus avaient voté « contre », le texte n'aurait pas pu être adopté. En 2016, elle entend également supprimer le pacte civil de solidarité (PACS), avant de revenir sur cette position.
Elle est hostile à l'adoption pour les couples de même sexe. Elle se dit d'abord opposée à l'ouverture de la procréation médicalement assistée (PMA) à toutes les femmes, car « fabriquer des enfants sans père » est selon elle « éminemment négatif pour l'enfant en question », et souhaitant réserver la PMA « aux couples qui ont des problèmes d'infertilité et à ceux qui risquent de transmettre à leurs enfants des maladies graves ». Une fois la loi votée, elle déclare en mars 2022 : « La société la réclame, je n'ai pas vocation à m'y opposer, je ne pense pas qu'un enfant élevé par deux femmes soit moins bien élevé qu'un autre ».
En tant que présidente du Front national, Marine le Pen adopte un ton jugé mesuré sur les questions LGBT et aurait attiré nombre d'homosexuels au Front national. Marine le Pen a notamment accueilli au FN Sébastien Chenu, cofondateur de GayLib, association anciennement associée à l'UMP. Depuis 2012, d'après une étude de l'Ifop, les intentions de vote pour le Front national ont d'ailleurs beaucoup augmenté chez les bisexuels et homosexuels.
Elle affirme que les droits des homosexuels ne sont « pas respectés dans toute une série de zones de non-droit en France », faisant allusion aux musulmans selon Le Monde qui relève par ailleurs qu'« aux élections régionales de juin 2021, le RN avait publié un livret qui projetait de supprimer les subventions aux associations « très orientées sur le “vivre-ensemble” et les “discriminations” » – en fait, qui sensibilisaient à l'égalité de genre, luttaient contre le racisme et l'homophobie ou assistaient les immigrés ». Mais pour le sociologue Sylvain Crépon, « l'homosexuel est devenu une figure emblématique de l'imaginaire du FN pour témoigner qu'il défend les valeurs libérales face au totalitarisme islamiste ». Marine Le Pen copierait ainsi une stratégie politique suivie par le Néerlandais Geert Wilders et le Suisse Oskar Freysinger. Les personnes homosexuelles vivant en banlieues, en majorité musulmanes, seraient particulièrement sensibles à son discours sur la défense des libertés publiques. Certains chercheurs parlent d'« homonationalisme ».

### Environnement, énergie et agriculture

#### Lutte contre le réchauffement climatique
Après s'être abstenue lors du vote au Parlement européen de 2016 sur l'accord de Paris sur le climat, elle déclare en 2019 avoir « regretté que Donald Trump sorte du Plan climat ». En juin 2020, Marine Le Pen estime que la Convention citoyenne pour le climat accouche de « propositions toutes plus loufoques les unes que les autres, sans conscience des réalités économiques, et sans pertinence sociale et écologique ». Selon l'analyse de France Info, en collaboration avec Les Shifters, une association de bénévoles qui accompagne le groupe de réflexion The Shift Project, le programme présidentiel de Marine Le Pen en 2022 est « très éloigné, voire contraire aux objectifs climatiques de la France ». Lors de cette campagne présidentielle, elle annonce sa volonté de retirer la France du Fonds vert pour le climat, le bras financier de l'accord de Paris sur le climat qui aide les pays les plus vulnérables à s'adapter à la crise climatique. Selon le média Vert, elle promeut « l'idée fallacieuse que la France serait une bonne élève sur le climat, éludant sa responsabilité historique dans le réchauffement climatique ‒ elle occupe le 11e rang mondial ».
En mars 2021, en marge de l'examen du projet de loi portant lutte contre le dérèglement climatique et renforcement de la résilience face à ses effets à l'Assemblée nationale, auquel les députés de son parti n'ont déposé aucun amendement, elle présente un « contre-projet de référendum » sur l'environnement — Emmanuel Macron ayant annoncé son intention d'en lancer un sur le sujet — comprenant 15 questions sur les sujets suivants :
- l'arrêt de la construction d'éoliennes au nom du « droit au paysage » et « à un environnement sain et durable » ;
- l'opportunité de la poursuite des investissements dans le nucléaire, présenté comme une « énergie décarbonée » ;
- des propositions pour « restreindre fortement toute nouvelle construction sur des terres agricoles » ou pour rémunérer les agriculteurs pour l'entretien des « zones de stockage naturel du carbone (haies, zone humide, etc …) » ;
- l'interdiction d'installation de nouvelles grandes surfaces ;
- l'interdiction de l'importation de produits dont la fabrication ou la production seraient interdites en France ;
- une taxation sur les produits importés « pour compenser les effets de leur production et de leur transport sur l'environnement »[509],[510].

Parmi ces questions, beaucoup font référence à la doctrine du parti sur le « localisme », le projet ayant été préparé par Andréa Kotarac, tête de liste RN en Auvergne-Rhône-Alpes, et Hervé Juvin, député européen, qui ont créé en janvier 2021 le Parti localiste. À cette occasion, Marine Le Pen dénonce « l'écologisme » qu'elle présente comme « un fondamentalisme qui entend en finir avec les mœurs qui sont les nôtres ». France Info relève que l'environnement est un sujet « longtemps oublié par elle-même et par le RN » et qu'elle entend, par ces propositions, « poursuivre sa "normalisation" » et « élargir sa base électorale vers une droite plus modérée, montrant que son projet ne contient pas d'angles morts », tout en installant « le match entre les "mondialistes" et les "nationaux" ».

#### Mix électrique
En 2012, Marine Le Pen plaide en faveur d'une sortie du nucléaire « à long terme », parce que « le risque nucléaire ne peut pas être réduit à zéro », et pour une stratégie basée sur le développement des énergies renouvelables. Lors de la campagne présidentielle de 2017, elle déclare à la fois que le nucléaire est « une des sources d'énergies électriques les moins polluantes et les plus sûres », et qu'elle souhaite en sortir à terme, indiquant notamment qu'il est « dangereux ».
Lors de sa campagne présidentielle de 2022, Marine Le Pen propose, outre l'arrêt de la construction d'éoliennes, de « lancer un grand chantier » pour démonter celles en service, ce qu'elle justifie par la défense du pouvoir d'achat en lien avec une suppression des subventions à l'éolien et au photovoltaïque, ainsi que par son projet d'investissement dans « la relance d'un programme nucléaire innovant ». Marianne évoque « une proposition à contre-courant des objectifs affichés en matière de transition énergétique » et estime qu'elle « devrait conduire à repenser le mix énergétique », alors que « le fait de maintenir la part du nucléaire dans la production d'électricité à son niveau actuel est une éventualité écartée par le rapport rendu récemment par le Réseau de transport d'électricité (RTE) »,. Le journal Les Échos réagit à cette déclaration en indiquant que « les éoliennes sont indispensables pour éviter le black-out » et que « démanteler ces machines avant qu'elles n'arrivent en fin de vie reviendrait en outre à perdre les investissements publics et privés déjà consentis ». Selon RTE, « un moratoire sur les énergies renouvelables rend impossible la réindustrialisation et le respect des trajectoires climatiques à compter de la décennie 2030 ».
Dans le même temps, Marine Le Pen plaide pour la réouverture de la centrale nucléaire de Fessenheim (fermée en 2020), le prolongement de la durée de vie des réacteurs en service jusqu'à 60 ans, et la construction de « cinq paires d'EPR pour une mise en service en 2031 et cinq paires d'EPR 2 pour 2036 ». Elle vise ainsi un mix électrique avec 75 % de nucléaire, contre 67 % en 2022, tandis que le président de l'Autorité de sûreté nucléaire juge déjà « ambitieux » un scénario avec près de 50 % d'électricité d'origine nucléaire en 2050.
Marine Le Pen propose, également en 2022, de sortir du marché européen de l'électricité face à la hausse des prix de l'électricité en France, ce qui, selon Le Monde, « comporte plusieurs risques importants : elle fait planer un doute sur la capacité à fournir de l'électricité à tous les Français pendant l'hiver. Elle pourrait également faire augmenter fortement le coût du système électrique pour les contribuables. Elle mettrait en péril la capacité de la France à atteindre ses objectifs climatiques. Enfin, cette stratégie conduirait à un conflit majeur avec les autres pays européens, notamment les pays limitrophes interconnectés à la France ».

#### Logement, transports et énergies fossiles
En 2022, Marine Le Pen s'oppose à l'interdiction de la location des logements les plus énergivores dès 2025 comme cela est prévu dans la loi « Climat et résilience », s'oppose au fait de « bannir le pétrole ou le gaz russe » qui reviendrait selon elle à « sanctionner lourdement les Français, les entreprises françaises », propose une réduction de la TVA (de 20 % à 5,5 %) sur les carburants, la gratuité des transports en commun pour les 18–25 ans, la restauration de la limite de vitesse à 90 km/h sur les routes nationales.

#### Agriculture
Dans son programme présidentiel de 2022, Marine Le Pen promet aux agricultrices et agriculteurs « une aide au maintien de la biodiversité » sur les exploitations qui permettent « le maintien ou la restauration des haies, des surfaces humides, des bois et des bocages ». Mediapart relève que « les aides versées aux exploitations proviennent des fonds de la politique agricole commune (PAC), et le RN a voté contre la mise en place de meilleurs critères environnementaux lors de l'élaboration dans l'hémicycle de la nouvelle PAC, en octobre 2020 ». Marine Le Pen promet également « un plan de soutien pour l'agriculture biologique » mais s'engage dans le même temps à sortir du Pacte vert pour l'Europe (European Green Deal) qui fixe pour objectif d'atteindre 25 % de bio sur la surface cultivée du continent en huit ans.

### «Dédiabolisation» du Front national
D'une manière générale, Marine Le Pen est souvent jugée plus modérée que son père. Son discours apparaît pour une partie de l'électorat français comme plus nuancé, plus lisse et débarrassé des « outrances » de Jean-Marie Le Pen — ou ce qui est qualifié par certains comme tel. L'image qu'elle donne, calme et souriante, contraste avec les stéréotypes attribués habituellement à sa famille politique. Au début de son apparition médiatique, Marine Le Pen abordait beaucoup son enfance qu'elle dépeignait comme difficile, victime de son patronyme et marquée par l'attentat contre le domicile familial en 1976,. Certains observent que cela permettait d'« humaniser » son parti,. Parmi ses adversaires les plus farouches, Bernard-Henri Lévy parle d'une « extrême droite à visage humain ». Michèle Cotta estime que le fait qu'elle soit une femme, jeune, qui condamne le racisme, et qui n'aurait pas adopté « les défauts » de son père, notamment ses phrases-chocs, aurait participé à sa stratégie de « dédiabolisation » du Front national. Les références à la Seconde Guerre mondiale et aux guerres coloniales sont également absentes de son discours,. Elle s'est d'ailleurs distanciée des propos tenus par Jean-Marie Le Pen concernant les chambres à gaz en déclarant qu'elle « ne partageait pas sur ces événements la même vision » que lui. Les adversaires du Front national affirment que Marine Le Pen, par cette stratégie de « dédiabolisation », serait « plus dangereuse que son père »,. Évitant certaines « provocations » considérées comme néfastes pour le vote FN, elle risquerait d'élargir la base électorale de celui-ci en le « banalisant ».
Marine Le Pen déclare sur RTL, en avril 2010, que la stratégie de « dédiabolisation » ou de « normalisation » ne consisterait pas en une modification du discours du Front national. Il s'agit selon elle de montrer le Front national sous son vrai jour, tel qu'il est et non tel que les médias le montrent ou l'ont montré durant les décennies précédentes. Ces derniers ainsi que les partis de droite et de gauche auraient donné une image « injuste, fausse et caricaturale » du Front national. C'est la raison pour laquelle elle chercherait à en donner une image qui soit « juste ». Caroline Fourest et Fiammetta Venner notent qu'elle a participé à faire abandonner au FN l'opposition au PACS, en 2007.
Dans son discours du 10 décembre 2010 à Lyon, Marine Le Pen candidate à l'investiture du Front national prend ses distances avec les positions qui prévalaient alors au FN et évoque le sort des homosexuels vivant dans des quartiers et victimes des lois religieuses qui se substituent aux lois de la République. Malgré tout, certains observateurs notent une inflexion de cette stratégie depuis 2009 avec les polémiques qu'elle a suscitées sur Frédéric Mitterrand et son livre ou encore sur le Quick « halal » de Roubaix. Son style serait devenu davantage incisif, combatif et provoquant, et le thème de l'« islamisation », peu traité par la génération précédente du Front national, est désormais mis en avant. Cependant elle n'a jamais abandonné officiellement la « dédiabolisation » et continue à assumer cette stratégie.
En 2014, le magazine américain Foreign Policy la cite, avec quatre autres Français, dans le classement des cent « penseurs mondiaux » de l'année en soulignant la manière dont elle a « rénové l'image » de sa formation politique, qui est devenue « un genre de modèle pour l'extrême droite européenne » après son succès lors des élections européennes.
En donnant parfois son quitus à la gauche — dès 2003 en donnant une conférence de presse à l'occasion du Forum social européen organisé à Paris et au cours de laquelle elle affirme que les altermondialistes posent « de bonnes questions mais [apportent] de mauvaises réponses », ou en apportant son soutien à SYRIZA en vue des élections législatives grecques de janvier 2015 —, elle conduit notamment Nicolas Sarkozy à la situer, fin 2014, à l'« extrême gauche » et à identifier « son programme économique [à] celui de Jean-Luc Mélenchon ». Abel Mestre, journaliste au Monde, y voit « un élément de plus de sa stratégie de dédiabolisation. Car, plus il y a de confusion, plus il est difficile de renvoyer le FN à ce qu'il est fondamentalement, c'est-à-dire un parti d'extrême droite »,.
Sa stratégie de dédiabolisation passe également par de nouvelles alliances avec des partis de gouvernement étrangers : elle met fin aux partenariats construits par son père Jean-Marie Le Pen et Bruno Gollnisch dans le cadre de l'Alliance européenne des mouvements nationaux qui comprenait de nombreux groupuscules radicaux, au profit d'un rapprochement avec la Ligue du Nord (Italie), le Parti de la liberté d'Autriche (FPÖ), le Vlaams Belang (Belgique) ou encore le Parti pour la liberté (PVV, Pays-Bas), regroupés au Parlement européen au sein de l'Alliance européenne pour la liberté. Ces partis ont en commun de condamner l'antisémitisme, d'afficher une position libérale sur les questions de société par le biais desquelles ils condamnent l'islam en tant que tel, et de défendre un positionnement géopolitique pro-israélien. Reprenant une analyse du politiste Gilles Ivaldi, l'historien Nicolas Lebourg relève que « le FN est devenu une boussole de l'extrême droite européenne. Les partis européens alliés du FN ont copié la stratégie de dédiabolisation de Marine Le Pen tout en conservant leurs spécificités locales ».
La suspension du parti de Jean-Marie Le Pen après ses propos polémiques d'avril 2015 est présentée par L'Express comme l'achèvement de cette stratégie de dédiabolisation.
La sincérité de sa stratégie est parfois mise en doute, notamment lorsqu'elle fait sienne, en 2010, la formule selon laquelle « La France reste un peuple de race blanche », attribuée à Charles de Gaulle.

### Santé
Au début de la pandémie de Covid-19, Marine Le Pen prend position pour une large administration de l'hydroxychloroquine selon le protocole de Didier Raoult, malgré l'absence de preuve d'efficacité de ce traitement. Elle s'oppose ensuite à une vaccination obligatoire. En mars 2021, appelant à ce que la France « vaccine massivement », elle met en cause la stratégie échelonnée par classes d'âge, en fonction du rythme des livraisons, et suggère « vivement d'aller acheter des vaccins en Russie et en Chine » alors que les vaccins Spoutnik V et CoronaVac n'ont pas été validés par l'Agence européenne des médicaments. Dans le même temps, elle critique les confinements, dénonçant le « caractère arbitraire des décisions prises » qui « s'apparentent plus à une punition qu'à une obligation sanitaire », mais se prononce pour des mesures plus strictes que celles du gouvernement, notamment en préconisant de « refermer les écoles, allonger, avancer les vacances, créer une forme de vide sanitaire dans les territoires où le virus circule ». À l'Assemblée nationale, elle vote contre le passe sanitaire puis le passe vaccinal.
Lors de sa campagne présidentielle de 2022, elle se dit opposée à la vaccination des enfants de moins de 11 ans, qu'elle présente comme « une forme de maltraitance », alors que la pharmacovigilance est très rassurante à ce sujet. Mediapart y voit « un signal envoyé aux anti-vaccins, sans aucun coût politique : les Français n'ont pas adhéré à la vaccination des enfants, moins de 5 % des 5-11 ans sont vaccinés ». Entre les deux tours, elle annonce qu'elle réintégrerait 15 000 soignants mis à pied, sans préciser s'il s'agissait du personnel non-vacciné contre le Covid-19, si elle est élue.
Elle défend la suppression des agences régionales de santé, dont elle dénonce « l'inutilité » et « la nocivité », en vue de confier le contrôle du système de santé aux préfets, c'est-à-dire au ministère de l'Intérieur.

## Détail des mandats et fonctions

### Au sein du FN puis du RN
- 16 janvier 2011 - 13 septembre 2021 : présidente du Front national, renommé Rassemblement national le 1er juin 2018.

### À l'Assemblée nationale
- Depuis le 21 juin 2017 : députée de la onzième circonscription du Pas-de-Calais.
- Depuis le 28 juin 2022 : présidente du groupe Rassemblement national.

### Au Parlement européen
- 20 juillet 2004 – 13 juillet 2009 : députée européenne non inscrite, élue dans la circonscription Île-de-France :
  - membre de la commission des libertés civiles, de la justice et des affaires intérieures et de la délégation pour les relations avec Israël ;
  - membre suppléante de la commission du marché intérieur et de la protection des consommateurs et de la délégation pour les relations avec l'Australie et la Nouvelle-Zélande.
- 14 juillet 2009 – 30 juin 2014 : députée européenne non inscrite, élue dans la circonscription Nord-Ouest :
  - membre de la commission de l'emploi et des affaires sociales et de la délégation à l'Assemblée parlementaire paritaire ;
  - membre suppléante de la commission du commerce international et de la délégation pour les relations avec le Canada.
- 1er juillet 2014 - 18 juin 2017 : députée européenne non inscrite puis Europe des nations et des libertés (ENL), élue dans la circonscription Nord-Ouest :
  - membre de la commission du commerce international, de la délégation pour les relations avec le MERCOSUR et de la délégation à l'Assemblée parlementaire euro-latino-américaine ;
  - membre suppléante de la commission des libertés civiles, de la justice et des affaires intérieures et de la délégation pour les relations avec les États-Unis ;
  - co-présidente du groupe ENL du 16 juin 2015 au 18 juin 2017.

### Au niveau local
- 21 mars 1998 – 28 mars 2004 : conseillère régionale du Nord-Pas-de-Calais.
- 28 mars 2004 – 21 mars 2010 : conseillère régionale d'Île-de-France (élue dans les Hauts-de-Seine), présidente du groupe Front national jusqu'en février 2009[541].
- 23 mars 2008 – 24 février 2011 : conseillère municipale d'Hénin-Beaumont.
- 26 mars 2010 – 2 juillet 2021 : conseillère régionale du Nord-Pas-de-Calais puis des Hauts-de-France (élue dans le Pas-de-Calais), présidente du groupe Front national – rassemblement pour le Nord-Pas-de-Calais.
- Depuis le 1er juillet 2021 : conseillère départementale du Pas-de-Calais (élue dans le canton d'Hénin-Beaumont-2)[542],[543].

## Résultats électoraux

### Élections présidentielles
| Année | Parti     | Parti | 1er tour  | 1er tour | 1er tour   | 2d tour      | 2d tour      | 2d tour      |
| Année | Parti     | Parti | Voix      | %        | Rang       | Voix         | %            | Rang         |
| ----- | --------- | ----- | --------- | -------- | ---------- | ------------ | ------------ | ------------ |
| 2012  |           | RN    | 6 421 426 | 17,90    | 3e         | Non-qualifié | Non-qualifié | Non-qualifié |
| 2017  |           | RN    | 7 678 491 | 21,30    | 2e         | 10 638 475   | 33,90        | 2e           |
| 2022  | 8 133 828 | RN    | 23,15     | 2e       | 13 288 686 | 41,45        | 2e           |              |

- Premier tour
- Deuxième tour

### Élections législatives
| Année | Circonscription      | 1er tour | 1er tour | 1er tour  | 2d tour | 2d tour | 2d tour |
| Année | Circonscription      | %        | Place    | Issue     | %       | Place   | Issue   |
| ----- | -------------------- | -------- | -------- | --------- | ------- | ------- | ------- |
| 1993  | 16e de Paris         | 11,10    | 3e       | Éliminée  |         |         |         |
| 2002  | 13e du Pas-de-Calais | 24,24    | 2e       | Qualifiée | 32,30   | 2e      | Battue  |
| 2007  | 14e du Pas-de-Calais | 24,47    | 2e       | Qualifiée | 41,65   | 2e      | Battue  |
| 2012  | 11e du Pas-de-Calais | 42,26    | 1re      | Qualifiée | 49,89   | 2e      | Battue  |
| 2017  | 11e du Pas-de-Calais | 46,02    | 1re      | Qualifiée | 58,60   | 1re     | Élue    |
| 2022  | 11e du Pas-de-Calais | 53,96    | 1re      | Qualifiée | 61,03   | 1re     | Élue    |
| 2024  | 11e du Pas-de-Calais | 58,04    | 1re      | Élue      |         |         |         |

### Élections européennes
Les résultats ci-dessous concernent uniquement les élections où elle était tête de liste.
| Année | Circonscription | %     | Place | Sièges obtenus |
| ----- | --------------- | ----- | ----- | -------------- |
| 2004  | Île-de-France   | 8,58  | 4e    | 1 / 14         |
| 2009  | Nord-Ouest      | 10,18 | 4e    | 1 / 10         |
| 2014  | Nord-Ouest      | 33,62 | 1re   | 5 / 10         |

### Élections régionales
Les résultats ci-dessous concernent uniquement les élections où elle était tête de liste.
| Année | Région                      | 1er tour | 1er tour | 2d tour | 2d tour | Sièges obtenus |
| Année | Région                      | %        | Place    | %       | Place   | Sièges obtenus |
| ----- | --------------------------- | -------- | -------- | ------- | ------- | -------------- |
| 2004  | Île-de-France               | 12,26    | 4e       | 10,11   | 3e      | 15 / 209       |
| 2010  | Nord-Pas-de-Calais          | 18,31    | 3e       | 22,20   | 3e      | 18 / 113       |
| 2015  | Nord-Pas-de-Calais-Picardie | 40,64    | 1re      | 42,23   | 2e      | 54 / 170       |

### Élections départementales
| Année | Canton           | Binôme        | 1er tour | 1er tour | 1er tour   | 2d tour | 2d tour | 2d tour |
| Année | Canton           | Binôme        | %        | Place    | Issue      | %       | Place   | Issue   |
| ----- | ---------------- | ------------- | -------- | -------- | ---------- | ------- | ------- | ------- |
| 2021  | Hénin-Beaumont-2 | Steeve Briois | 61,09    | 1re      | Ballottage | 59,72   | 1re     | Élue    |

## Entourage politique
D'après Abel Mestre et Caroline Monnot, journalistes au Monde, Marine Le Pen s'appuie en 2011 sur quatre cercles distincts de proches :
- des économistes souverainistes se réclamant du Prix Nobel d'économie Maurice Allais et plaidant notamment pour la sortie de la zone euro (Jean-Richard Sulzer, Bernard Monot alias Nicolas Pavillon) ;
- des anciens du Groupe union défense (GUD), comme Philippe Péninque, Frédéric Chatillon, Jildaz Mahé O'Chinal, qui sont des amis de longue date de la présidente du FN et qui sont liés entre eux par des relations d'affaires ; ils comptent « parmi les membres les plus écoutés de sa garde rapprochée » et appellent à s'opposer à « l'axe américano-sioniste » ;
- les « grécistes », influencés par le Groupement de recherche et d'études pour la civilisation européenne (GRECE), à l'instar de Philippe Olivier, Emmanuel Leroy et Laurent Ozon ;
- les fidèles des Le Pen père et fille et les « modérés », partisans de la « dédiabolisation » et de la professionnalisation du parti, tels son compagnon Louis Aliot, Marie-Christine Arnautu, Bruno Bilde et Steeve Briois.

Lors de la campagne présidentielle de 2017, Le Monde identifie trente proches de Marine Le Pen :
- un « premier cercle » constitué de Florian Philippot (« bras droit »), Louis Aliot (compagnon), David Rachline (directeur de campagne), Nicolas Lesage (directeur de cabinet), Catherine Griset (sa cheffe de cabinet), Bruno Bilde (conseiller spécial), Nicolas Bay, Steeve Briois, Jean-Lin Lacapelle (conseil stratégique), Wallerand de Saint-Just (cellule financière), Philippe Olivier (beau-frère), Ludovic De Danne (conseiller international), Damien Philippot (pôle argumentaires) ;
- les « figures du parti » : Bernard Monot (conseiller économique), Stéphane Ravier (conseil stratégique), Jean-François Jalkh (association de financement), Jean-Michel Dubois (cellule financière), Marion Maréchal (nièce), Gilbert Collard (conseil stratégique) ;
- les « nouveaux venus » : Sébastien Chenu, Philippe Vardon (cellule « idées-images »), Jean Messiha (coordinateur du projet), Jérôme Rivière (conseil stratégique) ;
- les « personnages de l'ombre » : Axel Loustau (cellule financière), Frédéric Chatillon (communication), Nicolas Crochet (expert-comptable), Philippe Péninque (visiteur du soir), Jean-Luc Schaffhauser (leveur de fonds)[545].

Après les élections nationales de 2017 et le départ de Florian Philippot en septembre 2017, Paris Match identifie six personnalités au sein de « la nouvelle garde rapprochée de Marine Le Pen » : Louis Aliot ; Sébastien Chenu ; Nicolas Bay ; David Rachline ; Steeve Briois ; et Philippe Olivier.
Selon Abel Mestre et Caroline Monnot, « Marine Le Pen veille toujours à ce que, par leur lutte constante, aucun des clans ne puisse l'emporter et donc remettre en cause sa position d'arbitre. Les réseaux qui l'entourent ont beau incarner une pluralité d'opinions et de stratégies, la présidente ne prend pas en compte les positions n'allant pas dans son sens. Non seulement la direction du parti est omnipotente et autoritaire, mais elle méprise la pluralité politique, qui, selon elle, n'aboutit qu'à des synthèses forcément molles ». D'après Olivier Faye du Monde, Marine Le Pen « privilégie un fonctionnement informel pour ses conseillers proches » : « les relations bilatérales sont privilégiées par rapport à une hiérarchie plus définie ». Nicolas Lebourg estime que « dans son management, Marine Le Pen est encore plus brutale que son père, qui se positionnait plutôt en arbitre face aux points de vue divergents. Marine Le Pen, elle, n'est guidée que par une seule idée : la conquête de l'Élysée ».
La proximité de Marine Le Pen avec d'anciens responsables du GUD fait dire à Nicolas Lebourg qu'elle a « individualisé, voire privatisé, les relations avec des figures issues de la mouvance radicale » en parallèle de la prise de distance du FN, en tant qu'organisation, avec cette dernière. Le chercheur Joël Gombin souligne que ces personnalités « interviennent sur l'aspect financier et logistique de la gestion du parti, au travers de sociétés prestataires du FN – mais dans des montages tels qu'on ne sait plus si ces sociétés sont les véritables prestataires du FN ou si c'est l'inverse… ».
L'un des premiers cercles de l'entourage de Marine Le Pen au sein du parti est également composé de gays dont le nombre et l'attitude sont mis en cause par certains cadres du parti et par le journal Minute. Ces derniers dénoncent « la construction d'un « lobby gay » interne qui conduirait à une préemption des postes de cadres ainsi qu'à l'isolement de la présidente. Lors de la campagne préalable au congrès de Tours, des proches de Bruno Gollnisch ont attaqué Marine Le Pen en dénonçant cette influence. Cet entourage gay aurait entraîné une vague de départs de nationaux-catholiques du FN lors de l'arrivée de Marine Le Pen à la tête du parti ; Roger Holeindre a quant à lui explicitement avancé cet argument pour sa démission,,.

## Polémiques

### Accusations de racisme
Les associations antiracistes et de nombreuses personnalités politiques et médiatiques estiment que Marine Le Pen tient un discours islamophobe et stigmatisant des populations immigrées vivant en France ou des Français d'origine étrangère. Selon elles, elle se spécialise dans la récupération ou l'instrumentalisation des faits divers à des fins électoralistes. Marine Le Pen s'inscrit, d'après ses détracteurs, dans la droite ligne idéologique du FN, et ne présente aucune différence vis-à-vis de son père ou de la vieille extrême droite,. Marine Le Pen est également accusée par la gauche et l'extrême gauche françaises de tenir un discours « populiste » et « démagogue ».
En réponse, Marine Le Pen se défend d'être raciste ou xénophobe et considère qu'elle lutte contre l'immigration et non contre les immigrés en tant que personnes, précisant que durant sa carrière d'avocate elle a été amenée à défendre des clandestins. Marine Le Pen, comme son parti, est en général classée à l'extrême droite, une position qu'elle conteste et à laquelle elle préfère d'autres appellations comme « droite nationale »,, ou « ni droite ni gauche ».

### La Mauvaise Viede Frédéric Mitterrand
Le 5 octobre 2009, à l'occasion d'un débat dans l'émission Mots croisés de France 2, Marine Le Pen déclenche une controverse médiatio-politique en accusant Frédéric Mitterrand, le ministre de la Culture, d'avoir fait l'apologie du tourisme sexuel dans son livre La Mauvaise Vie (2005) et d'y avoir décrit des relations sexuelles tarifées avec, selon elle, des « petits garçons thaïlandais ». L'attaque est préparée et la citation des passages du livre est volontairement à visée choquante, Marine Le Pen ayant rajouté le terme « jeunes » devant ceux de « garçons très attrayants ». Elle admet par la suite avoir fait à tort cet ajout mais maintient ses accusations en soulignant que les passages du livre parlent de « gosses » et en réaffirmant qu'il existe « incontestablement une ambiguïté majeure » dans ces écrits. Elle exige la démission du ministre et met en relation ce livre avec le soutien apporté par Frédéric Mitterrand au cinéaste Roman Polanski lors de son arrestation en septembre 2009. Elle dénonce alors ce qu'elle appelle une « caste de privilégiés qui s'autoprotège ».
Le 8 octobre, Frédéric Mitterrand répond à ces attaques et dénonce un amalgame, « premier pas de la calomnie », en déclarant n'avoir jamais eu des relations sexuelles avec des mineurs et n'avoir pas fait l'apologie du tourisme sexuel : « Toutes les personnes qui m'accusent devraient avoir honte ». Pour Jérôme Fourquet de l'Ifop, cette affaire a permis à Marine Le Pen de « percer » et de « prendre l'ascendant médiatique » sur le Front national par rapport à son père.

### Prières de rue
Lors d'un discours interne tenu à Lyon le 10 décembre 2010, Marine Le Pen évoque l'occupation allemande pendant la Seconde Guerre mondiale et déclare que le blocage illégal de certaines rues pour des prières musulmanes constitue également une « occupation » du territoire français. De nombreux médias et personnalités politiques ont soutenu qu'elle faisait alors un parallèle entre les prières de rue et l'occupation nazie, ce qui a donné lieu à une forte controverse,,. L'historienne Valérie Igounet relève que cette déclaration intervient « sur les terres de Bruno Gollnisch », adversaire de Marine Le Pen pour la présidence du FN, un mois avant le congrès de Tours.
Le MRAP et la Ligue française pour la défense des droits de l'homme et du citoyen annoncent leur intention de porter plainte pour incitation à la haine raciale. Le 13 décembre 2010, Marine Le Pen tient une conférence de presse dans laquelle elle réitère ses propos, déclarant qu'il ne s'agissait pas d'un dérapage mais d'une analyse réfléchie de la situation en France, puis, s'appuyant sur les déclarations de Jean-François Kahn, dénonce une « indignation artificielle » pour barrer sa route dans les sondages et « une manœuvre de la part de l'Élysée ». Son immunité parlementaire est levée par le Parlement européen le 2 juillet 2013, sur demande du ministère de la Justice français.
Le tribunal correctionnel de Lyon prononce une relaxe en sa faveur le 15 décembre 2015.

### Viande halal
Le 18 février 2012, alors en début de campagne présidentielle, se fondant sur un reportage télévisé de France 2, Marine Le Pen déclare que « L'ensemble de la viande qui est distribuée en Île-de-France, à l'insu du consommateur, est exclusivement de la viande halal ». Certains spécialistes de la boucherie affirment qu'une très grande partie de la viande n'est pas abattue selon un rite religieux, et d'autres affirment que toute la viande produite en Île-de-France est halal sauf le porc, mais que la viande consommée dans la région n'est pas en totalité halal, car la consommation excède de loin la production.

### Accusations de négationnisme
En avril 2017, lors de sa campagne présidentielle, Marine Le Pen, répondant à une question dans l'émission Le Grand Jury, déclare que la France n'est « pas responsable » de la rafle du Vélodrome d'Hiver, estimant que « plus généralement d'ailleurs, s'il y a des responsables, c'est ceux qui étaient au pouvoir à l'époque, ce n'est pas la France ». La plupart des membres de la classe politique condamnent ses propos et le gouvernement israélien assure qu'ils sont « contraires à la vérité historique ». Valérie Igounet relève que la stratégie de Marine Le Pen « s'insère dans cette ligne que le FN ne cesse de revendiquer depuis des années, à savoir la glorification d'une certaine histoire et la non-acceptation d'une autre ». Elle souligne également que « Marine Le Pen contredit et rompt avec la ligne paternelle sur un point capital : elle condamne le « régime collaborationniste de Vichy » et affirme que la légitimité était représentée par Charles de Gaulle à Londres »,.

### Relation avec les médias

#### Élection présidentielle de 2017
Le 7 mai 2017, elle interdit à une dizaine de médias de couvrir sa soirée électorale. En solidarité, Le Monde, Les Inrockuptibles et Libération décident de boycotter la soirée.

#### Élection présidentielle de 2022
RFI observe qu'elle souhaite « déshystériser » ses relations avec les journalistes à l'occasion de l'élection présidentielle 2022. Sa nouvelle conseillère presse, Caroline Parmentier lui permet même de renouer avec Mediapart, le Rassemblement national indiquant souhaiter « parler à tous les journalistes » à condition qu'ils soient « loyaux ». Le quotidien Le Monde souligne fin 2021, que l'audiovisuel public est devenu « un enjeu démocratique au cœur de la présidentielle », les trois principaux rivaux d'Emmanuel Macron (Marine Le Pen, Éric Zemmour et Valérie Pécresse) évoquant sa privatisation ; à l'occasion d'un entretien au Figaro le 8 septembre 2021, Marine Le Pen annonce y être favorable, comme à la fin de la redevance,.

## Mises en cause judiciaires, procès et condamnations

### Condamnation pour diffamation
À la suite d'une plainte en diffamation déposée par l'ancien membre du FN Christian Baeckeroot pour des faits datant de 2008, Marine Le Pen et Louis Aliot sont condamnés pour diffamation le 27 janvier 2011, par la cour d'appel de Versailles, à verser 5 000 € de dommages intérêts à Christian Baeckeroot et 4 500 € en frais de procédures. Le pourvoi en cassation formé par Marine Le Pen, Louis Aliot et Jean-Marie Le Pen est rejeté le 11 octobre 2011 et la Cour de cassation fixe en plus à 2 000 € les frais de procédure dus à Christian Baeckeroot.
En octobre 2023, Marine Le Pen est condamnée à 500 euros d'amende avec sursis pour diffamation envers la Cimade, qu'elle accusait d'organiser une « filière d'immigration clandestine en provenance des Comores » à Mayotte. Le 11 septembre 2024, la peine est confirmée en appel.

### Affaire des «faux tracts» d'Hénin-Beaumont
Visant Jean-Luc Mélenchon, celui-ci porte plainte contre Marine Le Pen, le FN ayant produit et diffusé un faux tract pour les législatives fin mai 2012, du Front de gauche au contenu communautariste. Le 3 avril 2014, elle est condamnée à 10 000 euros d'amende mais est cependant relaxée par la Cour d'appel de Douai en mai 2015 qui estime qu'« il n'était pas démontré que Marine Le Pen ait été à l'origine de la contrefaçon et de sa distribution, ni qu'elle ait engagé sa responsabilité pénale en qualité d'auteur ou de complice »,.

### Procédure abusive
Marine Le Pen porte plainte après une déclaration, publiée par l'AFP, de l'ancien secrétaire d'État Georges Tron, accusé d'agression sexuelle par deux anciennes employées de sa ville de Draveil. Le 24 janvier 2014, le tribunal correctionnel de Paris estime que « c'est par le fruit d'extrapolations » que Marine Le Pen reproche à Georges Tron d'avoir laissé entendre qu'elle « serait personnellement intervenue pour persuader les deux anciennes employées municipales de porter plainte ». Le tribunal relaxe Georges Tron et juge abusives les poursuites engagées par Marine Le Pen, car « l'allégation diffamatoire prétendue relevait d'une interprétation manifestement tendancieuse et exagérée du texte ». Marine Le Pen est condamnée à verser 1 500 euros de dommages et intérêts pour procédure abusive à Georges Tron, ainsi qu'à l'AFP, qu'elle poursuivait en diffamation. Ce jugement, confirmé en appel, est cassé par la Cour de cassation car Georges Tron ne pouvait demander la condamnation de la plaignante pour procédure abusive que dans le seul cas où elle aurait utilisé une citation directe à son endroit. Or Marine Le Pen avait déposé une plainte avec constitution de partie civile.

### Retrait de permis
Marine Le Pen a vu son permis de conduire annulé après avoir perdu tous ses points entre le 21 avril 2007 et le 14 mars 2012, pour sept infractions constituées par des excès de vitesse, ainsi que franchissement d'un feu rouge. Le lien est fait entre sa condamnation et son action politique, puisqu'elle prône la suppression du permis à points, ainsi que la suppression des radars, qu'elle assimile à un « impôt supplémentaire » déguisé en « lutte pour préserver des vies ».
Marine Le Pen conteste cette décision administrative en affirmant que c'est sa mère, Pierrette Lalanne, qui conduisait ; son avocat déclare alors que « tous les politiques ont des chauffeurs [et] ne sont jamais au volant ». Le tribunal administratif de Lille rejette, le 30 octobre 2014, la demande de Marine Le Pen visant à contester l'annulation de son permis de conduire, rappelant que l'annulation du permis de conduire est l'annulation du droit de conduire tout véhicule pour lequel le permis est obligatoire.
En marge de l'affaire de l'annulation de son permis de conduire, Marine Le Pen n'avait pas réglé les honoraires de 3 000 € qu'elle devait au cabinet d'avocats Dufour & Associés, auquel elle s'était adressée initialement. Ce cabinet ayant saisi la justice, le bâtonnier, Pierre-Olivier Sur, intime à Marine Le Pen de verser la somme due au cabinet d'avocats. Marine Le Pen se justifie par la séparation des avocats saisis, mais les sommes dues depuis 2012 sont finalement versées le jour des révélations dans la presse.

### Affaire Jeanne
En 2010, des proches de Marine Le Pen créent le micro-parti Jeanne, selon Mediapart « pour mettre fin à la mainmise de son père, qui n'a jamais cédé les rênes de son association de financement, Cotelec ». Mediapart indique également que ce parti a reçu neuf millions d'euros en 2012. Par ailleurs, Mediapart évoque des « taux d'intérêt particulièrement élevés de 6,5 % ou 7 % » pour des prêts accordés par ce micro-parti à des candidats du Front. Le principal prestataire de Jeanne est l'agence de communication Riwal dirigée par Frédéric Chatillon, un ancien du groupe d'extrême droite, GUD. En avril 2014, Le Monde révèle qu'à la suite d'une demande d'information de la Commission nationale des comptes de campagne et des financements politiques (CNCCFP), une information judiciaire contre X a été ouverte pour « escroquerie en bande organisée », « faux et usage de faux concernant les activités financières de cette structure ». Marine Le Pen considère qu'il s'agit d'une manœuvre du « pouvoir socialiste » et indique sur ce dossier : « Tout cela se terminera comme à chaque fois par un non-lieu ou une relaxe dans quelques mois ». Marine Le Pen est entendue comme témoin assisté, en janvier 2016.

#### Mise en examen du FN en tant que personne morale
Au cœur de l'enquête se trouve le principal prestataire du FN pour sa propagande, la société Riwal, dirigée par Frédéric Chatillon, alors mis en cause par les révélations sur les Panama Papers. Le parquet de Paris requiert des poursuites pour le délit d'abus de biens sociaux et recel, commis au préjudice de Riwal. L'enquête sur les soupçons de surfacturation — dans le cadre du financement des campagnes FN 2012 — est validée le 14 avril 2016, par la cour d'appel de Paris. En 2017, treize personnes sont mises en examen, dont deux vice-présidents du Front national (son trésorier Wallerand de Saint-Just et Jean-François Jalkh) ainsi que le parti en tant que personne morale pour recel d'abus de biens sociaux et complicité d'escroquerie. Selon le Monde, il est également reproché d'avoir fait salarier « fictivement » par Riwal deux conseillers de Marine Le Pen : Nicolas Bay (porte-parole de campagne), et David Rachline. Le micro-parti Jeanne requalifié en société commerciale est visé par un redressement fiscal,.

#### Renvoi devant le tribunal correctionnel
À l'issue de l'enquête, le 5 octobre 2016, les juges d'instruction renvoient devant le tribunal correctionnel dix personnes physiques ou morales, dont le Front national et deux de ses cadres. Le parti soutient que le dossier est vide et dénonce une « persécution judiciaire ». Le vice-président Florian Philippot s'étonne du calendrier : « En France, on juge les affaires de 2012 quelques mois avant l'élection présidentielle de 2017 », et affirme que « sur le fond, le Front national n'a strictement rien à se reprocher. Nous sommes très sereins », Wallerand de Saint-Just a l'intention de faire appel de la décision.
La société Riwal et son directeur Frédéric Chatillon — qui sont également renvoyés en correctionnelle — ont interdiction d'entretenir « une relation commerciale directe ou indirecte avec le Front national ». Marine Le Pen relativise : « Nous allons nous débrouiller, nous avons déjà fait sans Riwal par le passé ». Le marché du matériel de campagne du parti est confié à la société Presses de France, créée en 2015, par Axel Loustau— également appelé à comparaître dans le cadre de l'affaire Jeanne —, qui déclare au Parisien : « J'ai dit à Marine que j'avais les capacités financières pour monter une société. Il n'y a rien d'illégal. On n'allait pas se tourner vers l'imprimerie du Front de gauche ! ».

#### Jugement
Par décision rendue le 16 juin 2020, Axel Loustau, trésorier du micro-parti Jeanne, conseiller régional RN est relaxé et le tribunal condamne les six autres personnes physiques à différentes peines (emprisonnement assorti en tout ou partie de sursis, amende, interdiction d'exercice de la profession, inéligibilité),,. En ce qui concerne les personnes morales : le Front national doit verser une amende de 18 750 euros pour « recel d'abus de biens sociaux », le tribunal ne retenant pas l'accusation d'escroquerie ; le micro-parti Jeanne est condamné à 300 000 euros d'amende, la moitié avec sursis. Les magistrats ont, en outre, « estimé le préjudice de l'État à quelque 860 000 euros, qui doivent être dédommagés solidairement par MM. Chatillon, Jalkh, le micro-parti Jeanne et deux autres protagonistes ».
Le 19 juin 2024, la Cour de cassation confirmé le jugement prononcé en appel,.

### Condamnation pour détournement de fonds publics dans l'affaire des assistants européens
En septembre 2023, le parquet de Paris requiert un procès pour Marine Le Pen et 26 autres membres ou ex-membres de l'ancien Front national pour détournement de fonds publics et complicité du même délit dans le cadre de l'affaire des assistants parlementaires européens,,. Le procès se tient du 30 septembre au 27 novembre 2024.
Le ministère public considère que Marine Le Pen a joué un « rôle central » en embauchant quatre assistants fictifs dans l'objectif d'améliorer les finances du parti en utilisant les fonds destinés normalement aux eurodéputés du Front national. Le parquet requiert alors cinq ans de prison, dont deux ferme ; cinq ans d'inéligibilité et 300 000 euros d'amende et demande que cette peine s'applique dès la condamnation, y compris en cas d'appel, car une partie des faits reprochés ont été effectués après la mise en place de la loi Sapin II,.
Le 31 mars 2025, Marine Le Pen est reconnue coupable de détournement de fonds publics par le tribunal correctionnel de Paris. Elle est condamnée en première instance à une peine de quatre ans de prison, dont deux ferme sous bracelet électronique, cinq ans d'inéligibilité avec exécution provisoire ainsi que 100 000 euros d'amende,,,. Son avocat indique faire appel de cette décision,. Le lendemain, saisie de « trois appels », la cour d'appel de Paris indique à travers un communiqué qu'elle envisage un second procès avec « décision à l'été 2026 »,,,.
La décision de justice est contestée par elle-même, ainsi que par des membres de son parti. D'autres personnalités politiques internationales tels que Viktor Orbán, Geert Wilders, le porte-parole du Kremlin Dmitri Peskov ou encore Donald Trump contestent aussi cette décision judiciaire,,,,,. 
Le jugement rendu est également contesté par des personnalités civiles et plusieurs menaces de morts sont publiées sur les réseaux sociaux envers la présidente du tribunal qui a annoncé la peine d'énigibilté, la juge est alors placée sous protection policière. En avril 2025, un homme est condamné pour « menace de mort ou d'atteinte aux biens dangereuse pour les personnes à l'encontre d'un magistrat ou juré », d'autres suspects font l'objet d'une enquête. 
Après sa condamnation, Marine Le Pen est déchue légalement de son mandat de conseillère départementale du Pas-de-Calais en avril 2025 ; elle dépose le 20 mai 2025 un recours auprès du tribunal administratif de Lille, qui rejette sa demande le 4 juin 2025,. Marine le Pen annonce faire appel, ce qui suspend cette démission d'office.

### Élection présidentielle de 2022
En juillet 2024, une information judiciaire est ouverte portant sur des soupçons de financement illicite de la campagne de Marine Le Pen lors de l'élection présidentielle de 2022, à la suite d'un signalement de la Commission nationale des comptes de campagne et des financements politiques de 2023. Cette information concerne « des chefs de prêt d'une personne morale à un candidat en campagne électorale, acceptation par un candidat en campagne de prêt d'une personne morale, détournement de biens par des personnes exerçant une fonction publique, escroquerie commise au préjudice d'une personne publique, faux et usage de faux ».

### Sous-évaluation du patrimoine déclaré
Marine Le Pen, tout comme son père, est suspectée d'avoir, en 2014, lors de sa déclaration de patrimoine de députée européenne, sous-évalué de deux tiers la valeur des parts qu'elle détient dans la société civile immobilière propriétaire de leur demeure familiale, le manoir de Montretout. L'avocat de Marine Le Pen explique que cette dernière est de bonne foi, n'ayant que « repris ce que déclarait son père ».
En 2023, elle est épinglée par la Haute Autorité pour la transparence de la vie publique (HAPTVP) pour avoir omis l'existence de deux sociétés civiles immobilières, évaluées à plus de 600 000 euros.

## Plaintes de Marine Le Pen

### Stratégie de dédiabolisation
Marine Le Pen poursuit plusieurs personnalités politiques, journalistes et médias pour diffamation ou injure. Une vingtaine de plaintes en diffamation sont déposées pendant les six premiers mois de sa présidence au FN. Selon des commentateurs, ceci fait partie de sa stratégie de dédiabolisation du Front national visant à intimider ses détracteurs pour empêcher la calomnie, et relève aussi d'une stratégie de communication. Le trésorier du parti et avocat, Wallerand de Saint-Just, admet l'existence de plusieurs procédures pénales et déclare que « le FN ne se fera plus marcher sur les pieds désormais »,.

### Procès
Lors des premiers mois de sa présidence au Front national, les plaintes déposées par Marine Le Pen visent notamment Rama Yade, Jean-Luc Mélenchon, ou bien encore le rappeur Cortex qu'elle fait condamner pour injures,.
Le 20 février 2003, lors d'une soirée dans le 16e arrondissement de Paris chez Frédéric Chatillon, ancien leader du GUD, Marine Le Pen « passablement éméchée » s'adresse aux policiers appelés pour tapage nocturne. Dans ses dossiers de juillet 2011, Le Canard Enchaîné décrit l'incident, fait état d'injures à l'encontre des fonctionnaires, attribuées à Marine Le Pen ainsi que la phrase « il est plus facile de s'en prendre à de bons Français qu'aux bougnoules ». Elle est alors poursuivie pour outrage à agents publics. L'article précise que l'intéressée affirme que « tout cela est totalement faux ». La même année, Marine Le Pen porte plainte contre le journal pour diffamation. Elle est déboutée en première instance, puis en appel, et enfin par la Cour de cassation en mars 2016, la justice ayant retenu la bonne foi du Canard enchaîné,.
Le 25 octobre 2019, son recours concernant sa plainte contre Laurent Ruquier, qui avait diffusé une affiche de Charlie Hebdo la comparant à un étron dans l'émission On n'est pas couché, est rejeté par la Cour de cassation, soutenant la motivation de la cour d'appel de Paris, à savoir que la diffusion de l'affiche parodique ne constituait pas une infraction condamnable, les limites de la liberté d'expression n'ayant pas été franchies selon les magistrats.

## Dans les arts et la culture populaire

### Musique
En 2005, Philippe Katerine fait de Marine Le Pen le sujet d'une « fantaisie surréaliste ambient » apparemment dénuée de message politique intitulée 20-04-2005, qui figure dans son album Robots après tout. En sortant de la maison de la radio à Paris, le narrateur suit une femme blonde dans la rue et découvre avec stupeur qu'il s'agit de Marine Le Pen. Il décide alors de la dépasser, mais a l'impression qu'elle le suit dans tout le seizième arrondissement de Paris, et ne parvient plus à la semer.
En 2007, Marine Le Pen est le sujet principal d'une chanson de Diam's intitulée Marine, où la chanteuse critique les positions politiques de cette dernière et de son père. Le refrain scande : « J'emmerde le Front national ». La chanson est reprise en 2021 par Amel Bent, Camélia Jordana et Vitaa.
En 2012, la chanteuse Madonna, en tournée lors du MDNA Tour, propose un montage vidéo illustrant sa chanson Nobody Knows Me et ayant pour but de dénoncer « l'intolérance de certains hommes envers d'autres ». Ce montage inclut une image de Marine Le Pen avec ce qui semble être une croix gammée sur le front (qu'elle présente comme en fait un svastika) aux côtés de personnalités politiques controversées comme Hosni Moubarak, Adolf Hitler, Bachar el-Assad ou encore Hu Jintao. C'est un exercice que la chanteuse avait déjà proposé lors de ses tournées Confessions Tour (2006) et Sticky and Sweet Tour (2008-2009), la première incluant un montage vidéo qui caricaturait notamment Jean-Marie Le Pen.
En réponse, Marine Le Pen menace la chanteuse d'une plainte si la vidéo est diffusée lors de son concert du 14 juillet au Stade de France tandis que Najat Vallaud-Belkacem, porte-parole du gouvernement socialiste, juge le parallèle « malheureux ». La vidéo est diffusée comme prévu ; en réponse, le Front national porte plainte contre Madonna pour « injure », plainte qui est finalement classée sans suite. Cependant, pour ne pas alimenter la polémique, Madonna remplace le svastika par un point d'interrogation à son concert du 21 août à Nice, mais, dès le retour de Madonna en Amérique, le svastika réapparaît dans la vidéo. En septembre 2013, à l'occasion de la sortie du DVD musical issu de la tournée, le montage associant le svastika à l'image de Marine Le Pen réapparaît.
En 2025, à la suite de la condamnation de Marine Le Pen dans le cadre de l'affaire des assistants parlementaires du Front national au Parlement européen, l'humoriste Walid Jabbari détourne la chanson Du Ferme du rappeur français La Fouine en utilisant notamment le refrain. La Fouine reprend le « remix » lors d'un concert à Bercy.

### Littérature
Dans le roman uchronique de Guy Konopnicki, Les Cent Jours : 5 mai – 4 août 2002, où Jean-Marie Le Pen gagne l'élection présidentielle de 2002, Marine Le Pen devient ministre de la Justice.
Dans celui de Frédéric Deslauriers, Les Deux-Cents Jours de Marine Le Pen, publié en 2011, elle est élue présidente de la République.
Dans Le Bloc de Jérôme Leroy, Nicolas Sarkozy l'appelle pour un gouvernement d'alliance ; dans ce livre, les noms ont été modifiés et quelques détails changés pour éviter les procès, mais les personnages sont très reconnaissables.
Dans La Présidente, bande dessinée de François Durpaire et Farid Boudjellal publiée en 2015 aux éditions Les Arènes, elle est élue présidente de la République lors de l'élection présidentielle de 2017. Dans cette fiction le père meurt un an après l'élection de sa fille, c'est-à-dire en 2018.
Dans Soumission, de Michel Houellebecq, elle perd le second tour de l'élection présidentielle de 2022, face à Mohammed ben Abbes de la Fraternité musulmane ; s'ensuit une islamisation de la France.
Dans Les 155 jours de Marine Le Pen, de Blaise de Monluc, paru en 2021 aux éditions de l'Archipel, Marine Le Pen devient Premier ministre en remportant les élections législatives de 2022, après la réélection d'Emmanuel Macron pour un second mandat. La Ve République connait alors la quatrième cohabitation de son histoire.

### Cinéma
On entend l'un de ses discours pendant le générique de fin du film Le Rapport Auschwitz, sorti en 2022.

### Prix satirique
- Grand vainqueur du prix du menteur en politique 2015[679].

## Publications
- À contre-flots, Paris, Grancher, coll. « Grancher dépôt », 2006 (réimpr. 2011), 322 p. (ISBN 978-2-7339-0957-7, BNF 40157873)
- Pour que vive la France, Paris, Grancher, 2012, 251 p. (ISBN 978-2-7339-1182-2, BNF 42658946)